# Fermanville
Vous lisez un « article de qualité » labellisé en 2021.
Cet article possède un paronyme, voir Hermanville.
Fermanville est une commune française littorale, située dans le Nord du Cotentin, dans le département de la Manche en région Normandie. En 2022, elle compte 1 291 habitants.
Placée sur la côte de la Manche entre Cherbourg-en-Cotentin et Barfleur, Fermanville s'est développée en petits hameaux de part et d'autre du cap Lévi, extrémité orientale de la rade de Cherbourg, et de la vallée du petit fleuve Poult. Elle marque l'entrée dans la région naturelle du Val de Saire. L'économie du village repose sur l'agriculture, la pêche et le tourisme.
Fermanville compte deux importants sites du paléolithique en France, dont le plus ancien habitat submergé connu en Europe. Le cap Lévi et ses anses ont été pendant l'Antiquité et le Moyen Âge un point de passage vers la Grande-Bretagne. Point stratégique avec le développement du port militaire de Cherbourg à partir de la fin du XVIIIe siècle, le littoral de la commune est fortifié à plusieurs reprises jusqu'à la Seconde Guerre mondiale, les batteries allemandes protégeant Cherbourg connaissant les derniers combats de la libération du Nord-Cotentin en juin 1944.
La commune abrite trois monuments historiques : le manoir d'Inthéville, la stèle en mémoire de Marie Ravenel et le phare du cap Lévi, auxquels s'ajoutent d'autres édifices comme le fort du cap Lévi et le viaduc de Fermanville.

## Géographie

### Localisation

Carte de Fermanville.

Fermanville est un village côtier bordé par la Manche, situé sur la côte nord-est du Cotentin, à mi-chemin entre Cherbourg-en-Cotentin et Barfleur, dans le pays du Val de Saire. La commune est 81,6 km au nord-nord-ouest de la préfecture Saint-Lô, et 15 km à l’est de Cherbourg-en-Cotentin.
Le territoire de la commune, d'une superficie de 11,6 km2, comprend 11,5 km de côtes. Le territoire de la commune inclut et entoure le cap Lévi, qui ferme la rade de Cherbourg à l'est.
La commune est traversée par le Poult, également appelé le Nô ou ruisseau des bruyères, un petit fleuve côtier, qui se jette dans la Manche entre l'anse de la Mondrée et celle de la Visière. Alimenté en eau toute l'année, raison pour laquelle de nombreux moulins à eaux se sont construits tout au long de son cours dès le Moyen Âge et sont restés très actifs jusqu'à la fin du XVIIIe siècle ; en 1824, le cadastre en mentionne neuf. Le tour d'un moulin à lin a été placé sur le parking au départ du chemin de randonnée PR 48. La vallée du Poult est enjambée par un viaduc ferroviaire de 242 m de long, utilisé dans la première moitié du XXe siècle par un train appelé Tue-Vaques, reliant Cherbourg à Barfleur.
Prolongé en mer par le récif de Biéroc, le cap Lévi abrite deux ports — le port du cap Lévi à l'ouest et le port Pignot à l'est — un fort napoléonien, un sémaphore (XIXe siècle), implanté sur l'emplacement d'une ancienne vigie du Premier Empire et un phare de 28 m de haut.

### Communes limitrophes
Les communes limitrophes sont, à l'ouest, Maupertus-sur-Mer dont elle est séparée par l'anse du Brick et la vallon du ruisseau du Vivier, au sud, Carneville au niveau des Landes et de la vallée des Moulins, et Vicq-sur-Mer (ancienne commune de Cosqueville), dont elle est séparée au sud par la chasse des Devises et à l'est par le vallon d'un ruisseau se jetant dans la baie de Tocquebœuf.
| Manche            | Manche      | Manche                     |
| Manche            | Fermanville | Vicq-sur-Mer (Cosqueville) |
| Maupertus-sur-Mer | Carneville  | Vicq-sur-Mer (Cosqueville) |

### Géologie et relief

Carte géologique de Fermanville.

Pour un article plus général, voir Val de Saire : Géologie.

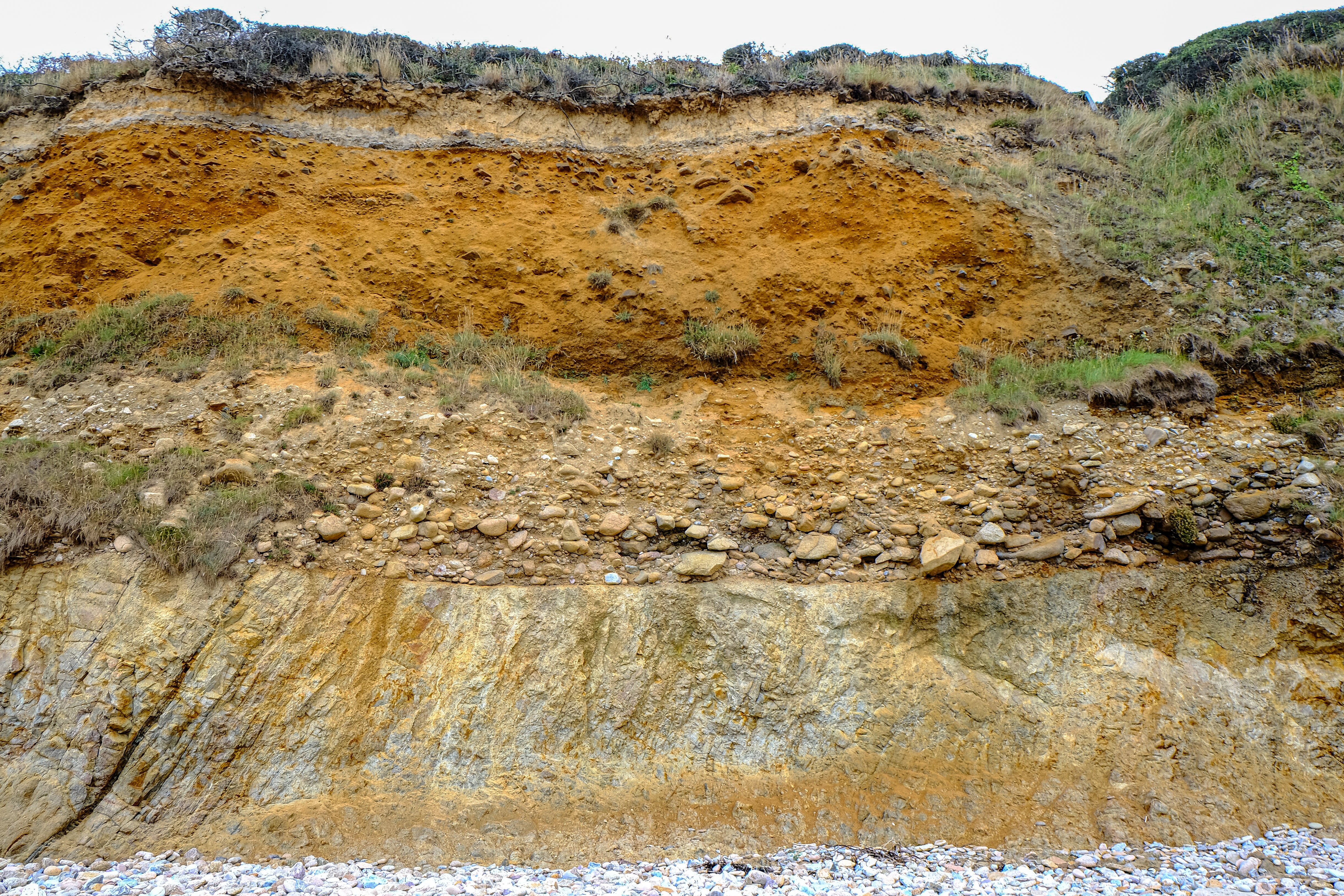
Haute ici d'une quinzaine de mètres, présente trois niveaux géologiques distincts : une falaise granitique haute d'environ 2,5 m (soit 6,6 m NGF), surmontée d'une plage formée par la hausse du niveau de la mer pendant l'interglaciaire éémien et composée de galets et roches grossières recouverts par une fine couche de sable jaunâtre, d'une épaisseur comprise entre 2,5 mètres ; celle-ci a ensuite été recouverte d'un épais head déposé pendant la glaciation vistulienne.

Fermanville est située à l'extrémité nord-est du Massif armoricain, à la charnière avec le Bassin parisien. Le territoire de la commune marque la transition entre le plateau du Val de Saire et la plaine côtière, formée par l'action de la mer au Quaternaire. Cette transition est constituée par une ligne d'escarpement orientée ouest-est entre le plateau d'une altitude moyenne comprise entre 50 et 70 mètres, et une plaine côtière dont quelques buttes, notamment au cap Lévi, ne dépassent pas 30 mètres, depuis l'anse du Brick jusqu'au Tot-de-Haut puis, après la vallée du Poult, depuis La Heugue jusqu'au hameau de la Vallée, à la frontière avec Cosqueville. La partie la plus élevée du plateau est située dans les Landes, partie sud-ouest de la commune ; avec 136 mètres d'altitude, les Landes constituent l'un des points culminants du Val de Saire, avec le mont Étolan, supérieur de 2 mètres. En contrebas de cette ligne d'escarpement s'amorce, entre le cap Lévi et les marais de Tocquebœuf, la plaine littorale.
Ses sols sont majoritairement composés de granites varisques du Carbonifère, (environ 330-300 millions d'années), formant la partie occidentale et précoce du massif granitique de Barfleur. Ce granite de Fermanville est un granite calco-alcalin rose homogène à gros grains qui affleure sur tout le littoral et au cap Lévi en particulier. Des dépôts sédimentaires du Briovérien (schistes) se sont déposés autour du cap Lévi, tandis que des grès et du sable arkosique ont été déposés au Trias sur les Landes.
Plusieurs plages perchées ou terrasses témoignant des transgressions marines au Quaternaire sont visibles à Fermanville : un ensemble sur trois niveaux à l'anse du Brick, un autre au cap Lévi. Le site de l'anse du Brick a permis la description d'un étage stratigraphique par les géologues Louis Dangeard et Maurice Jacques Graindor qu'ils ont dénommé Normannien, correspondant à l'interglaciaire éémien. La première terrasse, composée de gros galets de granite émoussés et de sables marins, se situe au niveau 6,6 m NGF et est d'une épaisseur comprise entre 2,5 et 3,4 mètres. Elle est la conséquence de l'élévation du niveau des océans lors de l'Eémien (environ 120 000 ans, stade isotopique 5). Cette plage éémienne de l'anse du Brick est l'une des plus complètes de France. La seconde terrasse est légèrement plus ancienne et date d'environ 190 000 ans (intra-Saalien, stade isotopique 7) ; elle se situe à environ 14 à 17 mètres NGF et est épaisse d'environ 2 à 2,5 mètres. La plus ancienne plage se situe à environ 40 mètres au-dessus du niveau actuel de la mer et date de l'interglaciaire Holsteinien (environ 400 000 ans, stade isotopique 11). L'eustatisme à lui-seul ne saurait expliquer l’altitude élevée de la plage la plus ancienne; il convient ici de prendre en compte la néotectonique, responsable du soulèvement du Nord du Cotentin au cours du Quaternaire. Le site du cap Lévi, s'étendant de Pied Sablon à l'anse des Longs Camps, présente les mêmes plages éémienne et intra-saalienne sur de plus petites séquences qu'à l'anse du Brick.

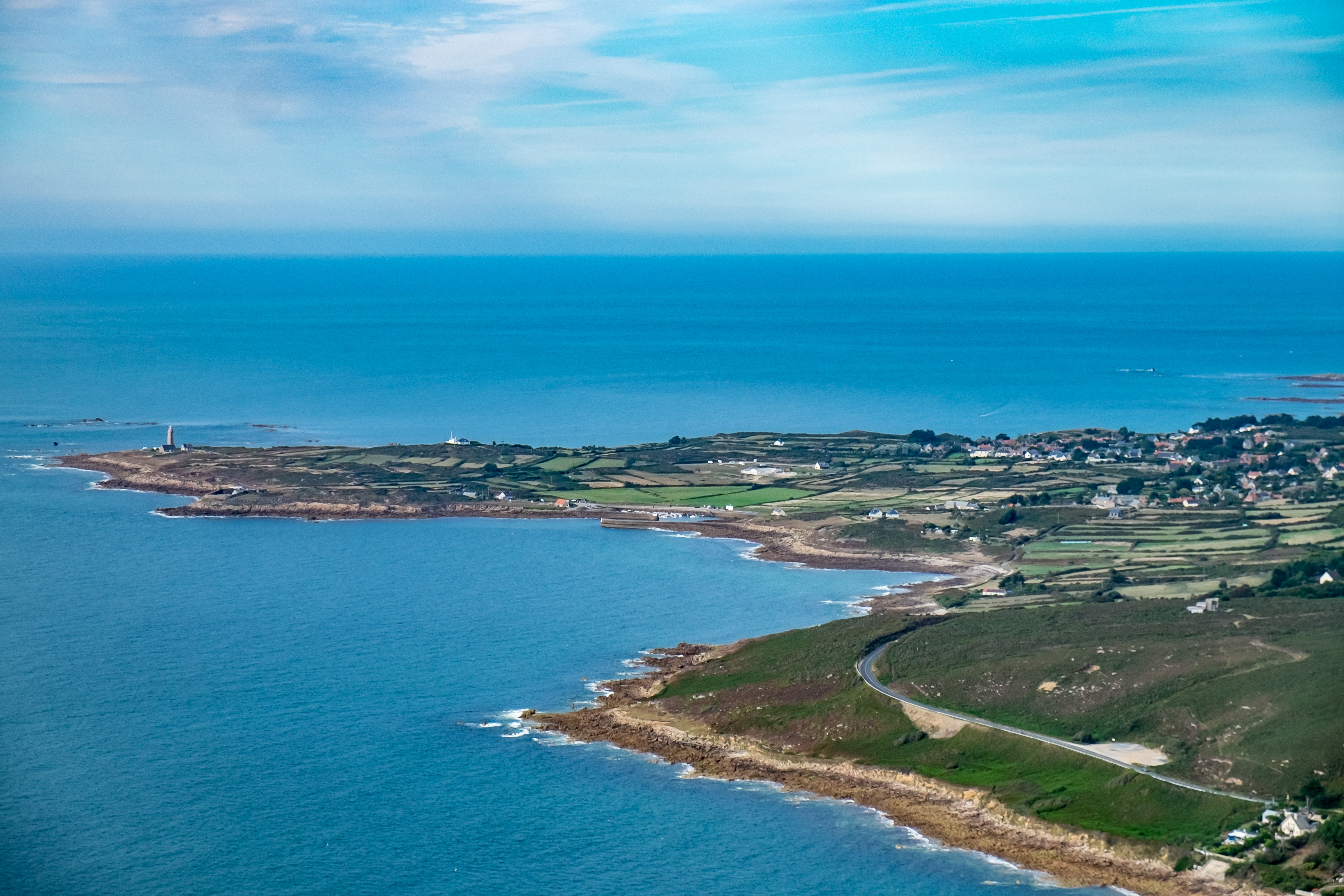
L'ouest de Fermanville est marqué par la pointe du Bruley, élevée et couverte de landes, puis le cap Lévi, faiblement élevé en contrebas du plateau du Val de Saire.
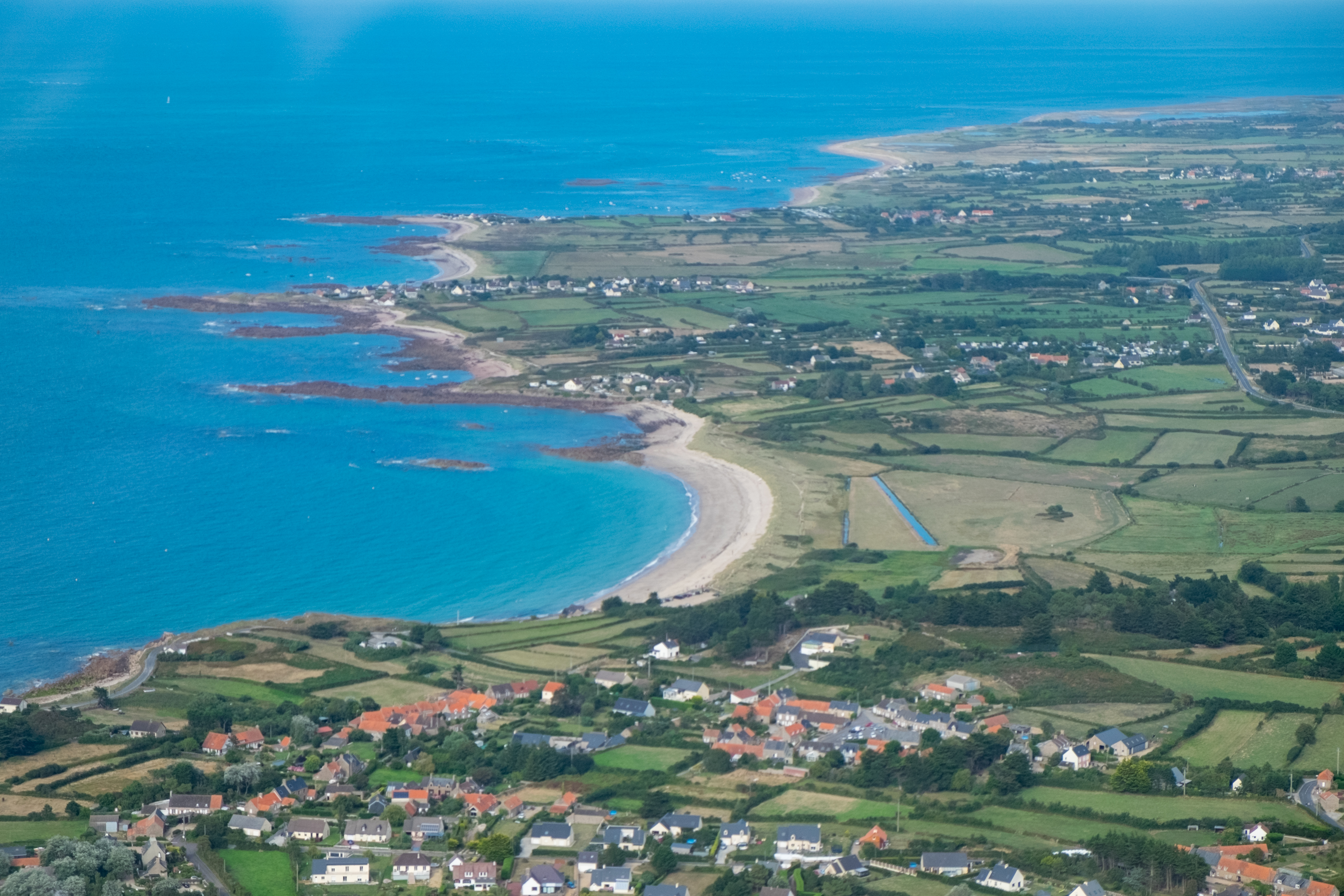
À l'inverse, à l'est du cap Lévi, le relief et les paysages s'aplanissent, marqués par une succession de pointes rocheuses et de petites anses peu profondes.
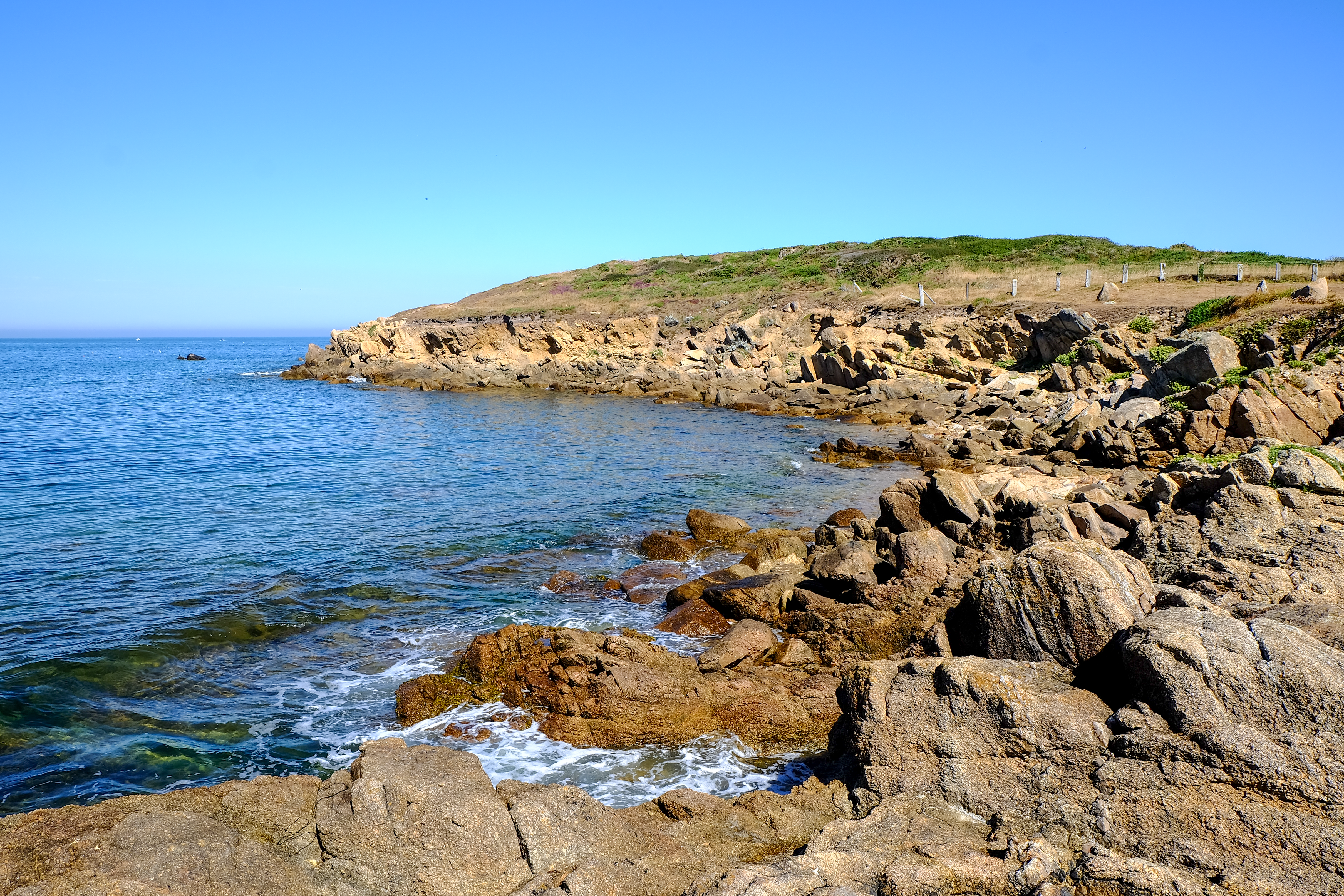
Exemple de granites roses au nord du port du cap Lévi.

### Hydrographie

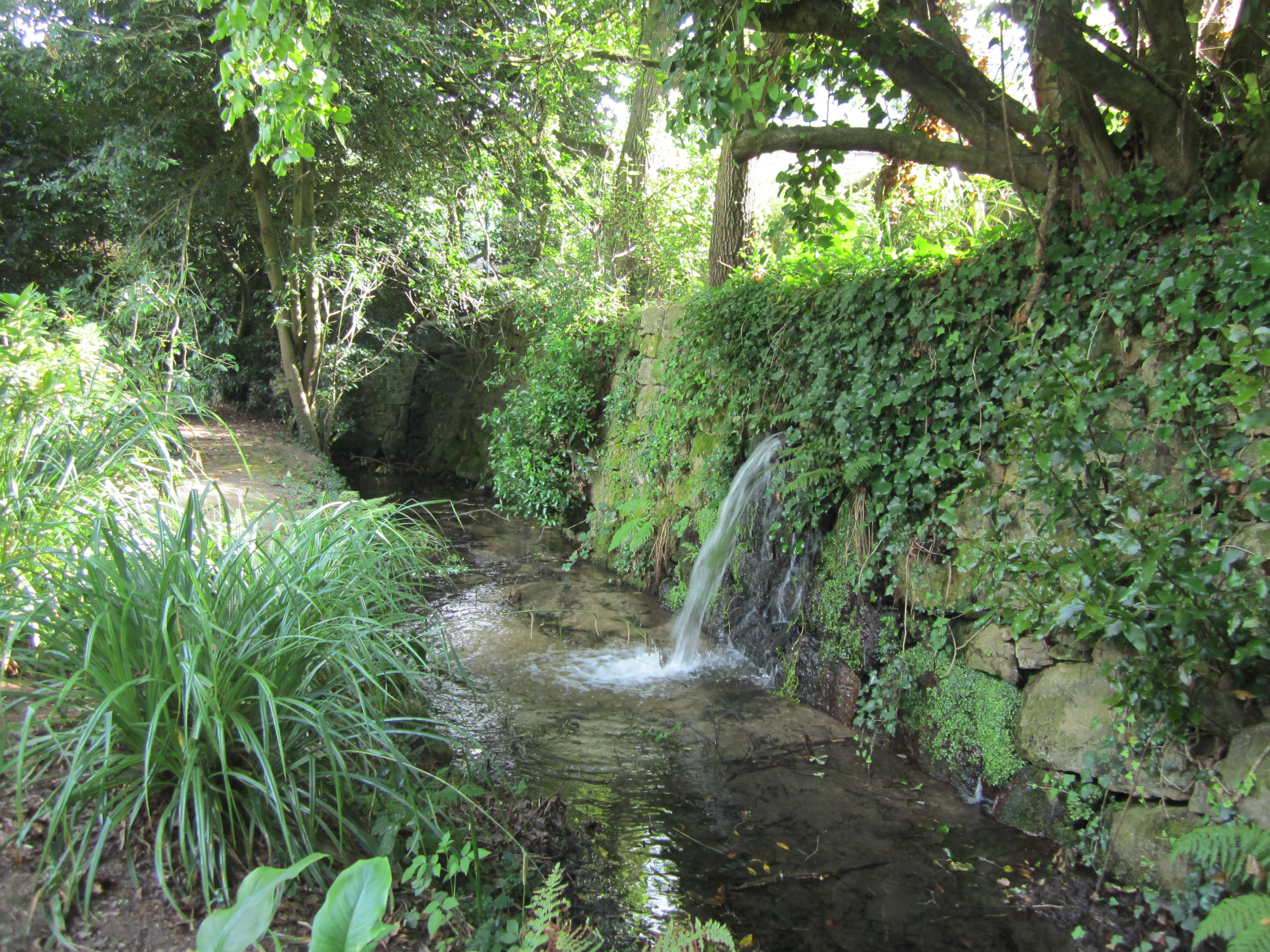
Le cours du Poult, également appelé Nô à Fermanville.

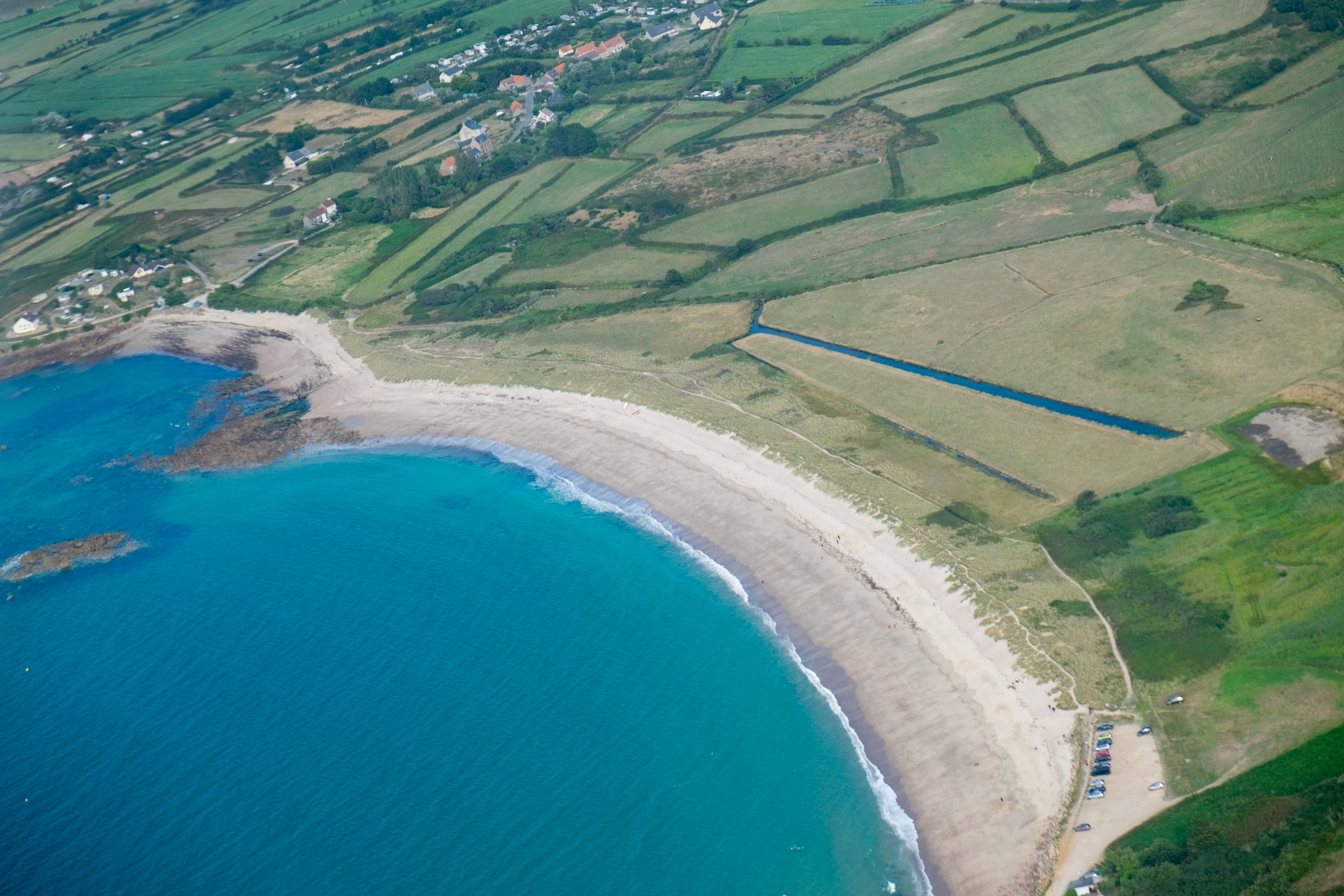
Le marais arrière-littoral de la Mondrée, avec ses canaux de drainage. L'embouchure du Nô se situe au niveau du récif séparant la Mondrée de l'anse de la Visière.

Fermanville est traversée par plusieurs cours d'eau se jetant dans la Manche. Le principal est le Poult — également appelé Nô à Fermanville — long de 4,46 km, dont 2,281 km sur le territoire de Fermanville. Le Poult creuse la vallée des Moulins, qui forme un ravin d'une trentaine de mètres depuis les hauteurs de Carneville. Sur le territoire de Fermanville, son principal affluent est le ruisseau des Hauvetteries, qui rejoint le Poult entre les deux éminences du mont Varin sur la rive gauche et du Gibert, sur la rive droite. À partir de ce point, la vallée s'élargit en une plaine marécageuse protégée par le cordon dunaire de l'anse de la Mondrée. Ces marais — appelés Les Dis ou Les Dyes — ont été drainés au moyen de plusieurs canaux qui alimentent le Nô avant son embouchure, entre les anses de la Mondrée et de la Visière.
À l'extrémité orientale de la commune, un ruisseau venant du hameau de Bellanville à Cosqueville marque la frontière entre Fermanville et la commune nouvelle de Vicq-sur-Mer sur près de deux kilomètres, avant d'alimenter le marais de Tocquebœuf,.
À l'extrémité occidentale de la commune, deux ruisseaux venant des Landes et du bois de Maupertus, le ruisseau du Nid du Corps et le ruisseau du Vivier, creusent un profond vallon dans le plateau, formant dans son prolongement l'anse du Brick, entre la pointe du Brick et la pointe du Bruley.
D'autres rus côtiers coulent à Fermanville : celui de Fréval se jetant dans l'anse de la Visière, celui du Val Bourgin se jetant dans le port du cap Lévi, ainsi que celui du Pied-Sablon.

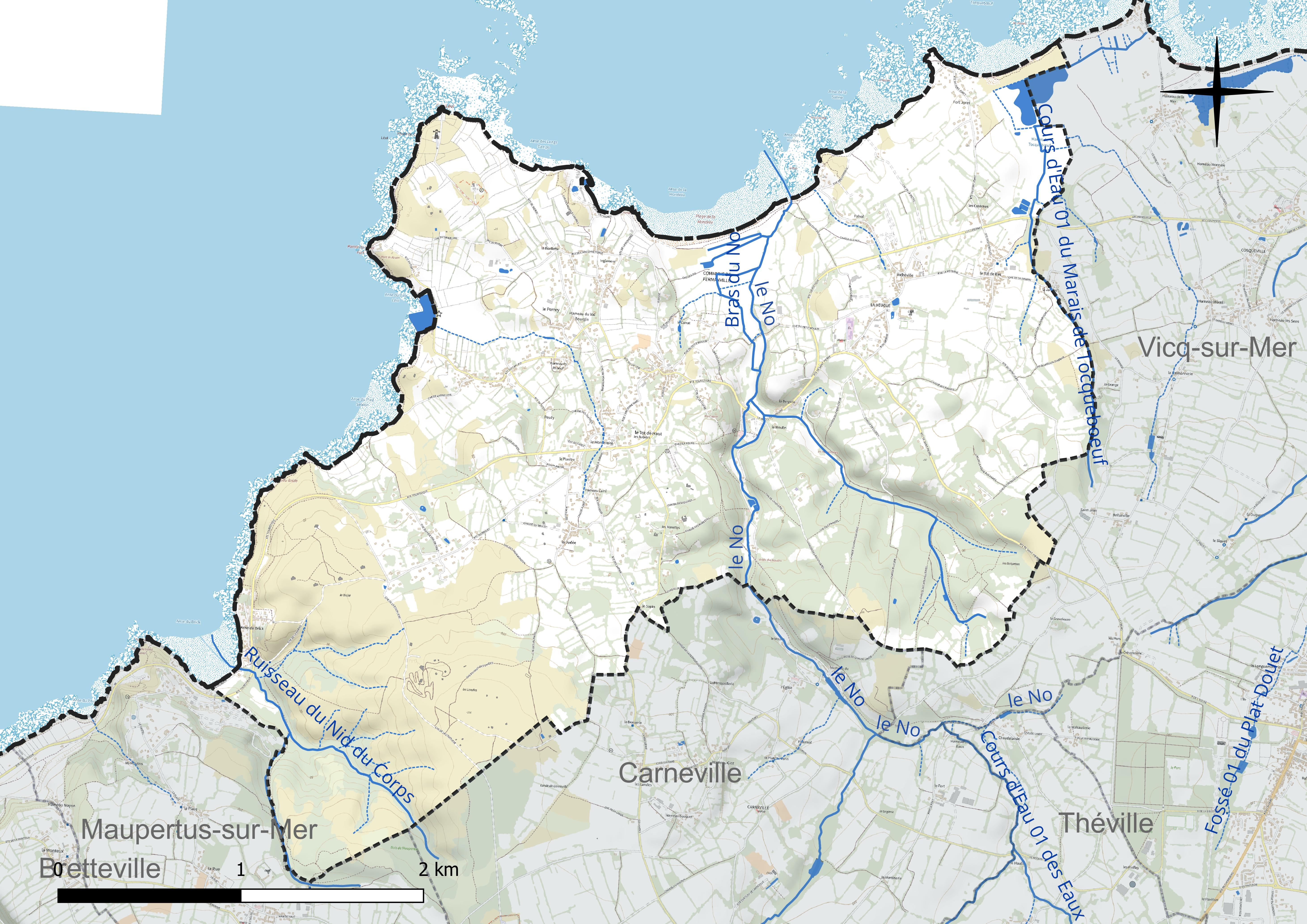
Réseau hydrographique de Fermanville.

### Climat
Pour des articles plus généraux, voir Climat de la Normandie et Climat de la Manche.
En 2010, le climat de la commune est de type climat océanique franc, selon une étude du CNRS s'appuyant sur une série de données couvrant la période 1971-2000. En 2020, Météo-France publie une typologie des climats de la France métropolitaine dans laquelle la commune est exposée à un climat océanique et est dans la région climatique Normandie (Cotentin, Orne), caractérisée par une pluviométrie relativement élevée (850 mm/a) et un été frais (15,5 °C) et venté. Parallèlement le GIEC normand, un groupe régional d’experts sur le climat, différencie quant à lui, dans une étude de 2020, trois grands types de climats pour la région Normandie, nuancés à une échelle plus fine par les facteurs géographiques locaux. La commune est, selon ce zonage, exposée à un « climat maritime », correspondant au Cotentin et à l'ouest du département de la Manche, frais, humide et pluvieux, où les contrastes pluviométrique et thermique sont parfois très prononcés en quelques kilomètres quand le relief est marqué.
Pour la période 1971-2000, la température annuelle moyenne est de 10,9 °C, avec une amplitude thermique annuelle de 10,6 °C. Le cumul annuel moyen de précipitations est de 892 mm, avec 13,9 jours de précipitations en janvier et 7,1 jours en juillet. Pour la période 1991-2020, la température moyenne annuelle observée sur la station météorologique la plus proche, située sur la commune de Gonneville-Le Theil à 6 km à vol d'oiseau, est de 11,0 °C et le cumul annuel moyen de précipitations est de 940,4 mm,. Pour l'avenir, les paramètres climatiques de la commune estimés pour 2050 selon différents scénarios d’émission de gaz à effet de serre sont consultables sur un site dédié publié par Météo-France en novembre 2022.

### Paysages

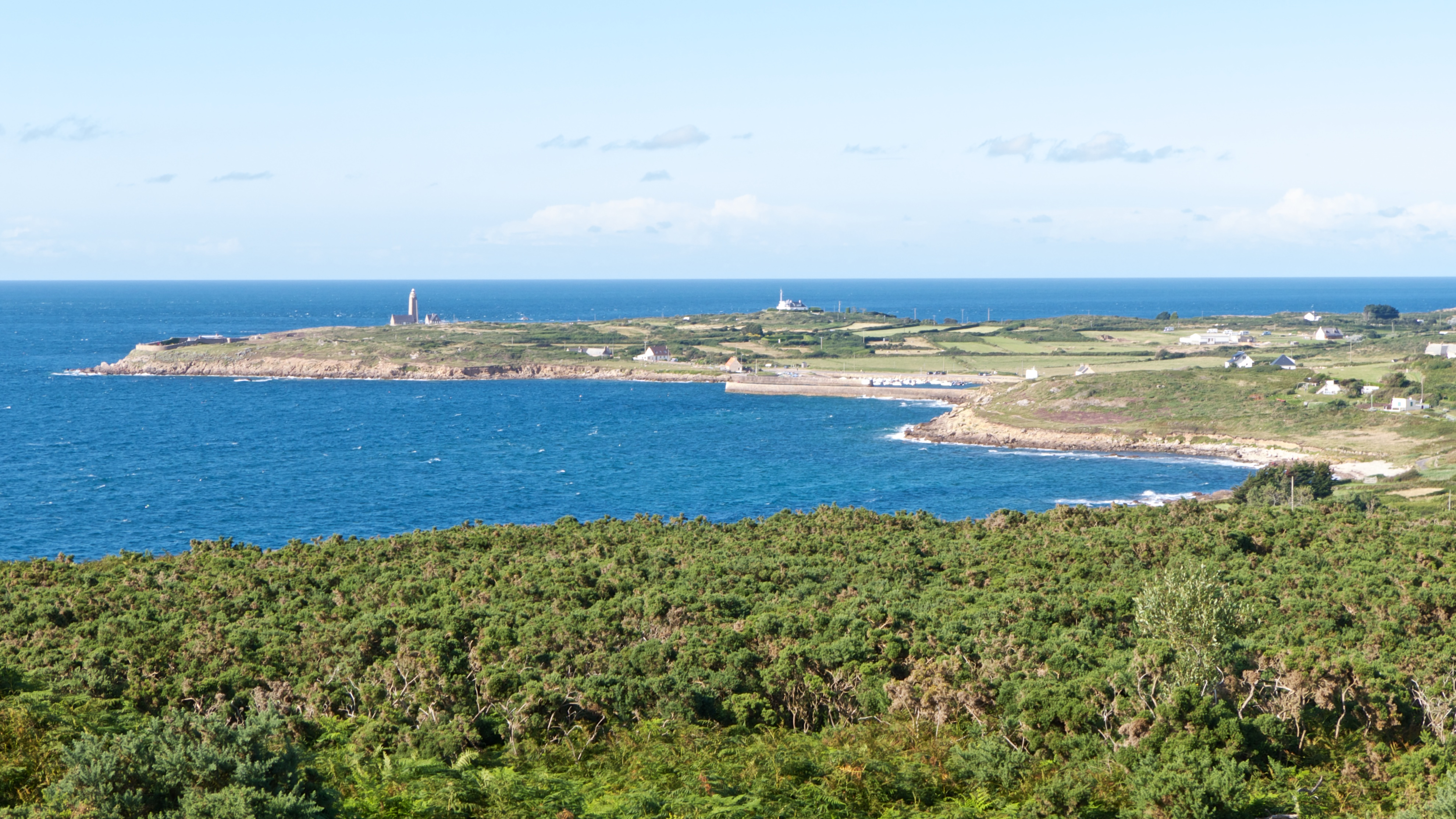
Le cap Lévi depuis l'observatoire du Bruley : le fort napoléonien, le phare, le sémaphore et le port. Au premier plan, les landes du Bruley.

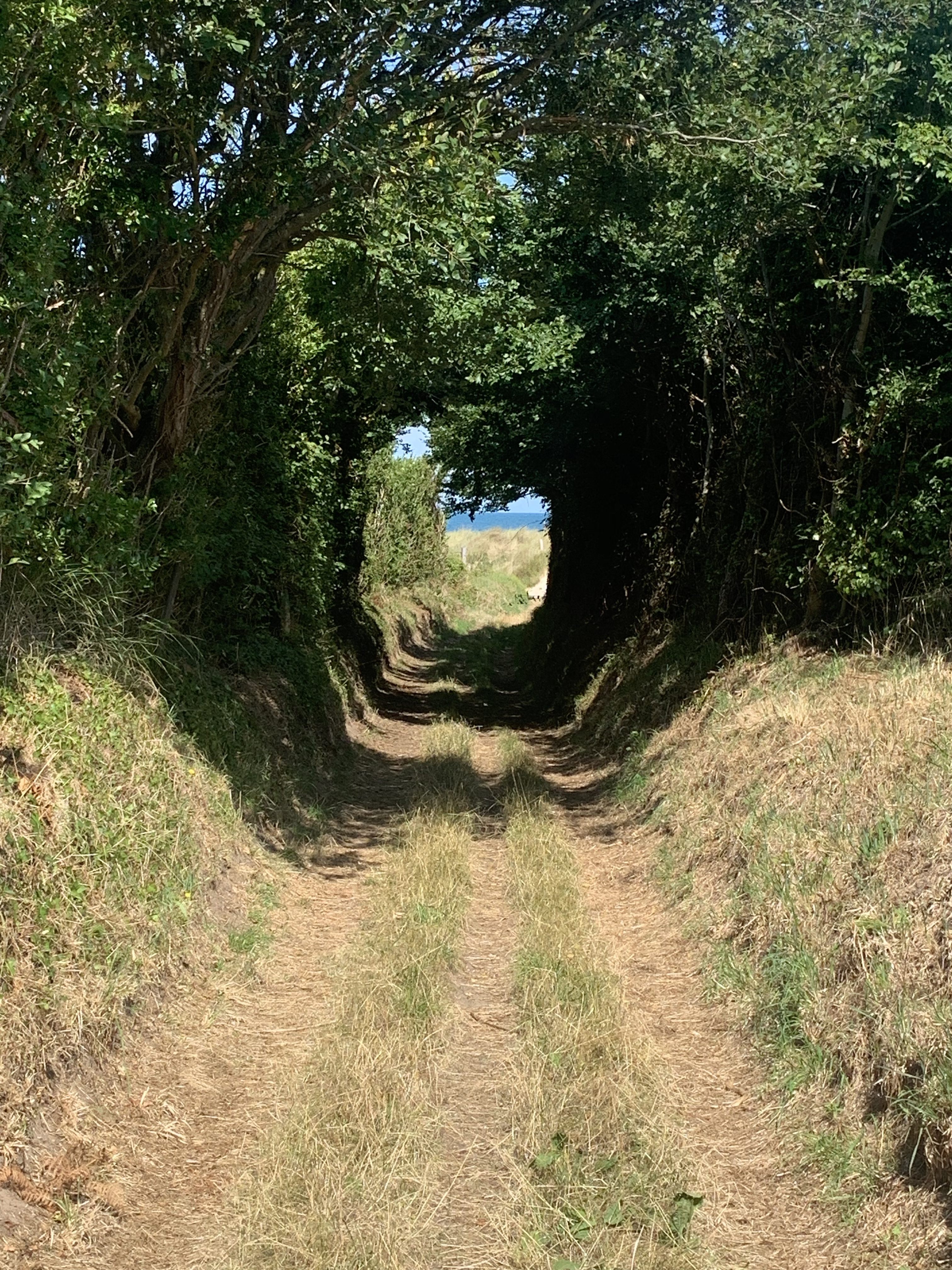
Un chemin creux de Fermanville.

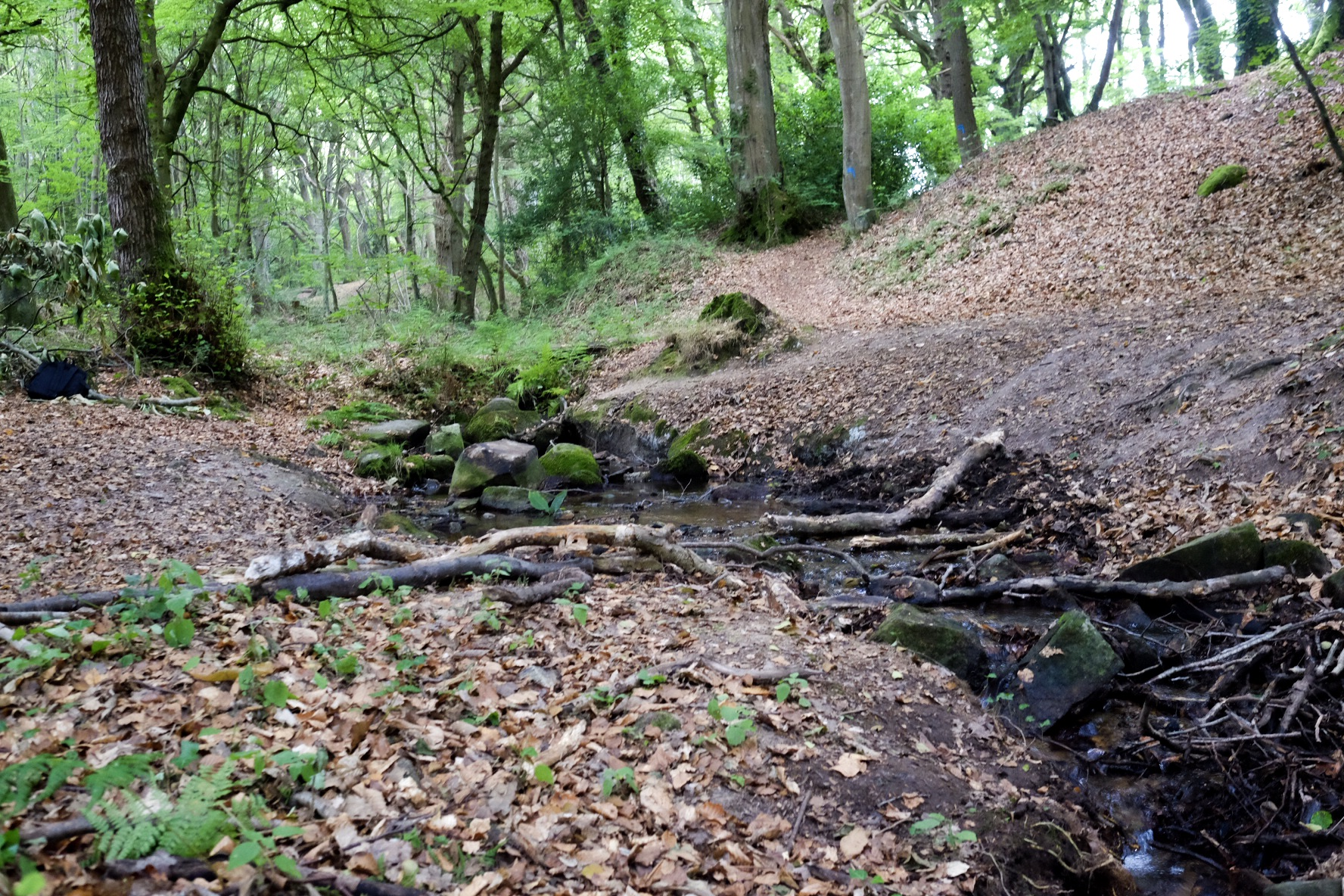
Paysage de bois et forêts à Fermanville.

Les paysages fermanvillais correspondent à la grande unité paysagère du littoral, définie par schéma de cohérence territoriale du Pays du Cotentin.
Le littoral aux abords du cap Lévi est relativement découpé, par plusieurs anses formées dans le platier granitique, et par les talwegs des ruisseaux descendants de la falaise morte du plateau du Val de Saire. L'est de la commune appartient au sous-groupe allant du cap Lévi jusqu'à Saint-Vaast-la-Hougue, caractérisé par une plaine littorale plus franche, créant les marais rétro-littoraux que sont à Fermanville Tocquebœuf et les Dyes.
Le plan local d'urbanisme de Fermanville définit quant à lui quatre types de paysages : les paysages maritimes, les paysages de bocage, les paysages de landes et les paysages de forêts.
Les paysages maritimes se situent au nord de la ligne d'escarpement entre le plateau du Val de Saire et la plaine côtière. Ils se caractérisent par des prairies ceintes de haies basses. Ils constituent une transition entre le cordon littoral et le bocage. Celui-ci est marqué par des haies plus denses que sur le littoral, formant de petites parcelles agricoles auxquelles on accède par des chemins creux. C'est un paysage propice à l'élevage. Cette forme de paysage se rencontre depuis le Tot-de-Haut jusqu'au Haut de Fermanville, ainsi qu'à l'est de l'axe Tot-de-Bas, La Heugue, route de Saint-Pierre-Église.
Les paysages de landes se trouvent dans le sud-ouest de Fermanville, là où ses reliefs sont les plus élevés et les plus exposés aux vents. Les sols étant peu profonds, cette zone est majoritairement couverte d'ajoncs, de bruyères, de ronces et de fougères. Les vallons des ruisseaux du Nid de Corps et du Viviers, moins exposés, ont évolué en pré-bois.
Enfin, la zone boisée correspond à la vallée des Moulins et les Hauvetteries, deux ravins couverts de chênes pédonculés et de chênaies-frênaies.

### Milieux naturels et biodiversité

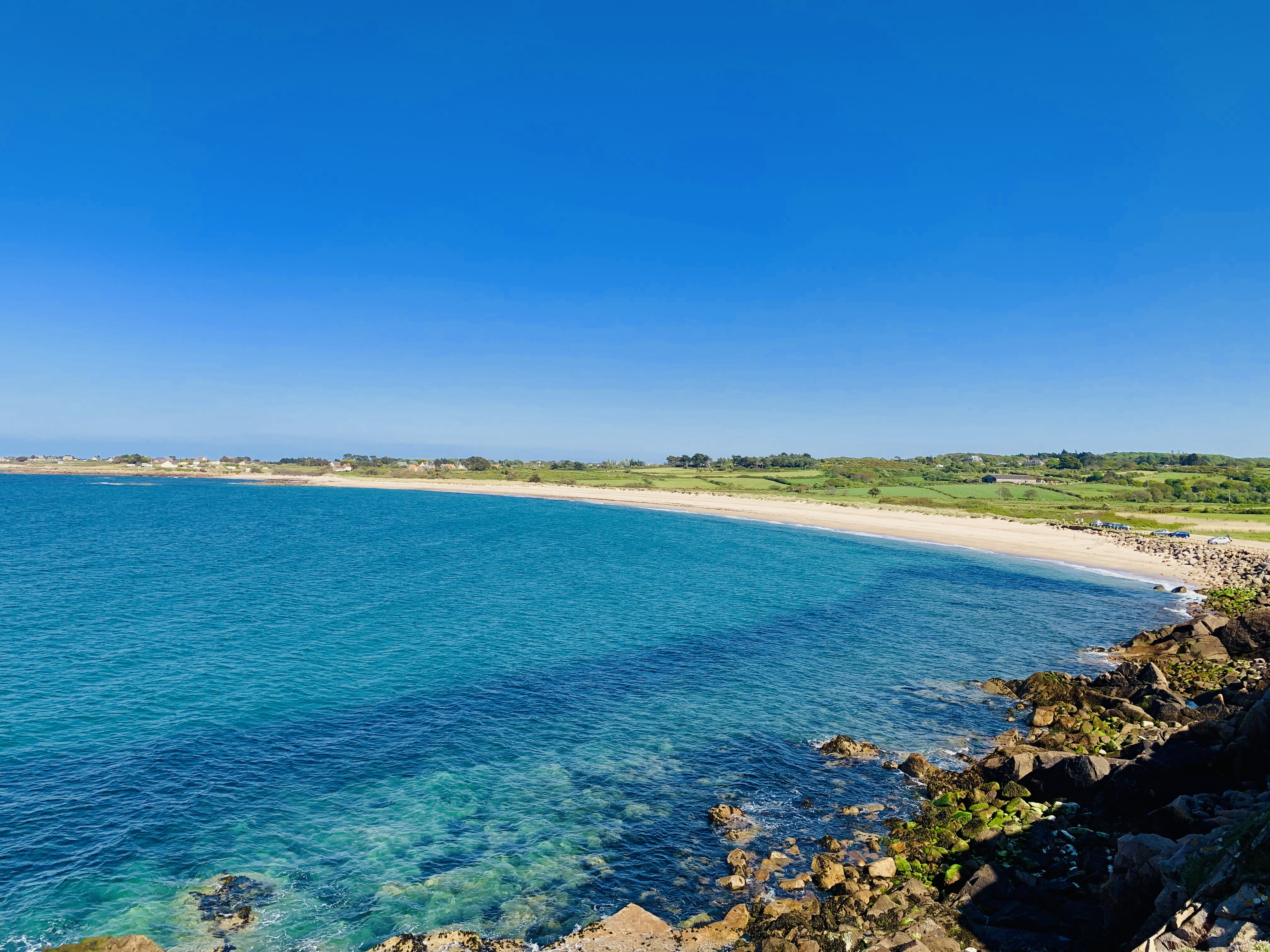
Le cordon dunaire de l'anse de la Mondrée est le premier site de Fermanville à avoir bénéficié d'une protection, en 1984.

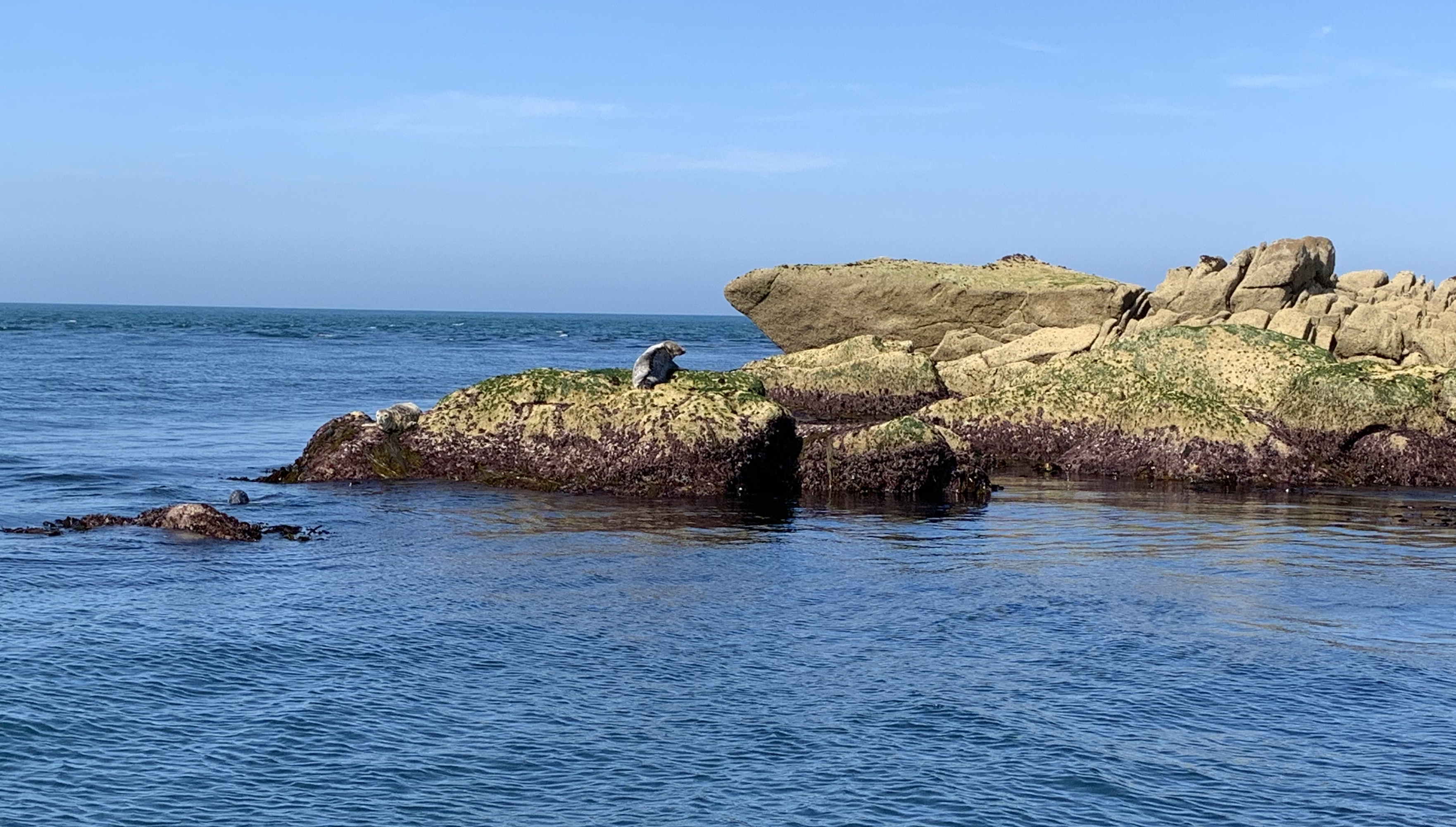
Phoques communs sur le récif de Biéroc.

Le territoire de Fermanville, en particulier son littoral et ses landes, fait l'objet de plusieurs classements de protection depuis les années 1980. En 2020, les espaces protégés et réglementés de Fermanville couvrent environ 4 km2, soit 35 % du territoire de la commune.
En 1984, la préfecture du département de la Manche a pris un arrêté de protection de biotope pour protéger huit « cordons dunaires à chou marin », dont deux se trouvent à Fermanville : la Mondrée et Tocquebœuf.
La pointe du Bruley et ses landes, les rivages du cap Lévi et des anses successives vers l'est jusqu'à la frontière communale, ainsi que les marais de Tocquebœuf et la prairie humide de la Mondrée (les Dyes) font partie de la zone Natura 2000 « Récifs et marais arrière-littoraux du cap Lévi à la pointe de Saire », classé site d'importance communautaire (SIC) en 2004 et zone de protection spéciale (ZPS) en 2014. 96 % des 15 385 ha du site, partagés sur les territoires de cinq communes concernent la mer et les habitats marins, en particulier les récifs et les dunes submergées. Le relief accidenté des récifs sous-marins offre des conditions favorables au « développement de niches écologiques riches en biodiversité », qu'il s'agisse des différentes strates d'algues ou bien des poissons et crustacés. Ces algues appartiennent à la famille des algues brunes laminaires ; on rencontre en particulier l'anguillier et surtout la laminaire nordique. Concernant la faune, on rencontre dans les récifs fermanvillais l'ormeau, l'étrille, le congre, l'araignée de mer, le tourteau — appelé localement le clopoing —, le homard, le lieu ou encore le bar. La petite étoile de mer Asterina gibbosa, pourtant inconnue en Manche, a trouvé refuge dans les anfractuosités du cap Lévi et de Biéroc. Ponctuellement, les mammifères marins comme le grand dauphin ou le phoque commun sont rencontrés dans les eaux fermanvillaises, notamment à Biéroc.

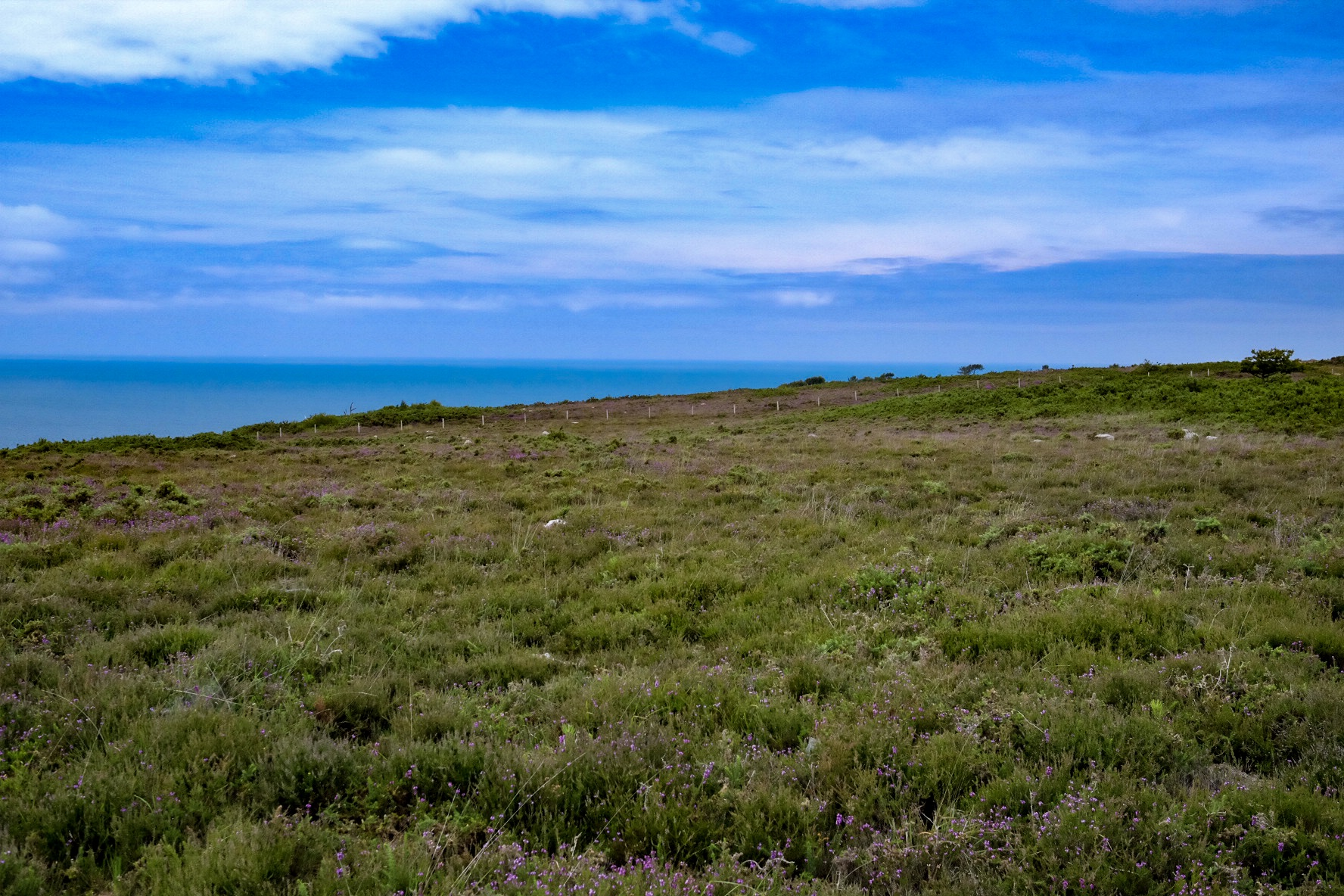
Paysage des landes du Bruley.

Parmi les 4 % restants figurent les paysages des landes du Bruley, présentant un grand intérêt biologique et paysager, ainsi que le marais de Tocquebœuf, qui s'étend également sur l'ancienne commune de Cosqueville (désormais Vicq-sur-Mer). Les 23 hectares du marais sont composés d'un étroit cordon de dunes, d'une roselière, de prairies sèches, et de prairies humides drainées par des fossés. Deux ruisseaux alimentent la zone humide arrière-dunaire. Le marais sert à l'hivernage de plusieurs espèces dont la bécassine des marais. Vanneau huppé, canard colvert, bruant des roseaux et bien d'autres s'y reproduisent. Le courlis corlieu s'en sert comme halte migratoire d'avril à juin. Des prédateurs comme la buse variable, le faucon crécerelle, héron cendré, couleuvre à collier, vipère péliade, renard et autres, y sont régulièrement présents. La lande, avec ses milieux humides et secs, abrite également une faune variée, parmi laquelle des amphibiens, comme le triton crêté, le crapaud accoucheur et le crapaud calamite, ainsi que des chauves-souris, le grand murin et le grand rhinolophe, et de nombreuses espèces de reptiles et d'oiseaux : ceux des landes comme la fauvette grisette, la fauvette à tête noire, la fauvette pitchou, la linotte mélodieuse et le pouillot fitis, et ceux des bois comme le pinson des arbres, le troglodyte, les mésanges et la buse variable, auxquels il faut ajouter les truites et l'azuré des mouillères, un petit papillon bleu, protégé au niveau national.
Sa flore comprend de nombreuses espèces protégées, particulièrement dans les basses zones humides. Le site est géré par le Syndicat mixte Espaces littoraux de la Manche (SyMEL),.

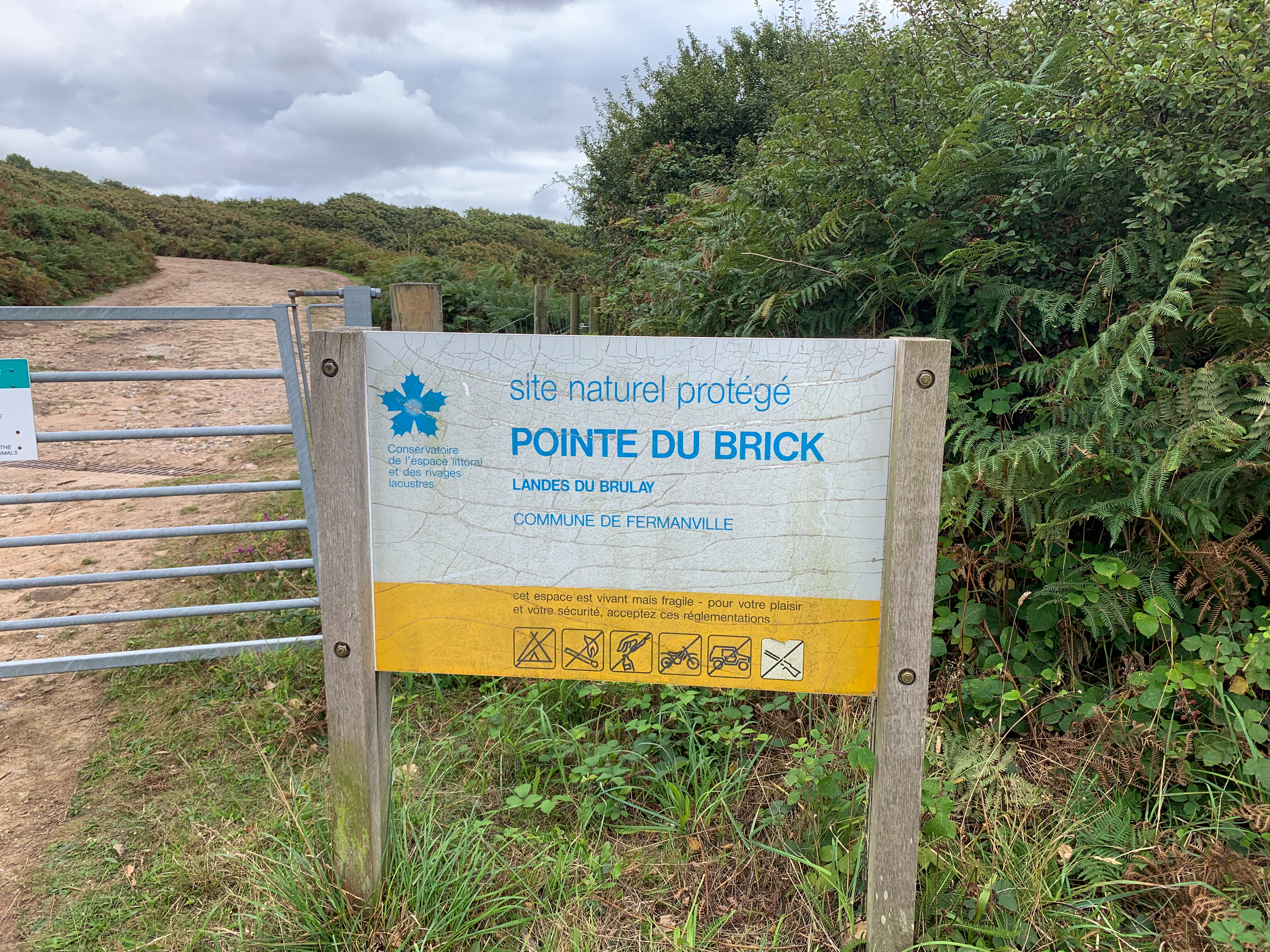
Panneau du Conservatoire du littoral à l'entrée du site Pointe du Brick.

Les zones naturelles d'intérêt écologique, faunistique et floristique de type I « Landes de l'anse du Brick », « Cap Lévi » et « Pointe de la Loge et marais de Cosqueville » (contenant à Fermanville la pointe Joret et le marais de Tocquebœuf) sont incluses dans la ZNIEFF de type II « Caps et marais arrière-littoraux du Cotentin » et la zone Natura 2000 « Récifs et marais arrière-littoraux du cap Lévi à la pointe de Saire ». Les landes de l'anse du Brick et du Bruley abritent notamment, du point de vue de la flore, l'Ajonc de Le Gall, tout comme la zone de type I des « Landes de la vallée des Moulins ». Au creux des vallons et sur leurs versants, chênes sessiles, chênes rouvres, hêtres et bouleaux sont nombreux ; les pins maritimes se trouvent sur le sommet du plateau. Mais les landes à fougères, ajoncs et bruyères (vrai bruyère, fausse bruyère ou callune, bruyère cendrée et bruyère à balai) occupent la plus grande partie du site. Près du littoral, poussent le chou marin, la linaire des sables et divers trèfles.
Dans les landes du Bruley, des poneys Exmoor et des chèvres ont été réintroduits depuis 2003. La ZNIEFF marine de type I « Large du cap Lévi » recouvre l'ensemble de l'estran de la commune depuis l'anse de Pied Sablon jusqu'à la pointe Joret.
En 1987, le Conservatoire du littoral crée le site de la « Pointe du Brick » pour protéger les landes du Bruley, terrain militaire dont le déclassement intervient en 1990. Grâce à une politique d'acquisition menée conjointement avec le conseil général puis départemental de la Manche, le site couvrait 239 ha en 2008, répartis sur les communes de Carneville, Fermanville et Maupertus-sur-Mer, et 292 ha en 2020, étendant sa zone de préemption sur 580 ha sur l'ensemble du territoire communal jusqu'à la baie de Tocquebœuf.

## Urbanisme

### Typologie
Au 1er janvier 2024, Fermanville est catégorisée commune rurale à habitat dispersé, selon la nouvelle grille communale de densité à sept niveaux définie par l'Insee en 2022.
Elle est située hors unité urbaine.
Par ailleurs la commune fait partie de l'aire d'attraction de Cherbourg-en-Cotentin, dont elle est une commune de la couronne,. Cette aire, qui regroupe 77 communes, est catégorisée dans les aires de 50 000 à moins de 200 000 habitants,.
La commune, bordée par la Manche, est également une commune littorale au sens de la loi du 3 janvier 1986, dite loi littoral. Des dispositions spécifiques d’urbanisme s’y appliquent dès lors afin de préserver les espaces naturels, les sites, les paysages et l’équilibre écologique du littoral, tel le principe d'inconstructibilité, en dehors des espaces urbanisés, sur la bande littorale des 100 mètres, ou plus si le plan local d'urbanisme le prévoit.

### Occupation des sols
L'occupation des sols de la commune, telle qu'elle ressort de la base de données européenne d’occupation biophysique des sols Corine Land Cover (CLC), est marquée par l'importance des territoires agricoles (51,9 % en 2018), en diminution par rapport à 1990 (54,9 %).
La répartition détaillée en 2018 est la suivante : zones agricoles hétérogènes (30,9 %), prairies (20,8 %), milieux à végétation arbustive et/ou herbacée (17,8 %), forêts (17,6 %), zones urbanisées (11,5 %), zones humides côtières (1 %), terres arables (0,2 %), espaces ouverts, sans ou avec peu de végétation (0,2 %).

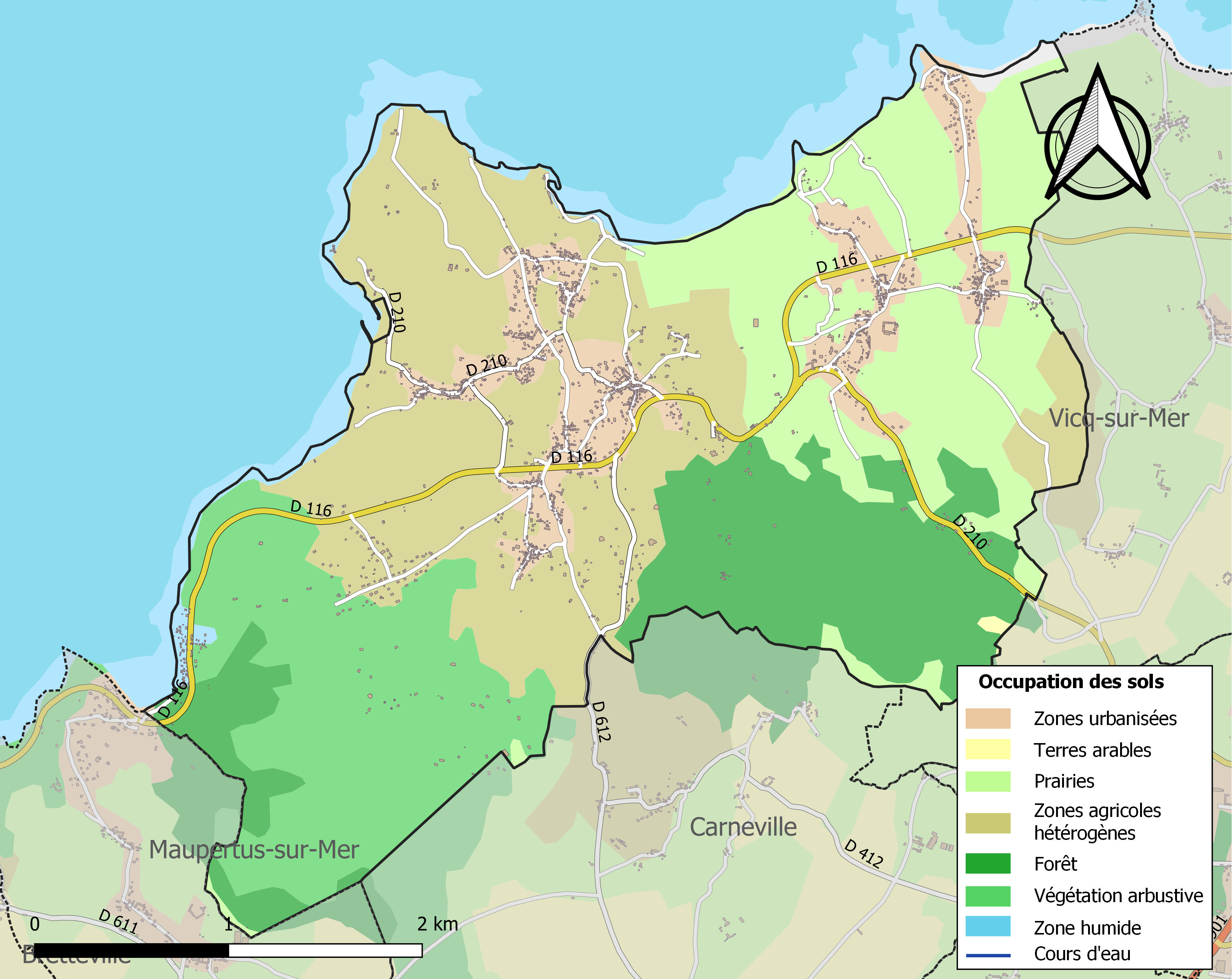
Carte des infrastructures et de l'occupation des sols de la commune en 2018 (CLC).

L'IGN met par ailleurs à disposition un outil en ligne permettant de comparer l’évolution dans le temps de l’occupation des sols de la commune (ou de territoires à des échelles différentes). Plusieurs époques sont accessibles sous forme de cartes ou photos aériennes : la carte de Cassini (XVIIIe siècle), la carte d'état-major (1820-1866) et la période actuelle (1950 à aujourd'hui).

### Morphologie urbaine

Carte du développement urbain de Fermanville.

Typique du bocage, l'habitat est dispersé en 29 villages, hameaux et lieux-dits, et est dépourvu de centralité. Deux typologies urbaines se rencontrent à Fermanville : un habitat ancien et dense, et un habitat plus récent et plus diffus, venant en mitage avec l'habitat ancien. Pour limiter ce phénomène, le plan local d'urbanisme est soumis aux règles imposées par la loi relative à l'aménagement, la protection et la mise en valeur du littoral de 1986, dite loi littoral. Ce PLU a été approuvé par le conseil municipal le 30 janvier 2014 et fait l'objet d'une contestation par une association d'habitants.

#### Habitat ancien
Les constructions anciennes ont en général un seul étage, plus rarement deux étages. Elles sont bâties avec des matériaux locaux : le granite rose pour les murs et le schiste bleu pour les toitures. Devant la raréfaction du schiste, les toits de pierre ont été souvent remplacés par une toiture en tuile à emboîtement. Ces maisons sont construites en bande, alignées et parallèles à la rue, notamment au Perrey et au Montéreire.
Les deux principaux villages de Fermanville sont le Tot-de-Haut et le Tot-de-Bas. Ces deux lieux de vie d'environ 5 ha comptent chacun une soixantaine d'habitations organisées en étoile autour d'une place centrale. Le Tot-de-Haut est situé au centre du territoire communal, sur une bute dominant le cap Lévi et la Mondrée qui pourrait avoir été un oppidum celtique,. Le Tot-de-Bas est situé quant à lui en bordure du territoire de Fermanville, à la frontière avec Cosqueville, dans une plaine descendant doucement vers Tocquebœuf. Ces deux villages disposent chacun d'un commerce de proximité, un bar-presse au Tot-de-Bas et un bar-presse-restaurant au Tot-de-Haut. Un troisième village est formé par les deux hameaux de La Heugue et Inthéville, et abrite la mairie et l'école de la commune. À l'inverse des autres hameaux de Fermanville, La Heugue est un îlot fermé, les constructions étant délimitées par trois rues formant un triangle.
Sur le plateau bocager au sud de la RD 116, appelé le Haut de Fermanville, se trouvent successivement les hameaux du Planitre, du Hameau Carré et de la Judée. Ces trois hameaux sont très densément bâtis, leurs rues étroites rendant la circulation difficile. Au nord de la route départementale, le hameau du Montéreire est situé près de l'ancienne gare de Fermanville, faisant le lien entre le Planitre et le Tot-de-Haut.
En contrebas de la ligne d'escarpement, on rencontre le Perrey, le Hameau ès Renouf, Val Bourgin, les Pelletiers, la Bordette, Inglemare et la place d'Inglemare. Se développant le long de la route conduisant au port du cap Lévi, le Perrey est l'un des plus anciens lieux d'habitation de la commune. Ces hameaux comptent chacun entre quinze et vingt habitations et sont construits le long des voies d'accès, à l'exception de la place d'Inglemare, dont le nom explique l'organisation autour d'une place triangulaire.
Les lieux-dits de Pesdy, Fréval, les Casernes, les Pelletiers et la vallée des Moulins sont constitués de quelques maisons à peine. Pesdy est situé en léger surplomb du Perrey et les Pelletiers à proximité de Val Bourgin, tandis que Fréval et les Casernes sont situés sur deux routes conduisant respectivement à l'anse de la Visière et à la pointe Joret, sur laquelle a été édifié un fort au milieu du XVIIIe siècle. Dans la vallée des Moulins, quelques moulins en aval du viaduc forment un petit lieu-dit.

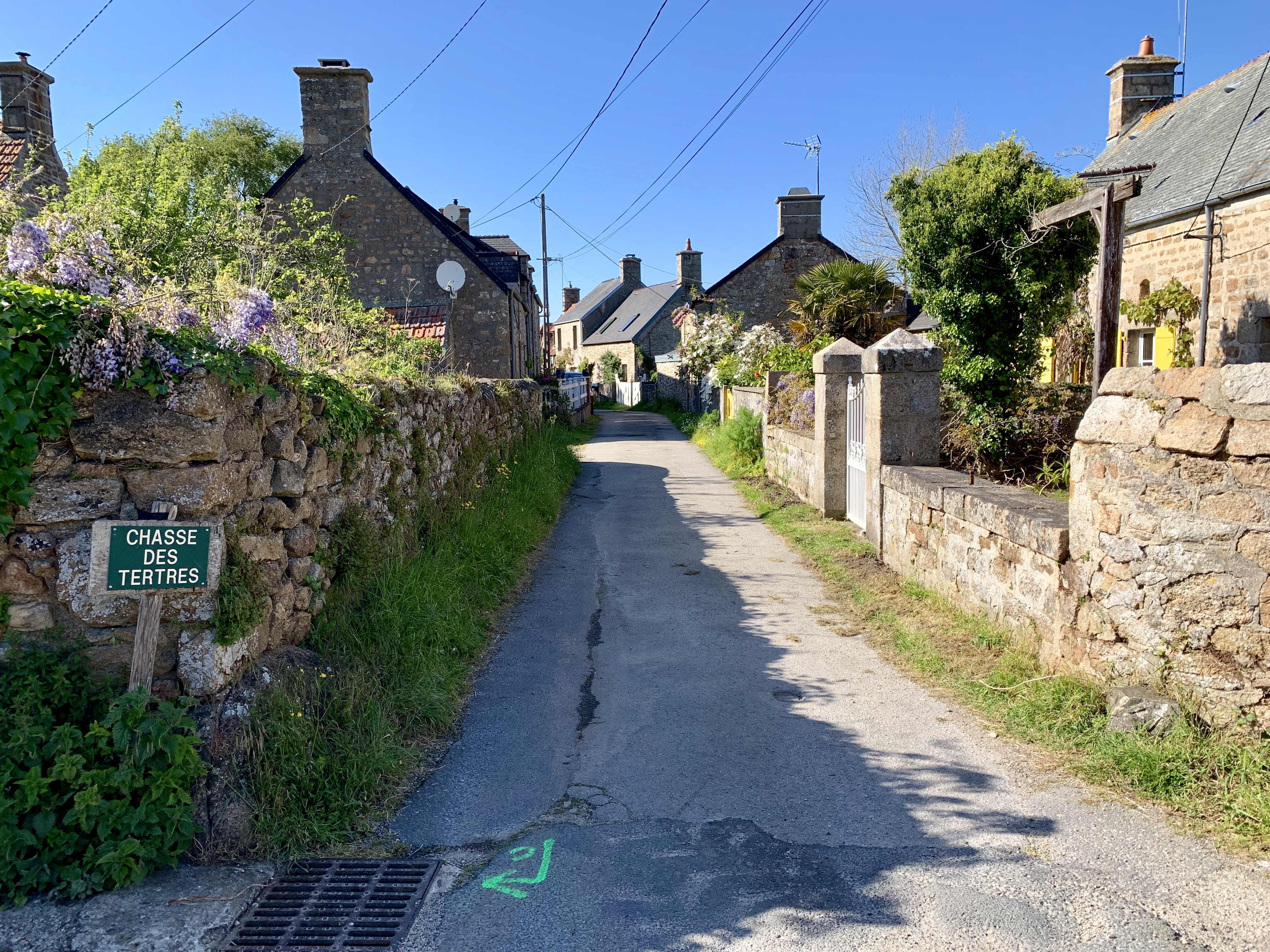
Hameau du Montéreire : les maisons sont construites en retrait parallèlement à la rue.
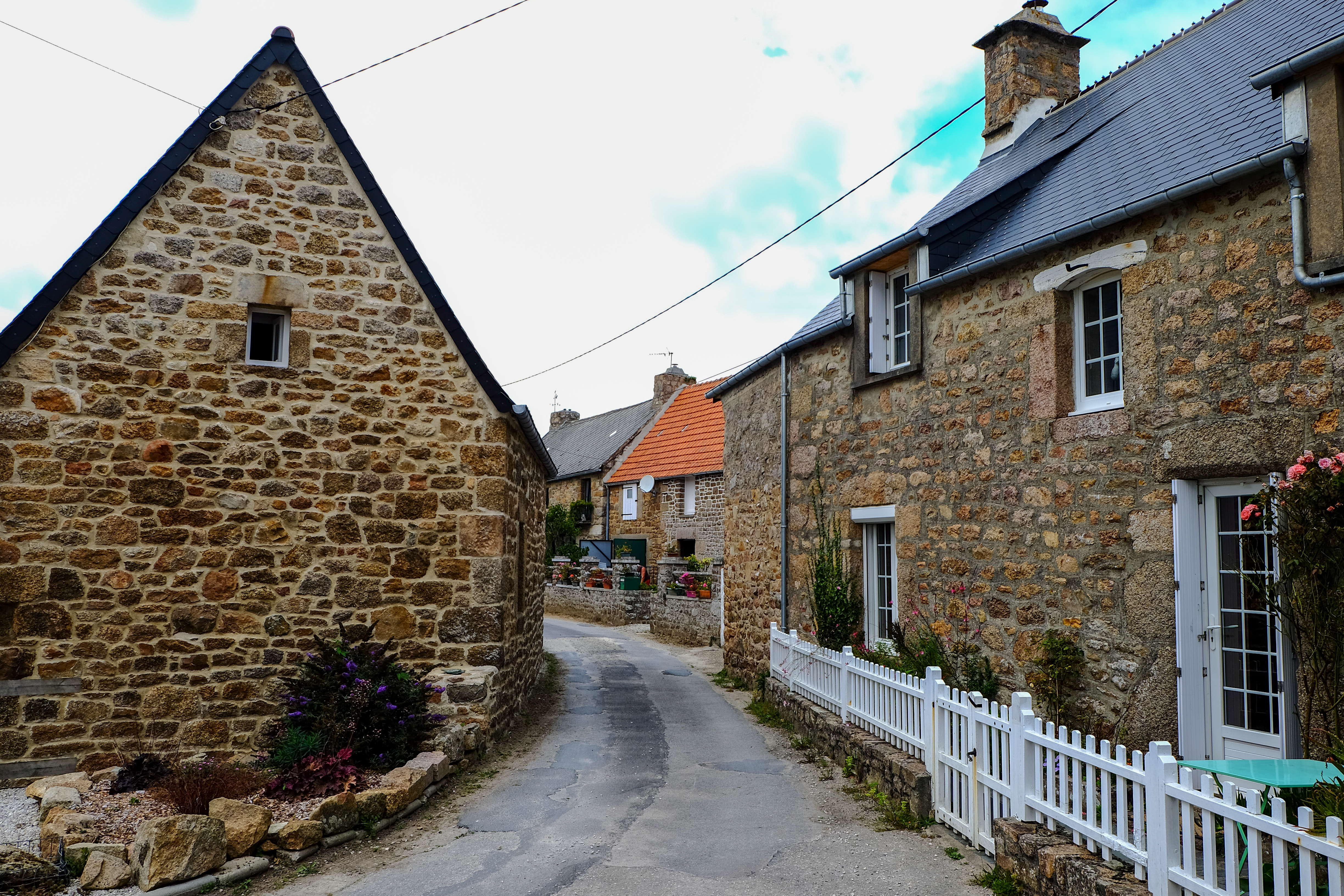
Hameau du Val Bourgin : les maisons sont construites en bande directement sur la rue.
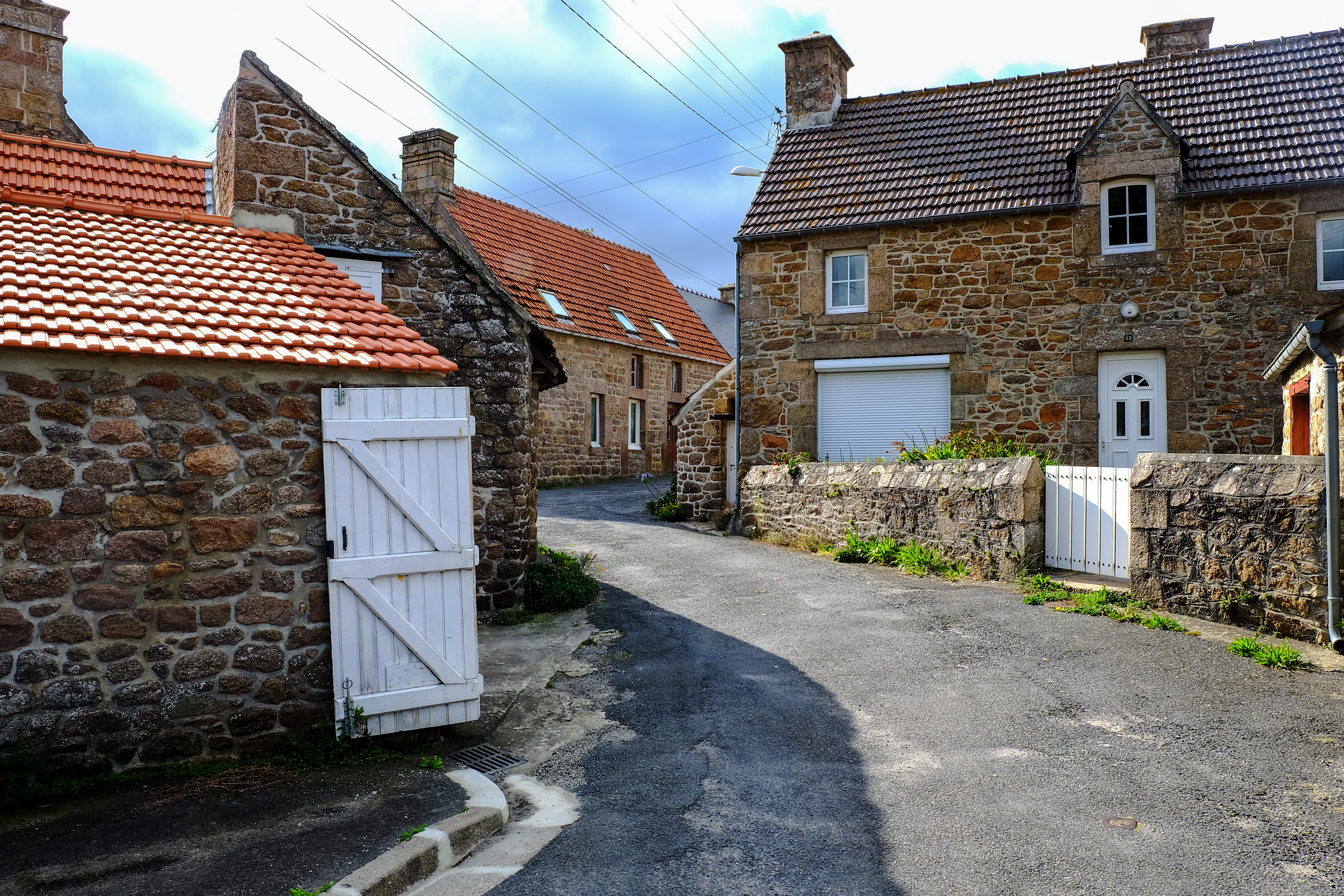
Village du Tot-de-Bas.

#### Habitat récent

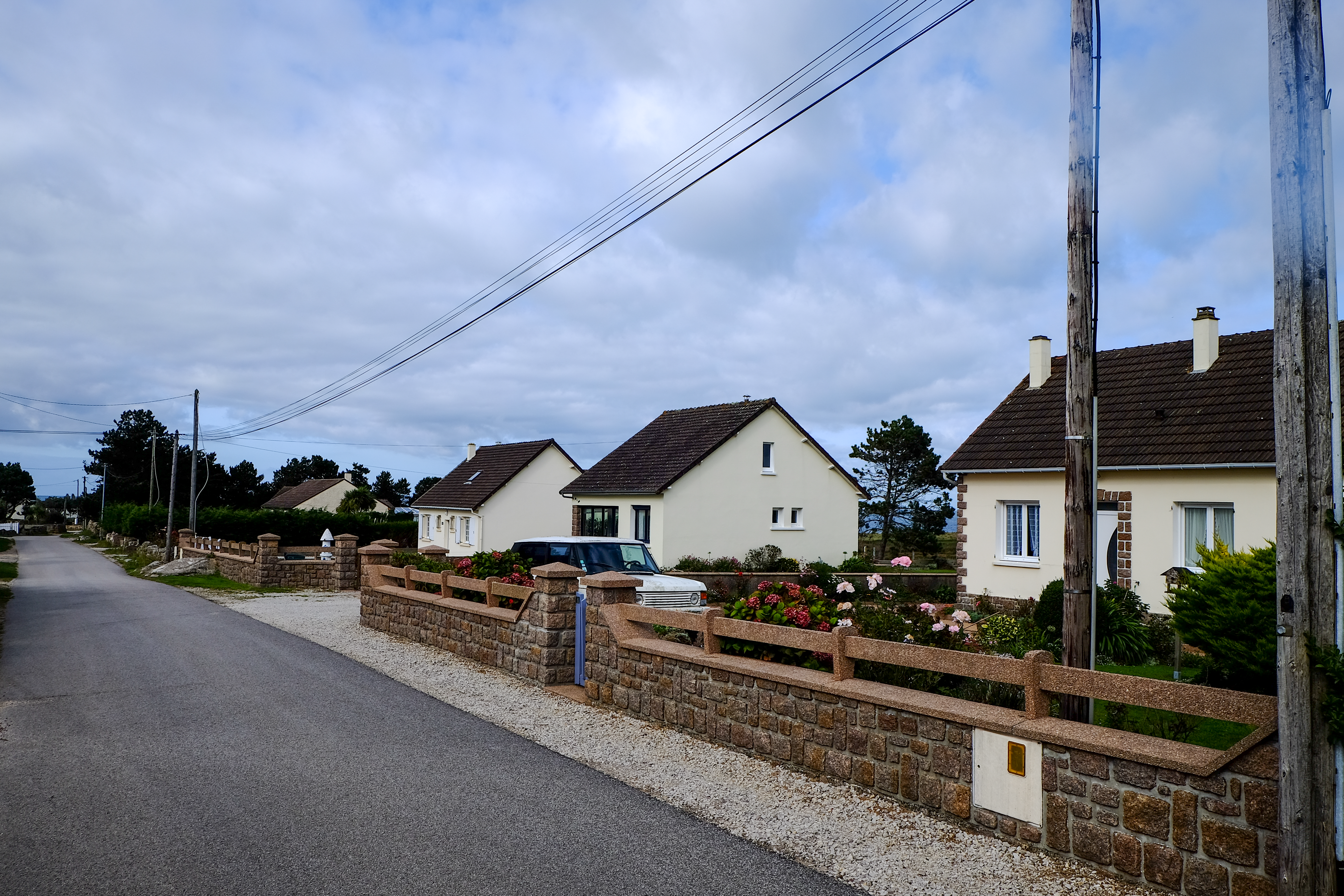
Un exemple d'habitat récent : le hameau de Fort Joret.

Les constructions récentes datent pour l'essentiel de l'après-guerre, même si certaines villas ont été construites dans les années 1930. Elles sont liées au développement démographique de la commune depuis les années 1980, aussi bien en mitage de l'habitat ancien ou en développement de nouveaux hameaux. À la différence de l'habitat ancien, ces constructions de grandes tailles sont situées au milieu de parcelles de tailles moyennes et grandes. Cet habitat pavillonnaire s'est étendu au coup par coup, sans organisation spatiale et sont peu, voire pas intégrées dans le paysage naturel et le bâti ancien, parfois en rupture avec celui-ci.
Les hameaux du Bruley, de Fort Joret et du Calvaire sont ainsi des zones récentes de développement urbain, le long de voies communales secondaires, voire de voies plus importantes comme les Marettes ou Le Bois-Les Rebulets, qui se sont respectivement développés le long de la route de Carneville (RD 612) et de celle de Saint-Pierre-Église (RD 210). D'autres secteurs relèvent davantage du mitage, comme Les Aubiers (qui comble l'espace entre le Montéreire et le Tot-de-Haut), la route du Phare entre les Pelletiers et la Bordette, la route de Fréval (entre la RD 116 et l'anse de la Visière), Le Carrat au nord du Tot-de-Haut et le Haut de Fermanville, entre le Planitre et la Judée.
L'anse du Brick présente une architecture de type balnéaire, en contrebas de l'ancienne voie de chemin de fer, devenue la RD 116 dans les années 1950.

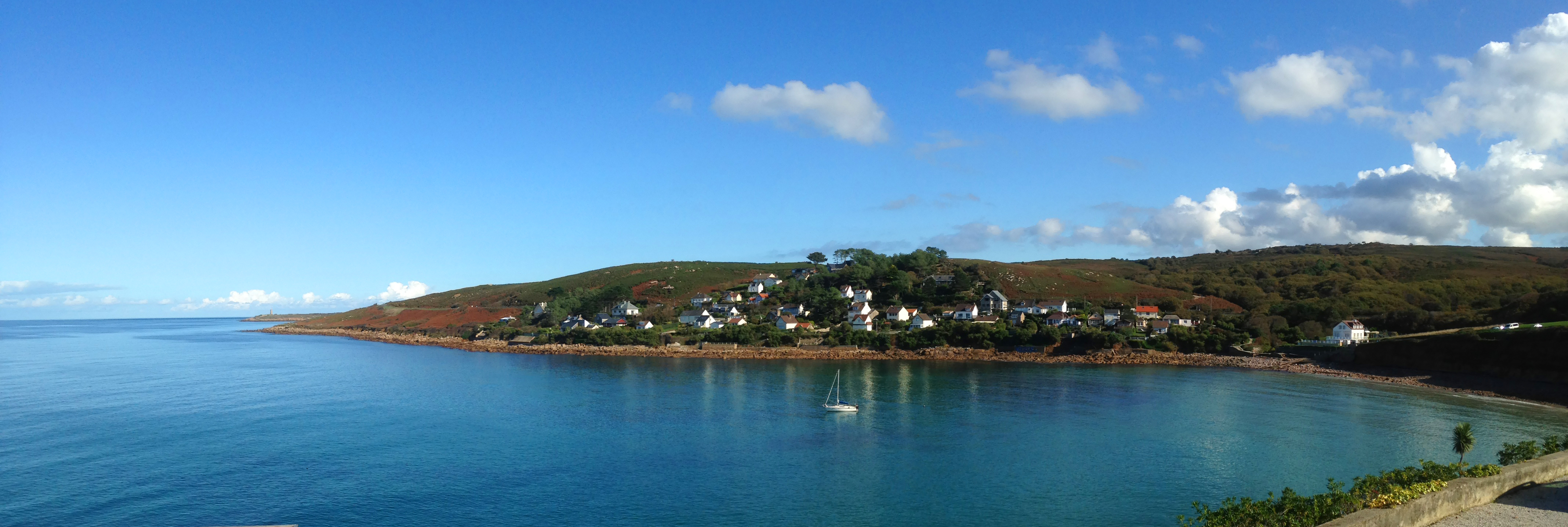
L'anse du Brick et ses villas balnéaires, dominées par les landes de la pointe du Bruley.

### Logements
En 2017, le nombre total de logements à Fermanville était de 1 089 dont 606 résidences principales, 430 résidences secondaires et logements occasionnels et 53 logements vacants. La commune totalisait 1 002 maisons et un appartement en 2017.
La commune compte dix HLM, situés dans le lotissement La Pièce au Duc, au nord d'Inthéville. La proportion des résidences principales, propriétés de leurs occupants était de 83,6 %, en 2017. L'INSEE dénombrait 1 % de résidences principales constituées d'une seule pièce, 4,3 % de deux pièces, 12,1 % de trois pièces, 28 % de quatre pièces et enfin 54,5 % de cinq pièces ou plus, soit un nombre moyen de pièces établi à 4,7. 31 % des résidences principales datent d'avant 1919 et 50,4 % ont été construites depuis 1971. Fermanville est l'une des communes du Nord-Cotentin où se trouve le plus grand taux de résidences secondaires, avec 39,5 % de logements concernés, avec Barneville-Carteret, Portbail, Saint-Vaast-la-Hougue et Barfleur.
|                                                  | 1968 | 1975 | 1982 | 1990 | 1999 | 2007  | 2012  | 2017  |
| ------------------------------------------------ | ---- | ---- | ---- | ---- | ---- | ----- | ----- | ----- |
| Résidences principales                           | 278  | 288  | 384  | 485  | 575  | 619   | 629   | 606   |
| Résidences secondaires et logements occasionnels | 275  | 307  | 321  | 329  | 348  | 401   | 355   | 430   |
| Logements vacants                                | 3    | 41   | 32   | 28   | 23   | 54    | 72    | 53    |
| Total                                            | 556  | 636  | 737  | 842  | 946  | 1 074 | 1 056 | 1 089 |

### Voies de communication et transports

#### Infrastructures routières

Carte du réseau routier de Fermanville.

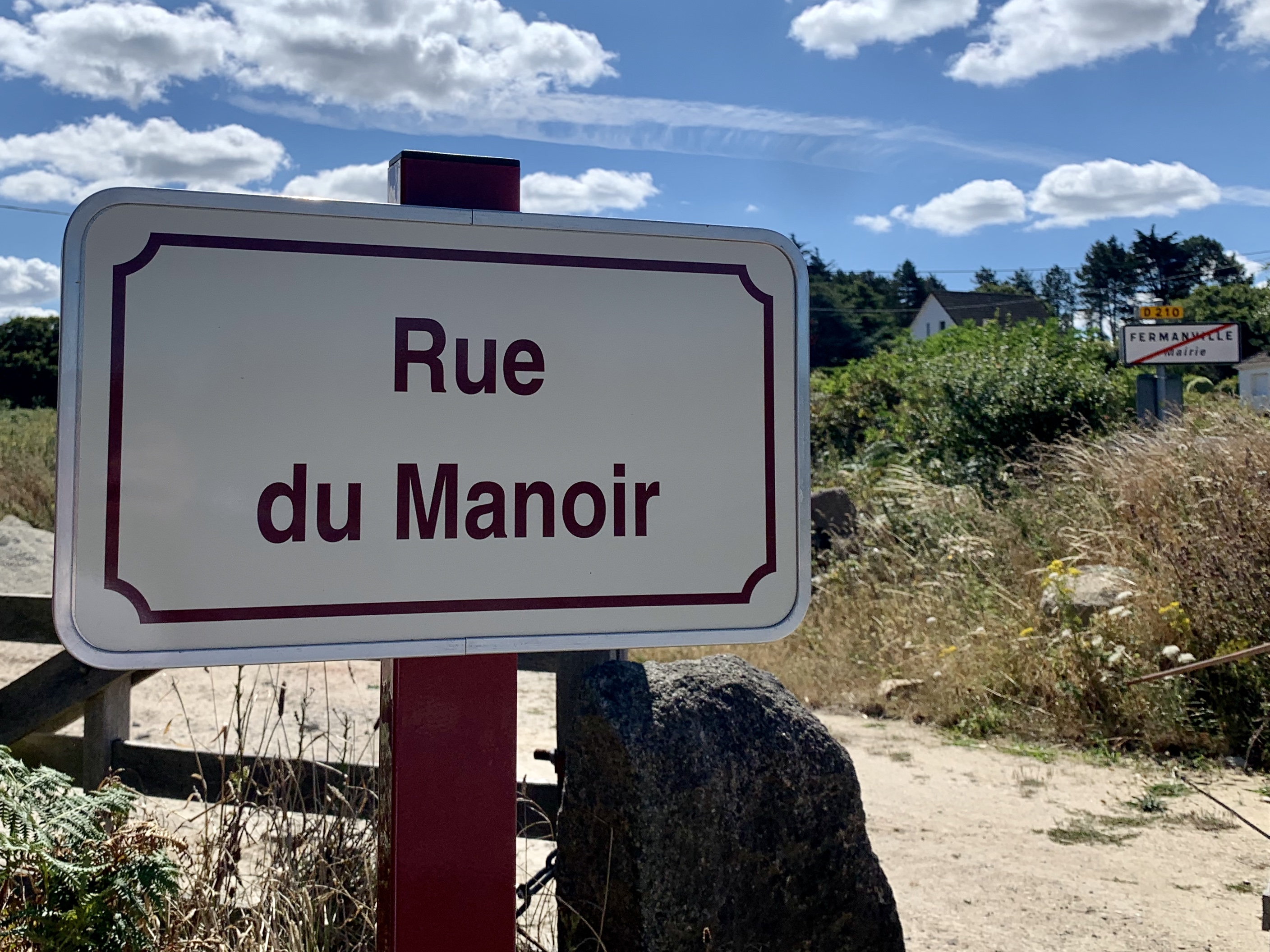
Un des nouveaux panneaux de rue installés en 2020 à la suite de l'adoption du système Numérues.

La commune est traversée par trois routes départementales : la RD 116 d'intérêt cantonal et les RD 210 et 612 d'intérêt local.
La voie principale est la RD 116, qui traverse la commune d'ouest en est et relie Fermanville à Cherbourg-en-Cotentin et Barfleur. Depuis l'anse du Brick jusqu'aux Aubiers, la route reprend le tracé de l'ancienne ligne de chemin de fer de Cherbourg à Barfleur, fermée le 30 septembre 1950 et déclassée le 22 février 1951. De ce fait, elle ne traverse pas les hameaux anciens mais des constructions récentes se sont développées sur les terrains adjacents et sur les anciennes emprises de la gare, entre le Planitre et les Aubiers. La route descend ensuite le Mont Varin vers la place Marie-Ravenel, marquant l'entrée dans la vallée des Moulins, puis remonte vers La Heugue, qu'elle contourne par le nord avant de se diriger vers Cosqueville, passant entre Fréval et Inthéville d'une part, puis Les Casernes et le Tot-de-Bas, d'autre part. Cette route est appelée « la route touristique du Val de Saire » et est particulièrement fréquentée l'été.
Plus ancienne, la RD 210 relie le port du cap Lévi au bourg de Saint-Pierre-Église et a structuré le développement du village, les principaux hameaux de Fermanville se rencontrant sur son tracé, à l'exception du Tot-de-Bas. Depuis le port Lévi, la route dessert en effet le Perrey, le Hameau ès Renouf, Val Bourgin, les Pelletiers et le Tot-de-Haut. Au Mont Varin, elle est devenue la RD 116 jusqu'à la Heugue, où elle remonte ensuite par les Couailles vers Saint-Pierre-Église.
La RD 612 relie la RD 116 à Carneville, l'aéroport de Maupertus et Valognes au niveau du hameau des Aubiers.
Les différents hameaux sont liés entre eux par de petites voies communales, souvent étroites. Jusqu'en 2019, ces rues et voies communales n'avaient pas de nom, la numérotation des habitations se basant sur les hameaux. Le système Numérues a été depuis mis en place en attribuant un nom à chaque voie de la commune, pour faciliter le repérage des habitations pour les services postaux et de secours.

#### Liaisons et transports en commun

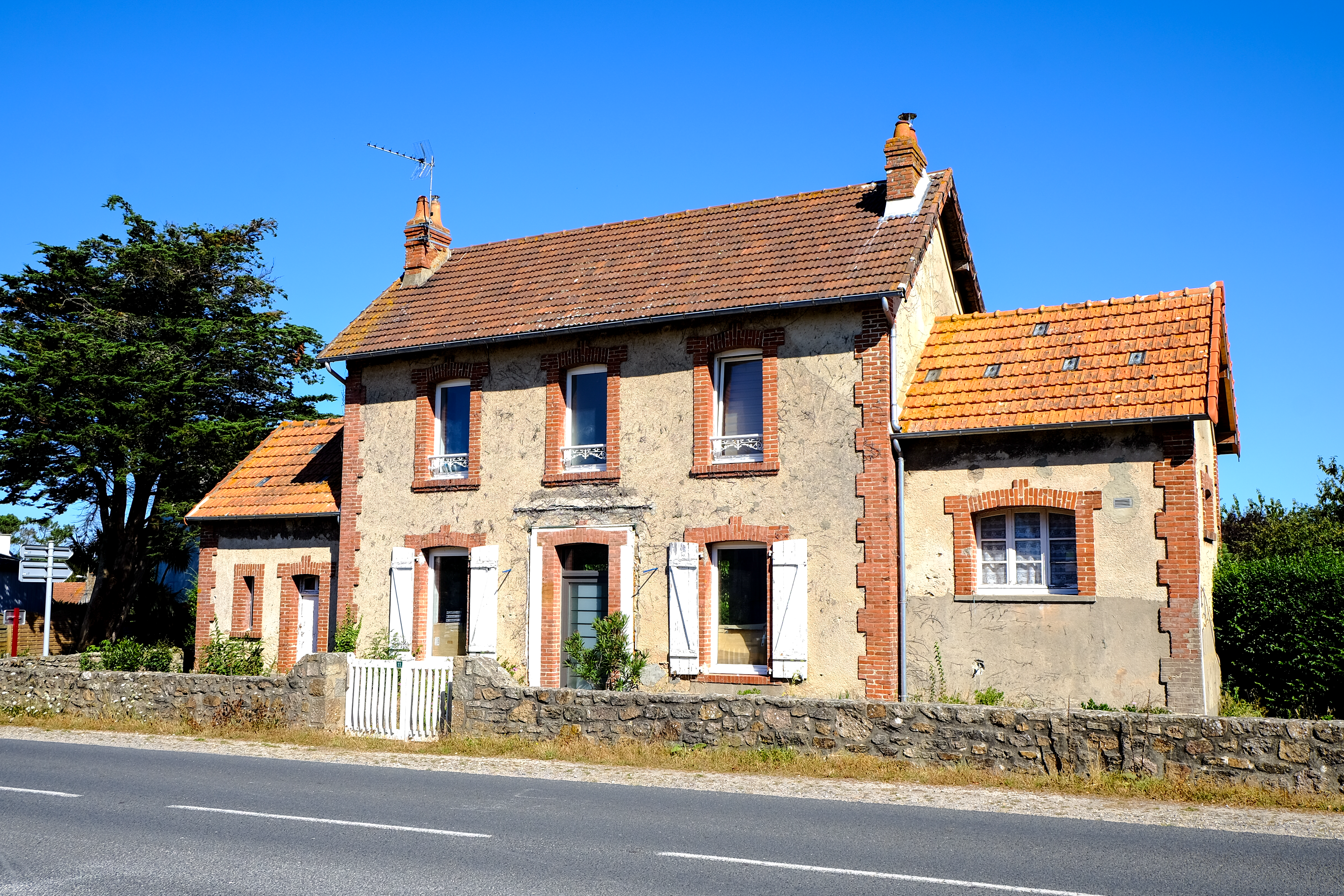
L'ancienne gare ferroviaire de Fermanville est devenue une habitation privée ; elle est longée depuis les années 1950 par la RD 116 qui relie Cherbourg à Barfleur.

Fermanville a été reliée quotidiennement à Cherbourg et Barfleur de 1911 à 1950 grâce à une ligne de chemin de fer, appelée familièrement « Tue-Vaques » en raison de supposés accidents avec les bovins. Depuis 1950, Fermanville n'est plus desservie directement par une ligne ferroviaire. La gare la plus proche est celle de Cherbourg, terminus de la ligne de chemin de fer Paris-Cherbourg et distance de 15 km de Fermanville.
À la fermeture du « Tue-Vaques », Fermanville est reliée à Cherbourg par une liaison d'autocars des Compagnie des chemins de fer normands (CFN) puis du Conseil général de la Manche. Depuis 2012, le service régulier est remplacé par un service de navettes permettant de rejoindre la ligne de Cherbourg à Barfleur via Saint-Pierre-Église, assuré depuis 2017 par la région Normandie.
La piste de l'aéroport de Cherbourg - Manche est située à 4 km au sud-ouest de Fermanville. Aucune ligne régulière n'est plus assurée mais une douzaine de vols charter sont organisés chaque année du printemps à l'automne, sur un total annuel moyen de 10 000 mouvements essentiellement liés aux voyages d'affaire et aux missions militaires et de sauvetage de la flottille 33F de l'aviation navale française.

### Risques naturels et technologiques
La commune est soumise aux risques majeurs suivants : inondations par remontées de nappes naturelles et par submersion marine, mouvements de terrain par éboulements, recul du trait de côte et de falaise et tassements différentiels,. Aucun plan de prévention des risques n'existe toutefois pour la commune de Fermanville,.
L'inondation par remontées de nappes naturelles se manifeste à Fermanville par de fréquentes remontées de nappes dans les Dyes et les marais de Tocquebœuf et, moins fréquemment, dans la vallée des Moulins, au port Lévi et à l'anse du Brick. Les Dyes, Tocquebœuf et l'ancien havre du cap Lévi (aujourd'hui le port Lévi) sont situés à plus d'un mètre sous le niveau marin centennal et sont donc particulièrement soumis à un risque de submersion marine en cas de marée centennale.
Les mouvements de terrain par éboulements à Fermanville sont de deux types : les chutes de blocs dans les terrains vallonnés et les éboulements littoraux sur les côtes à falaises. Ainsi, les ravins de la vallée des Moulins et des Hauvetteries, dont les pentes sont comprises parfois entre 30 et 40 %, sont classés en zone faiblement à moyennement prédisposée. Sur la côte, les falaises de l'anse du Brick, de la pointe du Bruley, de la grosse butte de l'anse de Pied Sablon, du Mont de Rouen jusqu'au phare du cap Lévi et du port Pignot et du Castel sont classées en zone moyennement à fortement prédisposée. Deux éboulements importants de la falaise de l'anse du Brick ont eu lieu le 22 décembre 1999 et le 25 juin 2020. Le troisième risque de mouvements de terrain est le tassement du sol par gonflement-retrait des argiles. L'aléa est considéré comme moyen sur les zones situées en contrebas de la ligne d'escarpement de transition du plateau haut du Val de Saire vers la plaine côtière. Dans les vallons, notamment du Poult, le risque est considéré comme faible,.
Le risque sismique est considéré comme faible à Fermanville, comme celui des communes de la Manche, c'est-à-dire présentant un risque de niveau 2 sur une échelle de 1 à 5. Le territoire fermanvillais est notamment soumis à un fort potentiel radon, en raison du sol granitique.
La construction du mur de l'Atlantique par les troupes allemandes pendant la Seconde Guerre mondiale a engendré l'édification de nombreux blockhaus, abris et points d'appuis, enterrés ou non, sur le littoral fermanvillais comme dans les terres. Les ouvertures de ces constructions, souvent recouvertes par la végétation, présentent un risque de chute pour les promeneurs. Quarante-deux de ces cavités sont répertoriées à Fermanville.

## Toponymie

### Fermanville

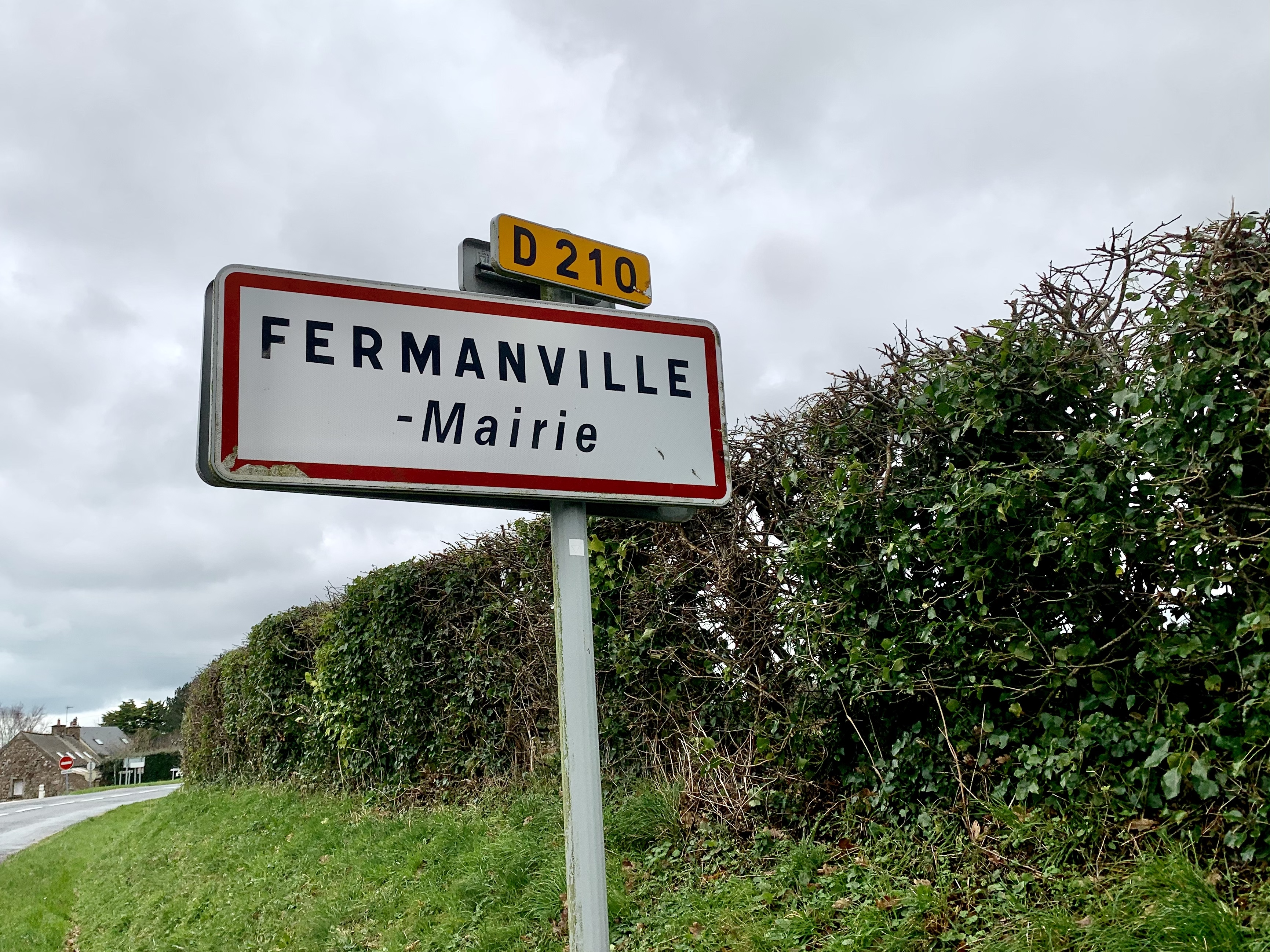
Panneau d'entrée d'agglomération de Fermanville, à l'entrée du hameau de la Heugue.

Le nom de la localité est attesté sous la forme Farmanville vers 1098, Farmanvilla à la fin du XIIe siècle, Firmanvilla au XIIIe siècle.
Pour les toponymistes et les linguistes Jean Adigard des Gautries, François de Beaurepaire et René Lepelley, il s'agit d'un type de noms de lieux classiques dans la toponymie normande, c'est-à-dire formé à partir d'un anthroponyme, ici le nom de personne scandinave Farmaðr ou anglo-scandinave Farman et de l'appellatif -ville, signifiant « domaine rural »,,.
Farman ou Farmaðr est fréquemment attesté dans les textes du Moyen Âge comme nom de personne et comme élément de toponyme. On relève ainsi à Varengeville-sur-Mer (Seine-Maritime) un prêtre du nom de Farmannus vers 1165 - 1173,, et dans les Magni Rotuli un certain Walterus Farman (noté Farmam) en 1180, ainsi qu'un Willelmus Ferman en 1198,. Jean Adigard des Gautries pense retrouver ce nom dans celui de Fermambreuil, « le bois de Farman », ancien bois s'étendant sur les communes de Fermanville, Carneville et Maupertus et ancien lieu-dit de Carneville. François de Beaurepaire identifie cet anthroponyme dans Saint-Denis-le-Ferment (Eure, Sanctus Dionisius de Farman en 1199). On peut également citer le nom de Rogerus de Farmanboc, attesté en 1198, où apparaît un toponyme de même sens. Enfin, le patronyme Ferment est centré sur le département normand de la Seine-Maritime.
Le passage de Farman- à Ferman- s'explique par l'action fermante de [r] commune en normand (cf. argent > ergent).
Le gentilé est Fermanvillais.

### Microtoponymie
Les hameaux et sites de Fermanville comportent de nombreux éléments d'origines scandinave, anglo-scandinave ou anglo-saxon, dont beaucoup sont relatifs à la topographie maritime :
- le cap Lévi, attesté en 1177 sous la forme Kapelwic[Note 9], ayant évolué par métathèse de [l], sans doute motivée par le mot français cap, en Caplevic, Caplevi (par amuïssement du c [k] final qui s'opère dans la plupart des toponymes terminé par l'appellatif norrois vík « anse ») et enfin Cap Lévi par mécoupe savante du toponyme. Capel vic signifie « anse de la chapelle », vík désignant plus spécifiquement une anse donnant un accès facile à l'intérieur des terres[S 5] ;
- Inglemare : la « mare aux Anglais[S 6] », bien que les nombreux Iglemare, Inglemare et Ingremare de Normandie, dont les formes les plus anciennes sont du type Iglemare, incitent à voir un autre élément[Note 10]. Par ailleurs, les formes anciennes d'Inglemire (East Riding of Yorkshire, Yghelmar 1322 ; Iglemere / Inglemere 1408) sont identiques aux Iglemare et Inglemare normands et sont expliqués comme suit « Pour ce nom Dr G. Knudsen suggère un composé de l'ancien mot scandinave apparenté au danois, norvégien igle « sangsue » et mere « pièce d'eau ». L'altération en Ingle- est due à l'influence des noms de lieux comme Ingleton, Ingleby (NRY), etc. »[11] cf. Ingleville et la nasalisation de [i] en normand ;
- la Heugue : variante locale (probablement par apport anglo-scandinave) du cotentinois Hougue, lui-même du plus répandu Hogue issu du norrois haugr, désignant une hauteur[S 4] ;
- le rocher du Cul de Roc et le Mont de Rouen, issus du scandinave ro, signifiant « coin », c'est-à-dire « pointe rocheuse »[S 7] ;
- les rochers du Run : courant entre deux mers, ici l'anse de la Mondrée et celle de la Visière ; du vieux norrois run « courant »[S 6],[B 16] ;
- le Tot-de-Haut et le Tot-de-Bas : de tot (< vieux norrois topt, toft « site à bâtir, habitation, ferme »), désignant un village[S 8] ;
- Tocquebœuf : du scandinave budh (comprendre vieux norrois de l'ouest búð, vieux norrois de l'est, vieux danois bóð), désignant une cabane, un abri provisoire et du nom de personne Toki[S 9] ;
- la Cour d'Inthéville (Usteinvilla vers 1170)[B 17] : formé à partir d'un hypothétique ancien anthroponyme norvégien *Ysteinn, norvégien moderne, Vestland principalement, Ystein[D 13] variante des plus courants Øysteinn et Eysteinn[D 13], auxquels la plupart des sources attribuent la formation de ce toponyme[B 16], et de l'appellatif roman -ville, signifiant « domaine rural »[B 16] ;
- le Brick : du scandinave brekka, désignant une colline[S 10], bien que brekka n'ait pu aboutir régulièrement qu'à Brecque- / -brèque comme dans Brecqhou (Jersey) et Houllebrèque (pays de Caux) et vraisemblablement Brèquecal (Cherbourg).

D'autre microtoponymes sont des formations romanes d'époque sans doute médiévale, voire plus tardives comme en témoigne la présence de l'article défini :
- la Bordette : du normand borde, désignant une petite maison isolée[B 18] ;
- le Bruley : du normand brûlin, désignant une parcelle d'ajonc qui brûle en été[B 19] ;
- le Castel de la Mondrée : un rocher surplombant l'anse de la Mondrée, pouvant avoir été fortifié ; Castel est la forme médiévale du normand câtel, catel « château[B 20] », Mondrée étant un appellatif féminin obscur ;
- le Perrey, variante du normand perré, désignant un terrain caillouteux et en particulier les restes d'anciennes voix romaines[B 21],[S 11] ;
- le Planitre, du normand pllanître, désignant une vaste étendue, une esplanade[B 22].
- la Judée pourrait être à rapprocher d'une rue aux Juifs aujourd'hui disparue dont parle Charles de Gerville au XIXe siècle[B 23]. Pour l’érudit local Fernand Lechanteur, la Judée fait plutôt référence à l'installation d'un soldat au retour des Croisades, ou à une famille pieuse, par rapprochement avec les hameaux Jérusalem, Béthléem ou le Liban présent dans d'autres communes du Cotentin[S 12],[B 24]. Pour l'historien de la commune Paul Ingouf, il s'agirait du lieu de représentations théâtrales itinérantes au Moyen Âge évoquant la Passion du Christ[S 13].

La forme du toponyme n'est pas toujours fixée et l'on rencontre parfois deux voire trois graphies pour certains sites :
- le Bruley, Brulay, Brulé ;
- Pédi, Pesdy, Pesdi ;
- le Montéreire, Mont Téreire.

## Histoire

### Préhistoire

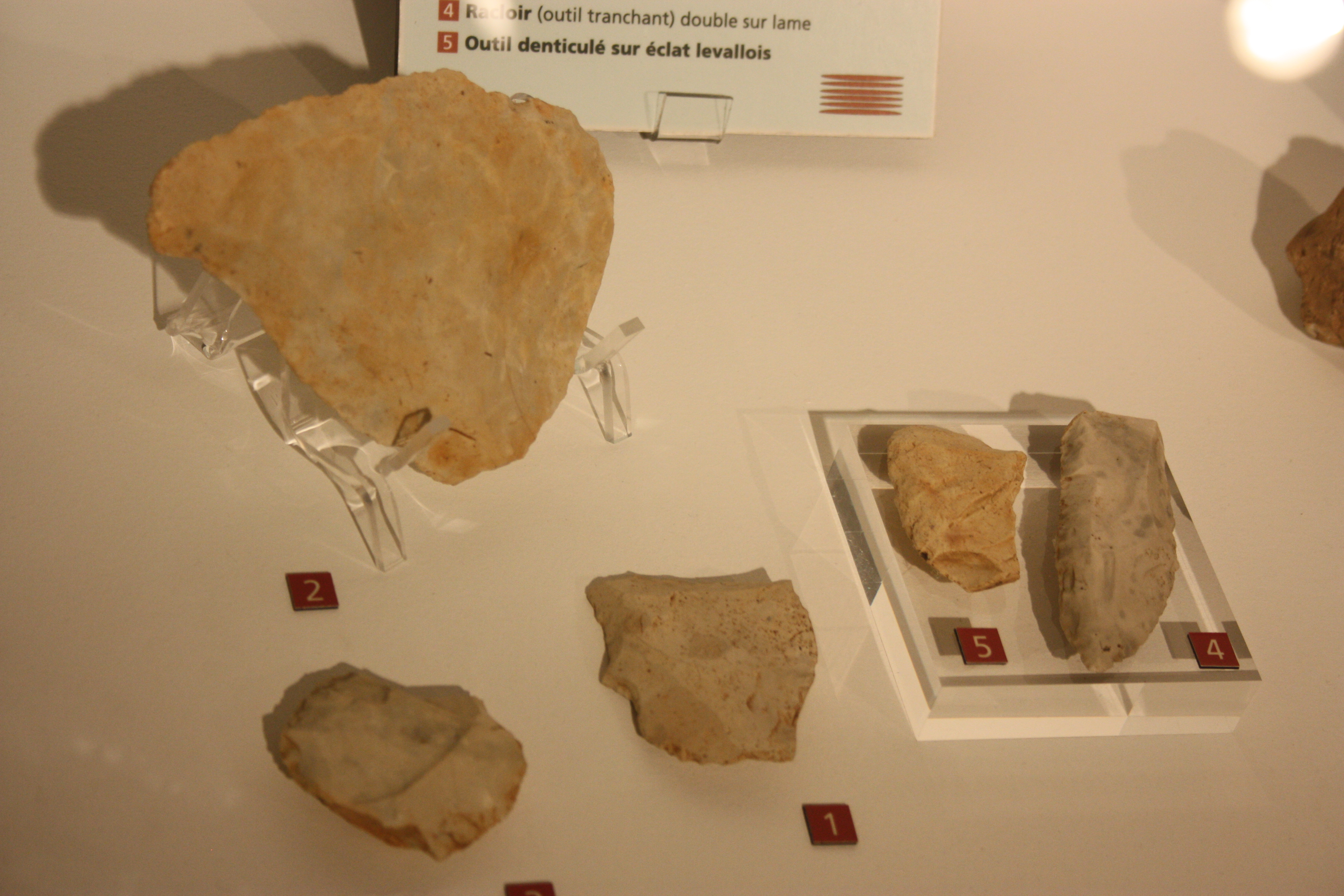
Premières traces d'habitats humains connus à ce jour en Normandie, matériel des fouilles du site du port Pignot, paléolithique inférieur.

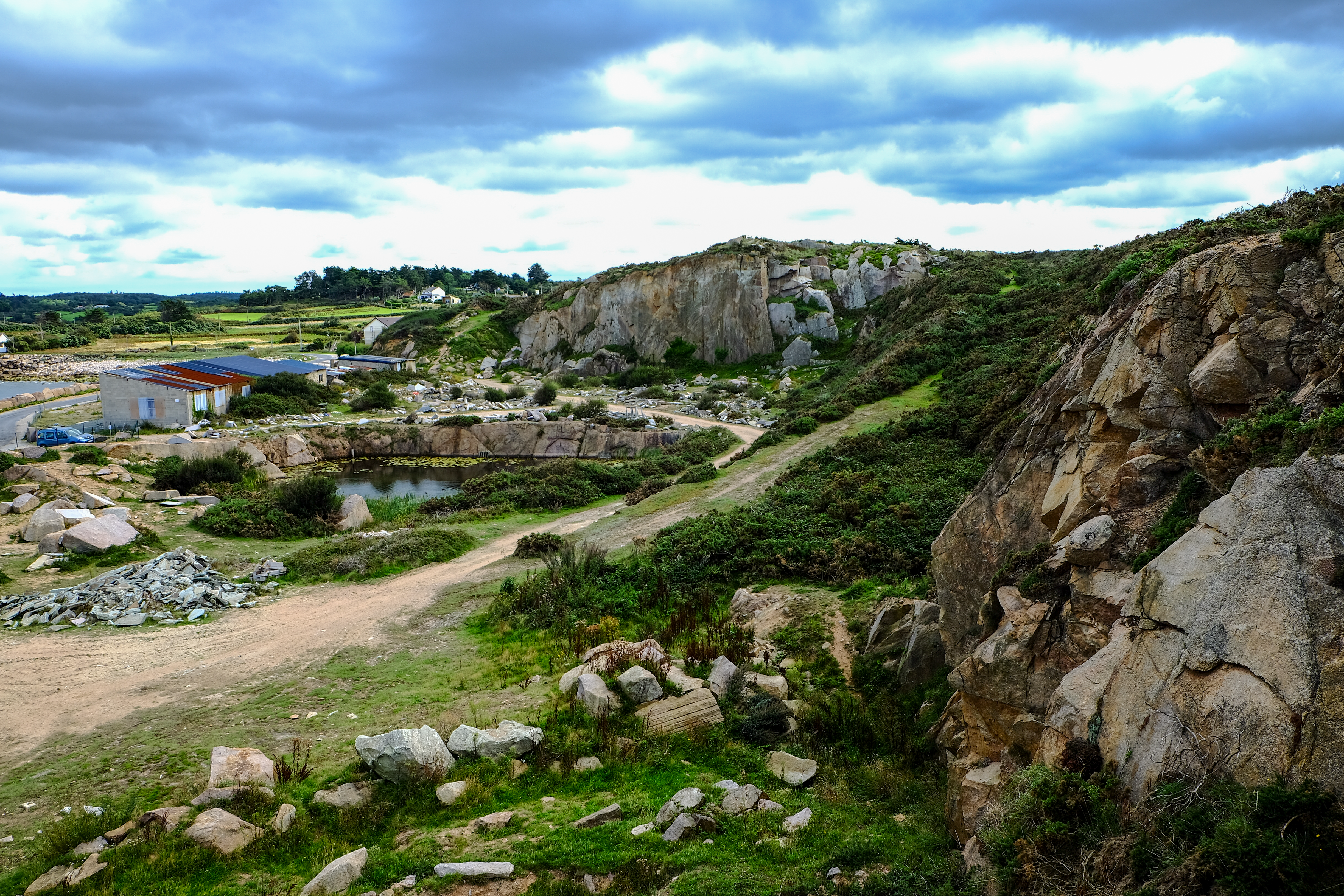
Carrière du port Pignot. La falaise abritant le site archéologique a été détruite par l'exploitation de la carrière peu de temps après sa découverte, et se trouvait sensiblement à l'emplacement des bâtiments de parpaing.

#### Site du port Pignot
Le peuplement du territoire de la commune actuelle de Fermanville est l'un des plus anciens attestés en Normandie. En effet, le site archéologique du port Pignot, découvert en 1978, a livré d'importants vestiges d'occupation humaine remontant entre 190 000 et 240 000 ans avec des limites de cabanes, des foyers (l'un visible au musée de Normandie à Caen) et des zones de débitage de pierres. Le site découvert dans la carrière de granite de Port Pignot a fait l'objet d'une fouille préventive du 15 avril 1978 au 14 août 1979, par le docteur Michel, avant sa destruction par l'activité d'extraction.
Il s'agit d'un abri littoral naturel au bord d'une plage ancienne — située vers 10 m NGF — formée par le recul de la mer lors d'un épisode glaciaire. Les habitats domestiques et ateliers lithiques étaient protégés des vents du nord et de l'ouest par une falaise de granite et s'échelonnent sur environ 4 mètres en trois niveaux stratigraphiques.
Par la présence de foyers et de trous de calages de poteaux, port Pignot constitue un important site Acheuléen du Paléolithique inférieur en France.

#### Site submergé de la Mondrée / Biéroc
En 1970, un gisement de 2 500 silex taillés rattachés au Moustérien (Paléolithique moyen) et ossements d'animaux a été découvert par le plongeur fermanvillais Jean Allix au pied du récif de Biéroc, au large du cap Lévi et au nord de l'anse de la Mondrée, par 20 m de fond. Ce gisement, réparti sur une superficie de 4 000 m2, a été fouillé par Frédéric Scuvée de 1970 à 1972, puis par Dominique Cliquet et Sylvie Coutard dans le cadre d'un projet collectif de recherche de l'université de Caen et du service régional de l'archéologie de Basse-Normandie de 2000 à 2002, et enfin en 2010.
Ces fouilles témoignent de l'existence d'un habitat néandertalien en contrebas d'une paléofalaise, à l'abri des vents dominants et à proximité du rivage et de cours d'eau,. Couvrant une période remontant de 95 000 à 70 000 ans, le site archéologique de Biéroc / la Mondrée constitue le gisement submergé le plus ancien d'Europe.

#### Autres découvertes

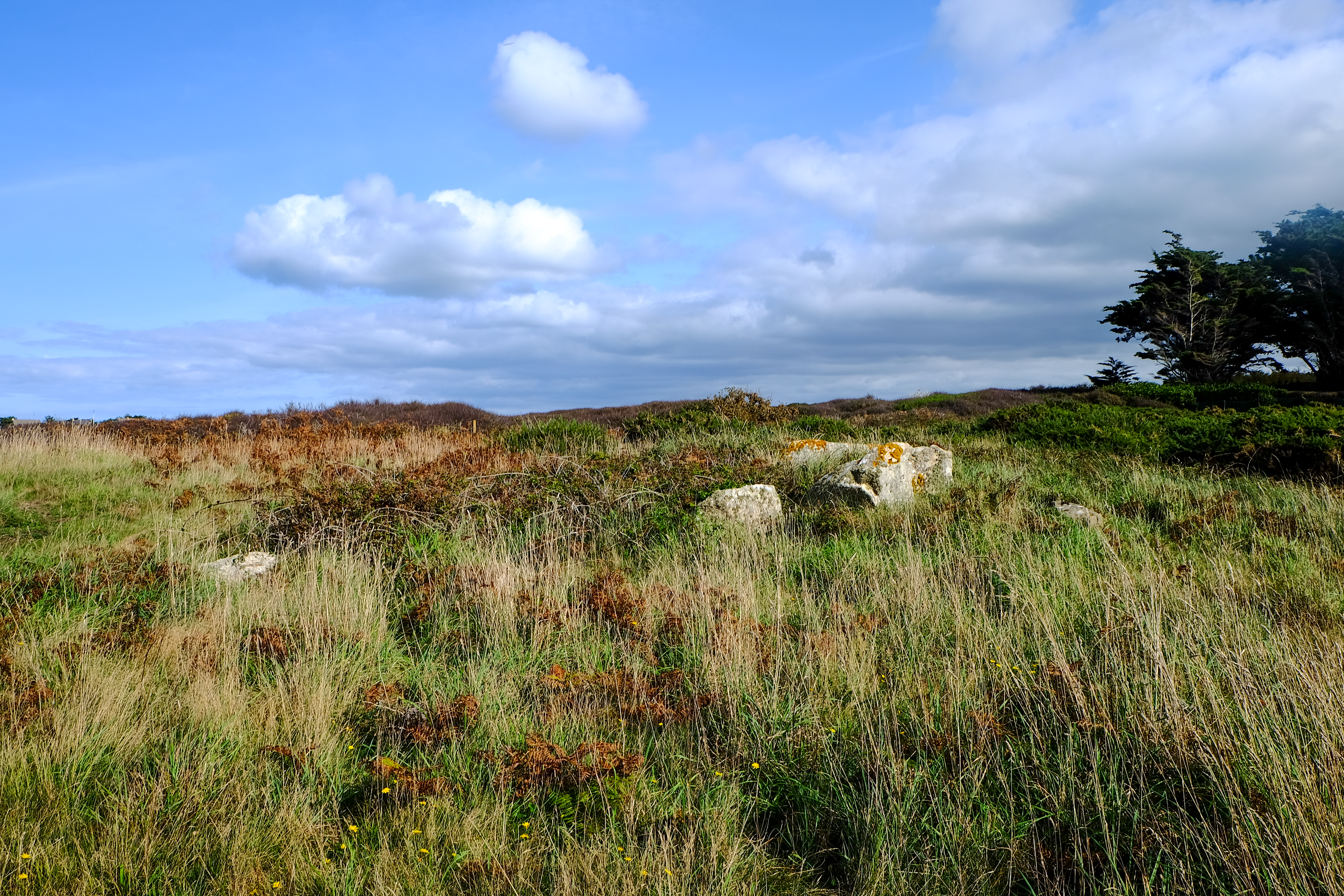
Les vestiges de l'allée couverte de Fort Joret.

En 1905, plusieurs pointes de flèches et de sagaies en silex, ainsi qu'un racloir datant probablement du Magdalénien (17 000-12 000 ans av. J.-C.), ont été découverts à la pointe de Fréval,.
Deux éléments mégalithiques se trouvent à Fermanville. Une allée couverte a été découverte dans un champ surplombant l'anse de la Saline, entre les hameaux de Fréval et Fort Joret. Parfaitement orientée sud-nord, cette allée très dégradée devait mesurer environ 17 m de long sur 5 de large.
L'autre monument est un cromlech connu sous le nom de Rond des Sorcières, située en surplomb du ravin des Hauvetteries. Il existait autrefois d'autres mégalithes aujourd'hui disparus. En particulier, deux menhirs appelés la Longue Pierre Ferrant et la Pierre-aux-Maignants qui existaient à la fin du XVIIIe siècle et qui ont été utilisés au début de la construction de la rade de Cherbourg,.
Plusieurs haches de l'âge du bronze ont été découvertes dans les hameaux Renouf, du Perrey et du Montéreire au cours du XIXe et au début du XXe siècle, dont quatorze toutes de même forme (haches à talon), une cachette de fondeur, mis au jour à l'emplacement de la future gare, par des ouvriers travaillant à la ligne de chemin de fer.

### Antiquité

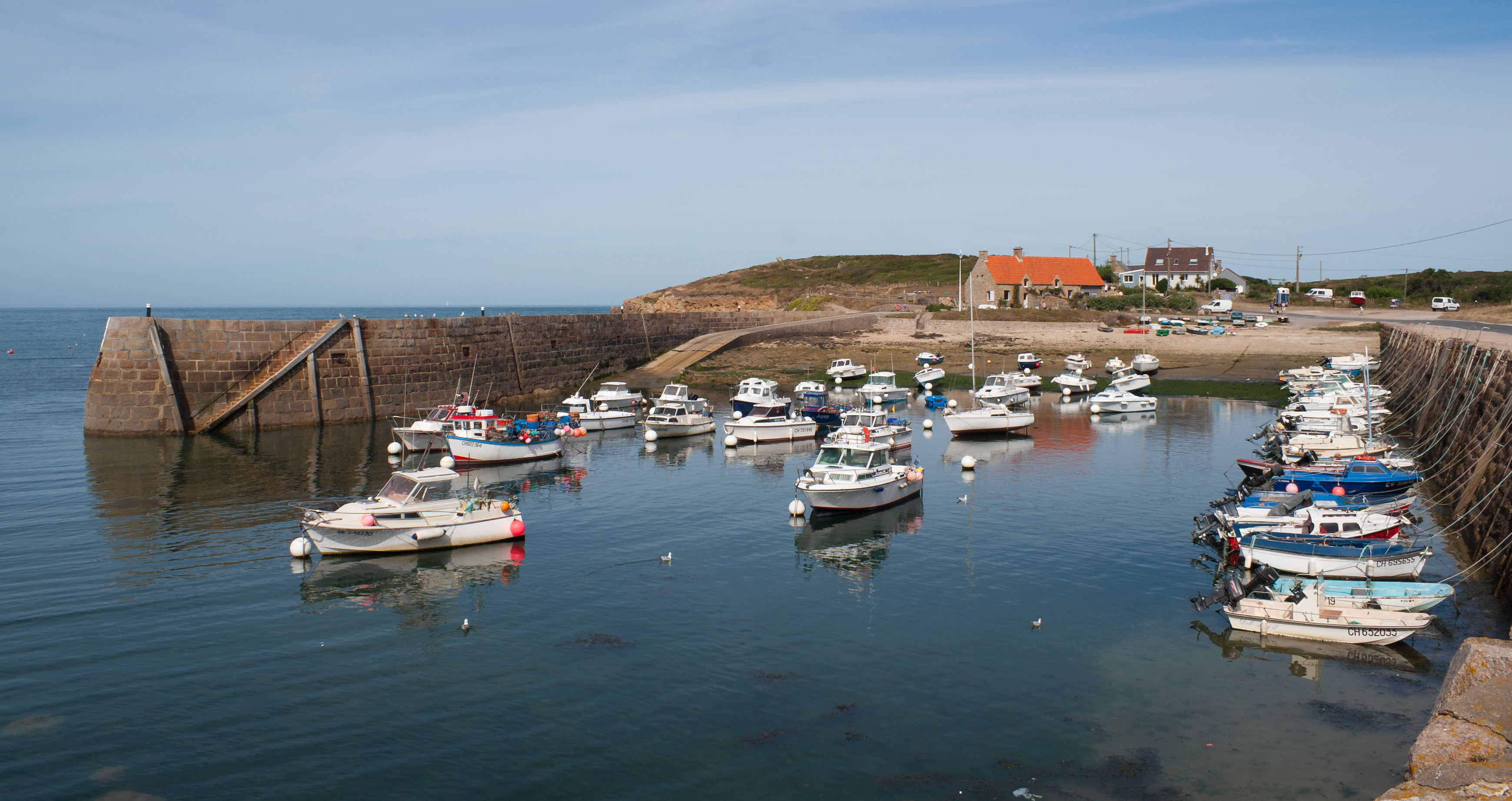
Le havre du cap Lévi est un port actif depuis l'époque gallo-romaine et a été aménagé au cours du XIXe siècle.

Avant la conquête romaine de la Gaule en 52 av. J.-C., Fermanville fait partie, comme l'ensemble du Cotentin, du territoire du peuple gaulois des Unelles. Les traces d'un atelier de bouilleur de sel ont été mis au jour sur un promontoire proche du hameau des Casernes, en surplomb du marais de Tocquebœuf. Datant de la période finale de la culture de La Tène, ce fourneau gaulois semble avoir été abandonné peu après la conquête romaine.
Plusieurs témoignages archéologiques semblent attester de l'importance du havre du cap Lévi à l'époque gallo-romaine, en tant que probable débouché maritime d'Alauna jusqu'au développement du site de Coriallo (Cherbourg) au IVe siècle.
Une voie romaine relie la cité d'Alauna (près de Valognes) à l'anse du cap Lévi, à celle de Pied-Sablon et de la Mondrée. Des vestiges de cette époque, notamment des ravins symétriques et un grand nombre de tuiles et de briques romaines, ont été mis au jour par Charles de Gerville en 1828 au village du Perrey (lieu pierreux) ainsi qu'à Pied Sablon, possibles traces d'un camp romain ou d'un vicus. Un trésor contenant une centaine de pièces et médailles en bronze aux effigies de Trajan, Antonin le Pieux, Faustine, Lucilla, Commode et Crispine a été découvert en 1786 au Brick.

### Moyen Âge

Le peuplement nordique en Normandie. Fermanville, à l'extrémité septentrionale du Cotentin, connaît un fort peuplement anglo-scandinave, comme en témoignent l'anthroponymie et la toponymie locales.

Comme dans le reste de la Normandie et du Cotentin en particulier, l'histoire de Fermanville au haut Moyen Âge est mal connue. En 1968, les grandes marées ont mis au jour les éléments d'une barque médiévale ensevelie dans le sable à la pointe de Fréval ; plus exactement une empreinte de barque marquée par les rivets. Le site qui a été pillé à plusieurs reprises et enseveli dans le sable, a été fouillé en urgence par une équipe de quarante-cinq personnes dirigée par Frédéric Scuvée. D'après ces fouilles, cette barque, qui n'a pas révélé d'objets sauf des tessons de poteries, et deux vases à proximité, mesurait de 18 mètres de long sur 6 de large. L'analyse des tessons, montrent qu'ils viennent de Saintonge et ont été fabriqués entre le XIIIe et XVe siècles. Les deux foyers, amas de charbon de bois situés directement sous les bords de la coque ont été datés au carbone 14 vers l'an 600 de notre ère. Frédéric Scuvée pense qu'elle a été tirée sur le rivage pour y servir de sépulture à un personnage important et l'interprète comme l'un des deux témoignages de bateau-tombe découvert en France, avec celui que constitue la barque viking de l'île de Groix, découverte en 1906, d'une embarcation du haut Moyen Âge qui aurait servi probablement de sépulture viking, alors que Jean Renaud pense plutôt à une embarcation d'origine saxonne,.
L'anthroponymie (Ingouf, Renouf, Houllegatte...) et la toponymie locales témoignent d'une forte implantation anglo-scandinave entre le IXe et le début du XIe siècle. En effet, le Cotentin est cédé à la Bretagne en 867 par Charles le Chauve dans le but de le défendre contre les raids vikings en Neustrie. La tutelle bretonne n'a en réalité que peu été suivie d'effets et la région est régulièrement soumise au pillage des « hommes du Nord », avant leur installation progressive. Malgré la cession en 933 du Bessin, de l'Avranchin et du Cotentin au jarl des Normands Guillaume Longue-Épée, il est probable que l'autorité des ducs de Normandie ne se soit pas faite sentir sur l'ouest de la Normandie avant la fin du Xe siècle,, favorisant l'établissement de quelques groupes scandinaves ou d'Anglo-Scandinaves, venant de Grande-Bretagne, dans le nord du Cotentin, avant une assimilation rapide des nouveaux venus dans le paysage culturel. Ainsi s'expliquent le nom de Fermanville (« domaine de Farman ou Farmaðr ») et ceux des hameaux d'Inthéville (« domaine d’*Ysteinn ») ou d'Inglemare (« bassin des Anglais »).
Malgré l'usage de Barfleur comme port principal d'échanges entre la Normandie et l'Angleterre après la conquête normande de l'Angleterre en 1066, le roi d'Angleterre et duc de Normandie Henri II débarque à l'« anse de la Chapelle » (Kapelwick), le 18 août 1177 en provenance de Portsmouth, avec sa cour et son armée. Cette manœuvre a pour but d'intimider ou de provoquer le roi de France Louis VII le Jeune dans un contexte de querelle de souveraineté entre les deux royaumes sur les provinces du Berry et de l'Auvergne. Elle aboutit à un traité de non-agression négocié par le pape et signée à Ivry en septembre.
Le premier seigneur connu de Fermanville est Guillaume de Beaumont, au milieu du XIIIe siècle. En 1332, un autre Guillaume de Beaumont se qualifie de seigneur de Beaumont, Réthoville et Fermanville,. Au début du siècle suivant, la seigneurie passe à Jean de Pirou, originaire d'Orglandes, petite paroisse située entre Valognes et Carentan. C'est de cette époque que datent les plus anciens éléments du manoir d'Inthéville. Lui succède Olivier, puis Guillaume qui servira d'otage pendant la première partie de la guerre de Cent Ans.
Le 12 juillet 1346, au début de la guerre de Cent Ans, une armée d'environ 10 000 hommes du roi d'Angleterre Édouard III débarque à La Hougue et s'empare de Barfleur. La stratégie anglaise réside dans le pillage, la mise à sac, le meurtre et le viol. À mi-chemin sur la route de Barfleur à Cherbourg — dont les Anglais pillent le port et les faubourgs sans s'attaquer au château — Fermanville est pillée le 14 juillet. En 1419, Guillaume II de Pirou se rallie au roi d'Angleterre.

### Temps modernes

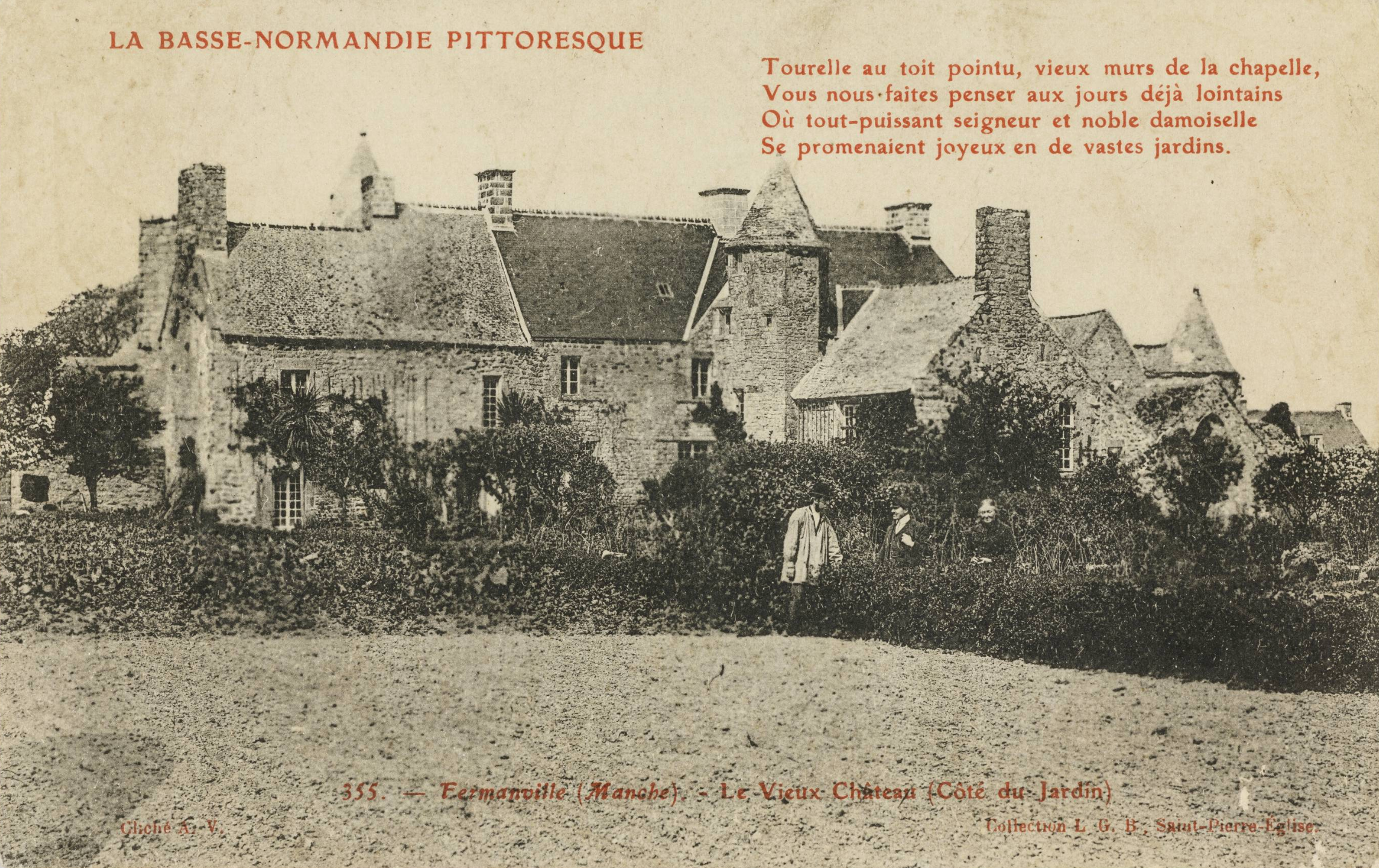
Le corps de logis du manoir d'Inthéville, vu côté jardin (début XXe siècle).

Dans un aveu daté de 1500, Jean de Pirou, seigneur de Beaumont en la Hague, dont dépendent Clitourps, Varouville, Réthoville, Cosqueville et Fermanville, avait droit de patronage, colombier, garennes, bois, près, ainsi que la juridiction de bas-justicier et partageait son droit de gravage avec le seigneur de Gonneville. Jean de Pirou possédait deux moulins à blé et avait également « salines et grèves à faire le sel ». C'est à la famille Pirou que l'on doit au XVe siècle le début de la construction du château de Fermanville, à l'exception de la chapelle Sainte-Madeleine datée du XIIe siècle, qui est plus ancienne.
En 1544, c'est un Olivier de Pirou qui porte le titre de seigneur de Fermanville. En 1567, Ollivier de Pirou, écuyer, sieur de Beaumont à Néville, de Fermanville, de Mangneville à Cosqueville, de Gonneville, de Maupertus et de Rideauville, est taxé pour ces fiefs de 134 livres dans le rôle des nobles et roturiers, au titre du ban et de l'arrière ban de la vicomté de Coutances, réalisé par Gilles Dancel, seigneur d'Audouville, lieutenant général du bailli de Cotentin, tenu à Coutances les 20-22 octobre. Le fief de Fermanville, plein fief de haubert, relevant d'abord du fief de Vauville, puis du fief de Beaumont à Néville, avait des extensions à Cosqueville et Canteloup.
Pendant les guerres de la Ligue, Jean de Pirou, gentilhomme ordinaire de la chambre du roi, qui possédait les châteaux de Fermanville et de Gonneville, resté fidèle à son roi, dut se défendre contre les attaques de du Tourps. Jean mourut sans postérité et c'est sa sœur, Catherine, qui reçut en 1595 Fermanville. Catherine de Pirou n'eut qu'une fille, Françoise qui épousa Louis Davy, sieur de Sorthosville, faisant ainsi passer Fermanville dans la famille Davy. Ce sont les Davy qui reprirent la construction du château, et qui s'unirent à la famille de Bellefond, à la suite du mariage de Pierre Davy et de Jeanne Gigault de Bellefonds qui laissèrent deux enfants : Charles Davy (1628-1692), qui devint seigneur de Fermanville, commandeur de l'ordre de Malte, lieutenant général des armées navales du Roy, et qui commandait l'avant-garde de la flotte à la bataille de la Hougue (29 mai 1692). En 1774, Louis-Antoine Davy s'intitulait, chevalier d'Amfreville, seigneur d'Anneville, Fermanville et Manneville-en-Cosqueville. Mort sans postérité, la terre de Fermanville passa entre les mains de Jacques-Marie d'Avice, son neveu,.
Durant le XVIe siècle, l'anse du cap Lévi et la plage de la Mondrée servent de relâche à plusieurs navires corsaires, notamment flamands. En inspection sur la côte, l'amiral de France Gaspard de Coligny s'arrête à Fermanville et dort au manoir d'Inthéville le 28 mars 1555,. Les corsaires locaux François Le Clerc — à l'occasion — et surtout Gilles de Raffoville mouillent leurs vaisseaux à l'anse du cap Lévi. Le havre du cap Lévi peut alors accueillir des navires jaugeant de 100 à 120 tonneaux.
En raison des abris offerts sur ses côtes d'une part, et de la faiblesse relative des surfaces propices à l'agriculture comparée aux communautés villageoises voisines d'autre part, Fermanville est un village avec une forte proportion de marins et de pêcheurs. Au début du XVIIIe siècle, la paroisse compte 800 à 900 habitants et les marins représentent 25 % des habitants. En 1793, 1 493 habitants peuplent Fermanville, dont 38 % de gens de mer. Une forte endogamie est liée à Fermanville avec une forte homogamie : 85 % des inscrits maritimes fermanvillais au XVIIIe siècle comptent un marin parmi leurs proches.
En 1740, en raison de la contrebande avec la Grande-Bretagne et les îles Anglo-Normandes, deux brigades des douanes disposant d'une patache sont établies à l'anse du cap Lévi.
Le développement du port de Cherbourg, et notamment les travaux de construction de sa rade, renforce l'aménagement de Fermanville. En effet, le granite rose de Fermanville est l'une des matières premières utilisées pour la construction des digues de Cherbourg, et, pour en faciliter l'acheminement, un port est aménagé entre 1783 et 1786 dans l'anse du cap Lévi, par la compagnie Boulabert et qui en assurait le transport, reprenant en cela un projet du marquis d'Amfreville datant du milieu du XVIIe siècle. Ce premier port, constitué d'une digue et d'une jetée, est détruit lors d'une tempête en 1806.

### Époque contemporaine

#### Révolution et Empire

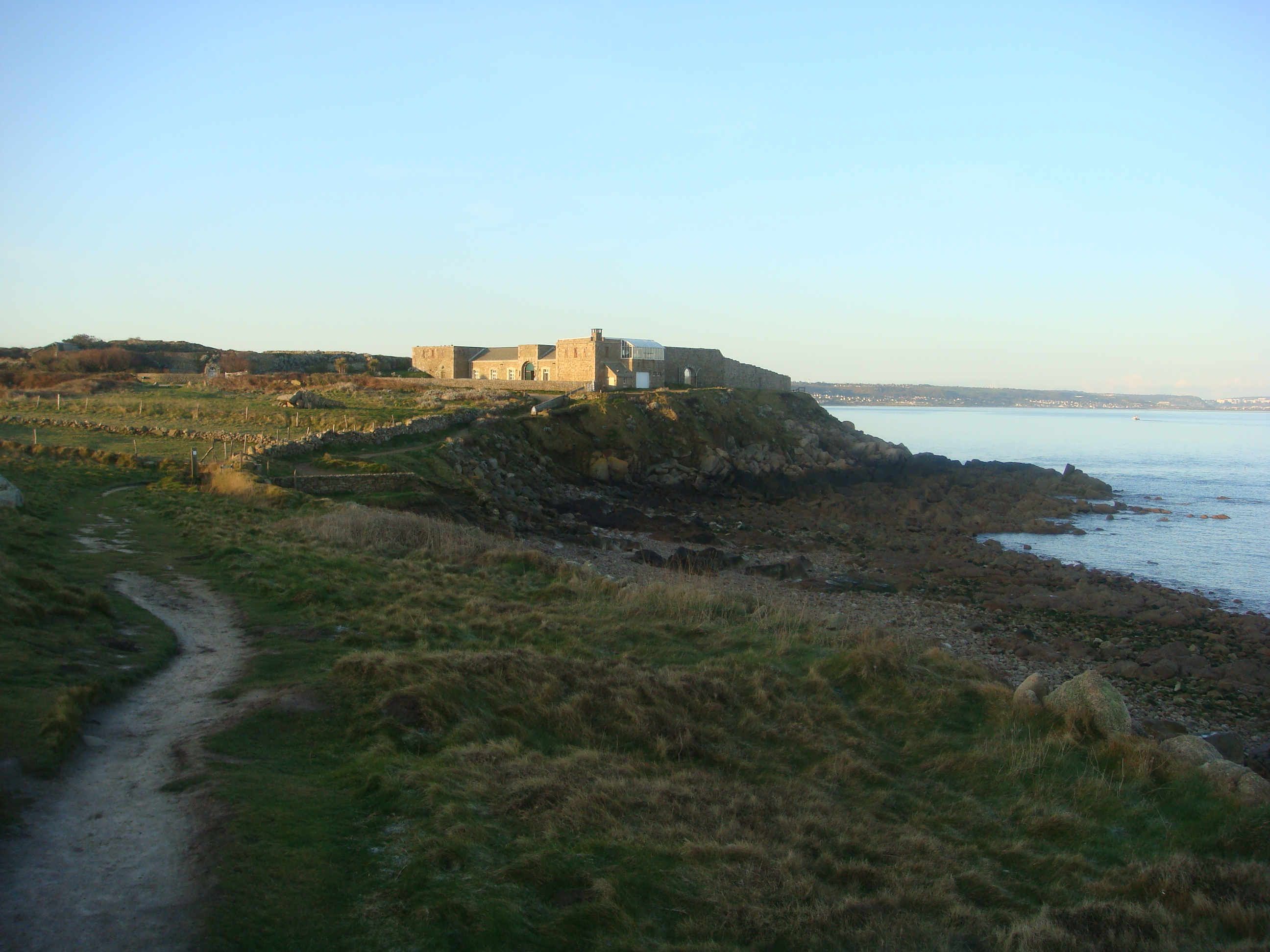
Le fort du cap Lévi, construit en 1801 pour protéger la rade de Cherbourg.

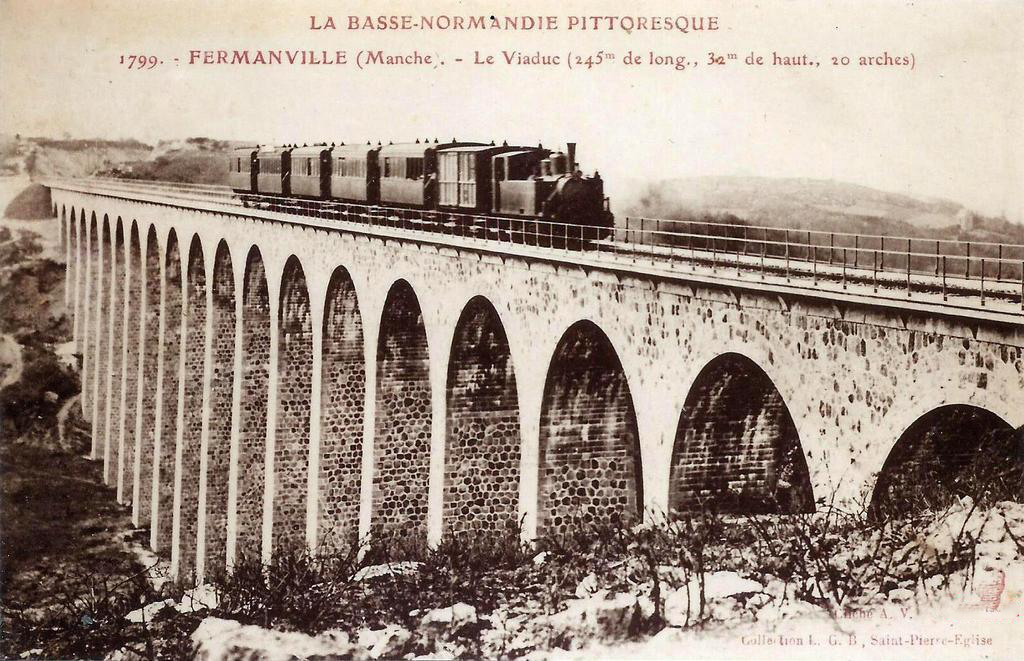
Le Tue-Vaques sur le viaduc de Fermanville (1911).

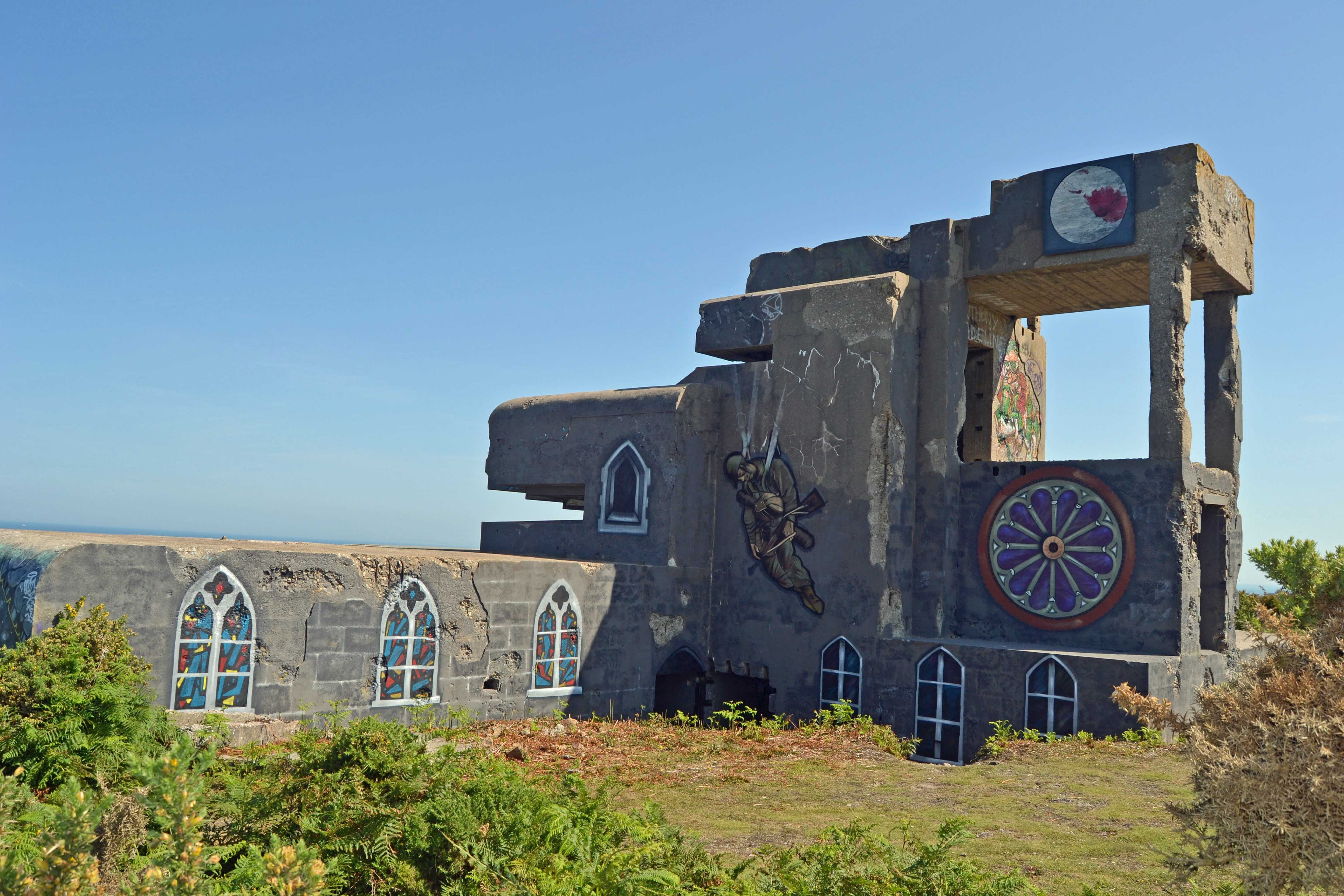
Vue du poste allemand de direction de tir du Brûlé, en 2017.

Pendant la Révolution française, un groupe de gardes nationaux de Saint-Pierre-Église saccage le manoir d'Inthéville et notamment la chapelle Saine-Madeleine.
Le dernier seigneur de Fermanville, Jacques Marie Avice (1753-1806), neveu de Louis-Antoine Davy, dit le chevalier d'Amfreville, est brièvement incarcéré à Cherbourg de juin à juillet 1794 et ses biens mis sous séquestre. Expédié à Paris, avec « la fournée de Cherbourg » devant le tribunal révolutionnaire par Le Carpentier, il échappe à la guillotine à la suite de la chute de Robespierre. Avice retrouva ses biens en 1795 mais « chouanne » avec le comte de Frotté en organisant l'insurrection sur les frontières du Calvados et de la Manche. Il meurt de la goutte en 1806 à Valognes et laisse pour héritière, Eugénie Léonore Avice épouse de M. Bernard Hue de Caligny.
En 1803, la 29e compagnie de canonniers garde-côtes est basée à Fermanville, l'une à la pointe Joret, l'autre au Mont de Rouen, sur le cap Lévi, dans le fort nouvellement construit pour protéger la rade de Cherbourg.

#### XIXeet début duXXesiècle
En 1846, l'ancien fort Joret édifié pendant la guerre de Sept Ans (1756-1763)
, est remplacée par un corps de garde crénelé modèle 1846 qui sera à son tour détruit par les Allemands pendant la Seconde Guerre mondiale, et remplacé par un point d'appui du mur de l'Atlantique.
En raison des nombreux naufrages et des courants violents que connaît le cap Lévi, un phare y est construit de 1854 à 1858. Il s'agissait d'une tour carrée de six étages d'une hauteur de  31 mètres. Parmi les nombreux bateaux qui se sont échoués le long de la côte on relève celui en 1833 de la frégate la Résolue dont l'équipage a pu être sauvé, en 1863 celui de la chaloupe de la Couronne, au Pied sablon où périssent 32 marins, en 1869, la goélette Jeanne Gabriel dont l'équipage a pu être sauvé.
Le port détruit du cap Lévi est réaménagé à partir de 1861 : le quai construit en 1786 est restauré et une nouvelle jetée, à l'ouest de l'ancienne, de 105 m de long est réalisée, achevée en 1866. Le port fut dragué et le quai allongé atteignant 120 m. De 1877 à 1880, une seconde jetée longue de 139 m est construite de l'autre côté de l'anse, à partir des rochers des Gradeys, afin de protéger l'entrée du port des houles d'ouest.
Le 8 juillet 1911, la ligne de chemin de fer de Cherbourg à Barfleur est inaugurée. À Fermanville, l'arrêt est marqué au Montéreire, avant de franchir la vallée du Nô par un viaduc ferroviaire de 242 m de long et 32 m de haut. Ce passage est alors un moment redouté par les passagers du train en raison de l'étroitesse — à peine 5 m — de l'ouvrage,.
Le 7 juillet 1932 le Prométhée, sous-marin de 1 500 tonnes, coule lors d'essais en mer, au large du cap Lévi, causant la mort de 62 marins, ouvriers et ingénieurs de l'arsenal de Cherbourg, de Schneider et d'Alsthom. Une croix commémorative de cet accident se trouve sur la pointe de Fréval, à l'extrémité est de l'anse de la Mondrée.

#### Seconde Guerre mondiale

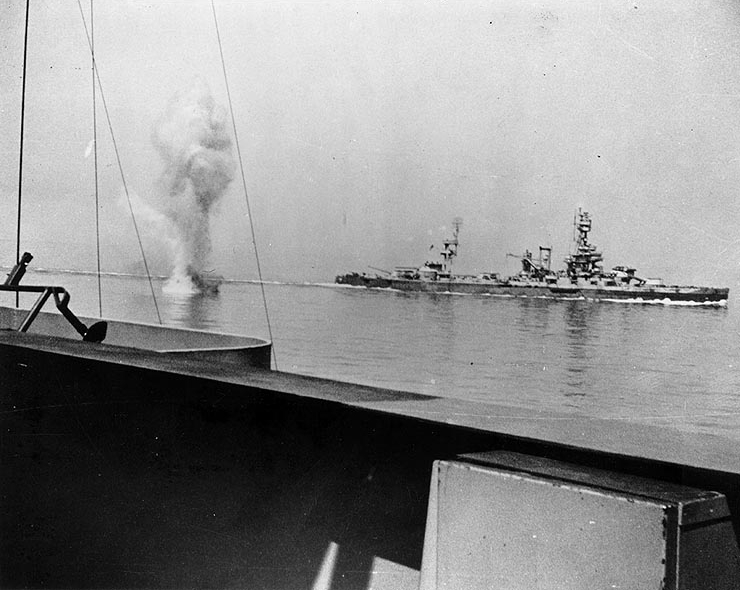
L' pris pour cible par la batterie Hamburg, le 25 juin 1944.

Le cap Lévi marquant l'extrémité orientale de la rade de Cherbourg, le territoire de Fermanville constitue un intérêt stratégique dans la défense du seul port en eau profonde de la région. En 1937, une batterie côtière, l'une des plus importantes du Cotentin, de quatre emplacements ouverts en encuvement équipés de canons de 17,4 cm, et d'un poste de direction de tir appelé aujourd'hui « l'observatoire », est construite sur la hauteurs de la pointe du Bruley (ou Brulay). Pendant la Seconde Guerre mondiale le site est réoccupé par les Allemands, qui arrivent à Fermanville le 19 juin 1940. Le conseil municipal et le maire Auguste Geffroy démissionnent en janvier 1941 « pour ne plus avoir à obéir aux Allemands ».
La batterie du Bruley, qu'ils rebaptisent Seeadler (« aigle de mer »), est abandonnée par les Allemands à partir de 1941 car, construite sur un terrain de landes rases, elle est beaucoup trop exposée aux attaques aériennes. En conséquence, les occupants construisent à partir de 1943 de nouvelles fortifications mieux protégées, mieux camouflées sur les hauteurs de Fermanville pour protéger Cherbourg : l'ensemble Osteck composé de quatre pièces de 240 mm dans les landes du Bruley, complété par un poste d'observation et de direction de tir à trois niveaux en surplomb de la voie de chemin de fer, la batterie Ostmark à la Judée (en référence à l'Ostmark), la batterie Hamburg aux Marettes (en référence à Hambourg) et un nouvel ensemble baptisé Seeadler, cette fois situé au cap Lévi, autour du sémaphore. D'autres points d'appui sont également répartis sur le reste du territoire de la commune, notamment au Val Bourgin, à Pied Sablon, à Fréval et à Fort Joret, où l'ancien fort français déclassé est détruit pour faire place à plusieurs bunkers. Pour ce faire, les Allemands avaient construit dès 1942 deux voies ferrées étroites entre la Mondrée et le Port Lévi d'une part et entre la gare et Gonneville, pour transporter des tonnes de gravier, de sable, et de ferrailles. Ces ouvrages défensifs sont construits par des prisonniers russes et des requis européens, africains ou indochinois, installés dans un camp entre Osteck et Hamburg, près du lieu-dit La Brasserie,. Selon l'historien de la marine américaine Samuel Eliot Morison, l'ensemble des batteries de Fermanville — et Hamburg en particulier —, constitue « la plus puissante fortification allemande de la péninsule du Cotentin ».
Après le débarquement allié le 6 juin 1944, les troupes américaines remontent le Cotentin en vue de prendre le port de Cherbourg, essentiel à l'approvisionnement. Le 25 juin, alors que les Américains encerclent Cherbourg, les Allemands dynamitent le phare du cap Lévi pour perturber la navigation de l'escadre alliée qui s'approche pour soutenir l'avancée terrestre, ainsi que le viaduc. Celui-ci reçoit également un obus de marine, tiré par l'une des unités de la flotte alliée, engagée dans un combat contre Hamburg. Malgré la reddition de Cherbourg le 26 juin, les Allemands défendent férocement Osteck et Hamburg, n'hésitant pas à faire feu sur la première depuis la seconde. Les combats cessent le 28 juin après des pourparlers entre le général Barton, commandant de la 4e division américaine, et le major Küppers, commandant d'Osteck.

#### Depuis 1945
Au sortir de la guerre, la reconstruction et réparation des bâtiments détruits ou endommagés par les combats, dont le phare et le viaduc, ainsi que le déminage des champs, commencent en juillet 1945.
Le viaduc est inauguré le 25 juin 1947 mais l'exploitation de la ligne est arrêtée le 30 septembre 1950. Le phare est reconstruit entre avril 1947 et juin 1948.
Pendant la seconde partie du XXe siècle, Fermanville bascule peu à peu d'un village agricole, tourné vers la pêche et l'élevage, à un village périurbain, grâce à la proximité de Cherbourg et à la transformation de l'ancienne voie ferrée en une route départementale, dont le prolongement traverse toute la commune en direction de Cosqueville et Barfleur. Le nombre d'exploitations agricoles chute, ainsi que le nombre de pêcheurs professionnels et les embarcations des deux ports du village sont désormais essentiellement destinées à la plaisance.
Inversement, la périurbanisation entraîne le développement de nouveaux lotissements en mitage entre les anciens hameaux, doublant la population fermanvillaise au cours du dernier quart du XXe siècle, pendant que de nombreuses maisons de granite deviennent des résidences secondaires.
Le 30 avril 1997, la gabare de la Marine nationale La Fidèle explose avec son équipage, alors qu'elle procédait à la destructuion en eau profonde de 1 400 grenades périmées au large du cap Lévi. Cette explosion entraîne la mort de cinq marins et en blesse dix-sept autres.

## Politique et administration

### Découpage territorial

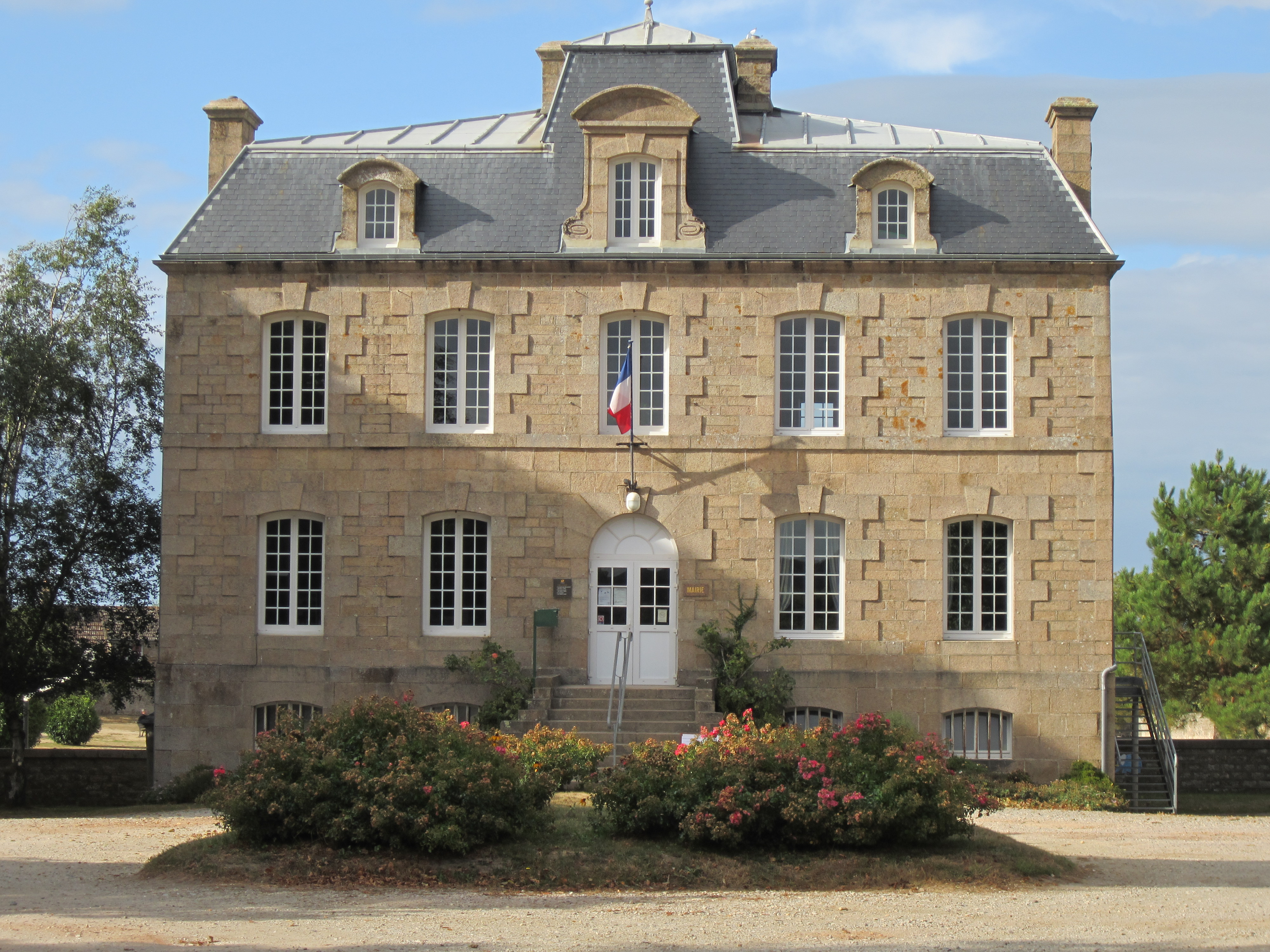
La mairie de Fermanville (en 2013).

La commune de Fermanville est créée à l'automne 1789 sur les bases de la paroisse. Elle est alors rattachée au canton de Saint-Pierre-Église, au district de Cherbourg dans le nouveau département de la Manche. Avant d'être rattachée à l'arrondissement de Cherbourg en 1811, Fermanville fait partie de celui de Valognes de 1800 à 1811.
Le 1er janvier 2017 est créée la communauté d'agglomération du Cotentin, qui regroupe 129 communes du Nord-Cotentin, dont Fermanville. Elle résulte de la fusion de neuf communautés de communes, dont celle de Saint-Pierre-Église à laquelle appartenait Fermanville depuis 1993.
Fermanville est située dans le département de la Manche, dans l'arrondissement de Cherbourg et dans le canton du Val-de-Saire, formé en 2015 par la fusion des cantons de Quettehou et de Saint-Pierre-Église, auquel appartenait Fermanville depuis 1790.
À la suite du redécoupage des circonscriptions législatives françaises de 2010, Fermanville fait partie de la quatrième circonscription de la Manche, dont la députée depuis 2017 est Sonia Krimi (LREM).

### Tendances politiques et résultats

#### Élections nationales
En 2002, les électeurs fermanvillais donnent 83,10 % de leurs suffrages à Jacques Chirac contre 16,90 % à Jean-Marie Le Pen lors du second tour de l'élection présidentielle. Le taux de participation est alors de 80,84 %. Lors du scrutin législatif suivant, Jean Lemière (UMP), élu, obtient 52,27 % des suffrages, et Bernard Cazeneuve (PS) 47,73 %. Le taux de participation est de 62,43 %.
Lors du second tour de l'élection présidentielle de 2007, Nicolas Sarkozy (UMP), élu, obtient 52,80 % des voix à Fermanville, et Ségolène Royal (PS), 47,20 %. Le taux de participation est de 86,34 %. Lors des élections législatives, Bernard Cazeneuve obtient au second tour 53,03 % des voix, et Jean Lemière 46,97 %. Le taux de participation est de 62,22 %.
En 2012, les électeurs fermanvillais donnent 57,89 % de leurs suffrages à François Hollande (PS) contre 42,11 % à Nicolas Sarkozy lors du second tour de l'élection présidentielle. Le taux de participation est de 84,13 %. Lors du scrutin législatif suivant, les Fermanvillais placent Bernard Cazeneuve, élu au premier tour, en tête de leurs suffrages, avec 47,55 % des voix, devant David Margueritte (UMP), 26,49 %. Le taux de participation est de 64,57 %.
Lors du second tour de l'élection présidentielle de 2017, Emmanuel Macron (LaREM), élu, obtient 68,85 % des voix à Fermanville, et Marine Le Pen (RN), 31,15 %. Le taux de participation est de 81,21 %. Lors des élections législatives, Sonia Krimi (dissidente LaREM) obtient au second tour 60,53 % des voix, et Blaise Mistler (LaREM) 39,47 %. Le taux de participation est de 42,05 %.
En 2019, à l'occasion des élections européennes, les électeurs fermanvillais donnent 24,10 % de leurs suffrages à la liste du Rassemblement national, devançant la liste de La République en marche et du Mouvement démocrate (19,09 %), la liste d'Europe Écologie (11,89 %) et la liste du Parti socialiste (10,33 %), seules listes à avoir obtenu plus de 10 % des voix. Le taux de participation est de 59,09 %.
En 2022, Fermanville se prononce à 62,44 % en faveur d'Emmanuel Macron (LaREM) contre 37,56 % pour Marine Le Pen (RN) lors du second tour de l'élection présidentielle. Le taux de participation est de 76,42 %. Lors du scrutin législatif suivant, la future députée NUPES (coalition de gauche) Anna Pic devance la députée sortante Sonia Krimi (Ensemble, coalition de la majorité présidentielle), avec 50,59 % des voix, contre 49,41 %. Le taux de participation est de 55,58 %.

#### Élections locales
Lors des élections municipales et communautaires, les listes conduites par Nicole Belliot-Delacour (maire depuis 2008) battent celles conduites par Marcel Renouf par 53,47 % contre 46,52 % en 2014, puis par 62,10 % contre 37,90 % en 2020. Marcel Renouf voit son élection au conseil municipal invalidée par le conseil d'État en mai 2015, notamment pour son statut de préfet hors cadre ; entre-temps, il est devenu administrateur supérieur de Wallis-et-Futuna.
Lors des dernières élections départementales en 2015, le binôme Christine Lebacheley-Jean Lepetit (DVD), élu, obtient au second tour 68,96 % des voix à Fermanville, et Marie-Françoise Gancel-Stéphane Lemarquand (FN), 31,04 %. Le taux de participation est de 31,04 %
Lors des dernières élections régionales en 2015, la liste conduite par Nicolas Mayer-Rossignol (PS) obtient au second tour 45,17 % des voix à Fermanville, la liste conduite par Hervé Morin (UMP) (élue), 28,43 %, et la liste conduite par Nicolas Bay (FN), 26,41 %. Le taux de participation est de 64,26 %

### Administration municipale
Le conseil municipal compte quinze élus. La maire, Nicole Belliot-Delacour, est entourée de quatre adjoints. Parmi les conseillers municipaux, douze font partie de la majorité (liste Vivons Fermanville), trois de l'opposition (liste Un nouvel élan pour Fermanville).

### Liste des maires
| Période | Période       | Identité                   | Étiquette | Qualité                                      |
| --- | ------------- | -------------------------- | --------- | -------------------------------------------- |
| 1792 | 1793          | Jacques Levallois          |           |                                              |
| 1793 | 1804          | Pierre Gallien             |           |                                              |
| 1804 | 1806          | François Raoult            |           |                                              |
| 1806 | 1807          | Jacques Lavieille          |           |                                              |
| 1807 | 1815          | Pierre Gallien             |           |                                              |
| avril 1815 | juillet 1815  | François Raoult            |           |                                              |
| juillet 1815 | novembre 1815 | Pierre Gallien             |           |                                              |
| 1815 | 1816          | Bernardin Vindard          |           |                                              |
| 1816 | 1822          | Gilles Raoult              |           |                                              |
| 1823 | 1825          | Bernardin Vindard          |           |                                              |
| 1825 | 1830          | Marin Houyvet              |           |                                              |
| 1830 | 1840          | Pierre Gallien             |           |                                              |
| 1840 | 1843          | Jacques-François Lavieille |           |                                              |
| 1843 | 1848          | Louis Raoult               |           |                                              |
| 1848 | 1853          | André Levallois            |           |                                              |
| 1853 | 1861          | Matthias Renouf            |           |                                              |
| 1861 | 1866          | Bon Houyvet                |           |                                              |
| 1866 | 1884          | Jean-Baptiste Levallois    |           |                                              |
| 1884 | 1908          | François Fatôme            |           |                                              |
| 1908 | 1914          | Levallois                  |           |                                              |
| 1914 | 1926          | F. Fatôme                  |           |                                              |
| 1926 | 1941          | Auguste Geffroy            |           | Démissionne en janvier 1941                  |
| janvier 1945 | mai 1945      | Blouet                     |           | Maire provisoire                             |
| 1945 | 1962          | Auguste Laronche           |           |                                              |
| 1962 | 1971          | Eugène Léonard             |           |                                              |
| 1971 | 1977          | Jules Houllegatte          |           | Exploitant agricole                          |
| 1977 | 1983          | André Mouchel              | DVG       | Médecin radiologue                           |
| 1983 | 1997          | Julien Trebel              |           | Général                                      |
| 1997 | 2008          | Eugène Levieux             |           | Retraité de l'arsenal de Cherbourg           |
| 2008 | En cours      | Nicole Belliot-Delacour,   |           | Cadre administrative à la CUC puis retraitée |
| Une partie des données est issue des listes établies par Paul Ingouf-Knocker, issue de l'ouvrage Fermanville, commune du Cotentin, et par Jean Pouëssel et Jean-François Halley, issue de l'ouvrage 601 communes et lieux de vie de la Manche. |               |                            |           |                                              |

### Finances locales
La commune de Fermanville est enregistrée au répertoire des entreprises sous le code SIREN 215 001 785. Son activité est enregistrée sous le code APE 84.11Z, correspondant aux administrations publiques générales. Elle fait partie de la strate des communes de 500 à 2 000 habitants.
En 2019, le budget communal principal s'équilibre à 1 502 000 € dont 1 122 000 € en section de fonctionnement et 380 000 € en investissement. La part d'impôts locaux dans les produits de fonctionnement s'établit à 35,28 %, contre 40,49 % pour la strate de communes équivalentes.
Le tableau suivant compare les taux d'imposition locaux à ceux des autres communes de la même strate fiscale en 2018. Les taux des taxes ci-dessous sont votés par la municipalité de Fermanville. La taxe d'habitation s'établit à 14,59 % pour la troisième année consécutive après une nette baisse en 2017 par rapport à 2016 (18,27 %), la taxe foncière sur le bâti à 20,44 % pour la troisième année consécutive après une nette hausse en 2017 par rapport à 2016 (14,70 %) et celle sur le non bâti à 26,30 pour la troisième année consécutive après une nette hausse en 2017 par rapport à 2016 (21,69 %). Ce dernier taux demeure très inférieur à la moyenne de la strate (43,70 %).
Le montant de la taxe d'habitation, indicateur de fiscalité directe, s'établit en 2019 à 153 €/habitant, contre 144 € en moyenne pour les communes de même importance.
|                                                                                               | Fermanville (%) | Strate (%) | Écart                           |
| --------------------------------------------------------------------------------------------- | --------------- | ---------- | ------------------------------- |
| Taxe d'habitation                                                                             | 14,59           | 12,40      | Picto cercle bleu : écart moyen |
| Taxe foncière sur le bâti                                                                     | 20,44           | 15,41      | Picto cercle bleu : écart moyen |
| Taxe foncière sur le non bâti                                                                 | 26,30           | 43,64      | Picto disque bleu : écart fort  |
| Écart par rapport à la moyenne de la strate : · de 0 à 10 % ; de 10 à 30 % ; supérieur à 30 % |                 |            |                                 |

### Jumelages
| Ville | Ville   | Pays | Pays   | Période              |
| ----- | ------- | ---- | ------ | -------------------- |
|       | Gondrin |      | France | depuis le 6 mai 2000 |

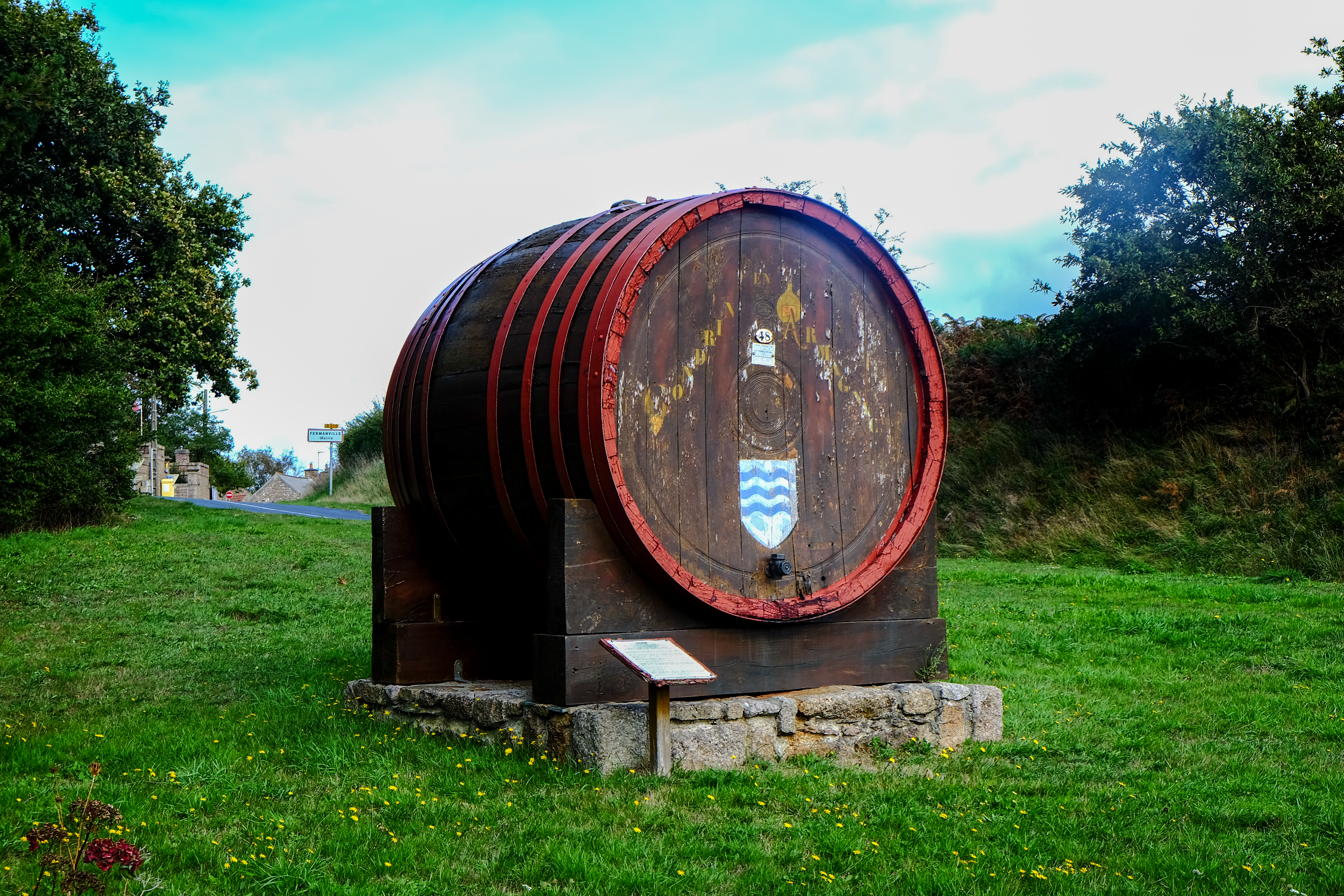
Le foudre d'armagnac de Gondrin, au carrefour de la RD 116 et de la RD 210.

Fermanville est jumelée avec la commune de Gondrin, dans le département du Gers, depuis le 6 mai 2000. Ce jumelage donne lieu chaque année à des échanges et festivités entre Gondrinois et Fermanvillais.
En 2004, la commune de Gondrin offre à celle de Fermanville un foudre servant au vieillissement de l'armagnac produit en Gascogne. Ce tonneau est installé au carrefour des RD 116 et 210, à quelques dizaines de mètres de la mairie. En 2019, Fermanville offre à Gondrin une bouée cardinale ouest, réplique de la bouée La Pierre noire mouillée au large du cap Lévi, signalant les récifs de Biéroc, le raz du cap Lévi et le rocher submergé de la Pierre noire.

## Équipements et services publics

### Eau et déchets

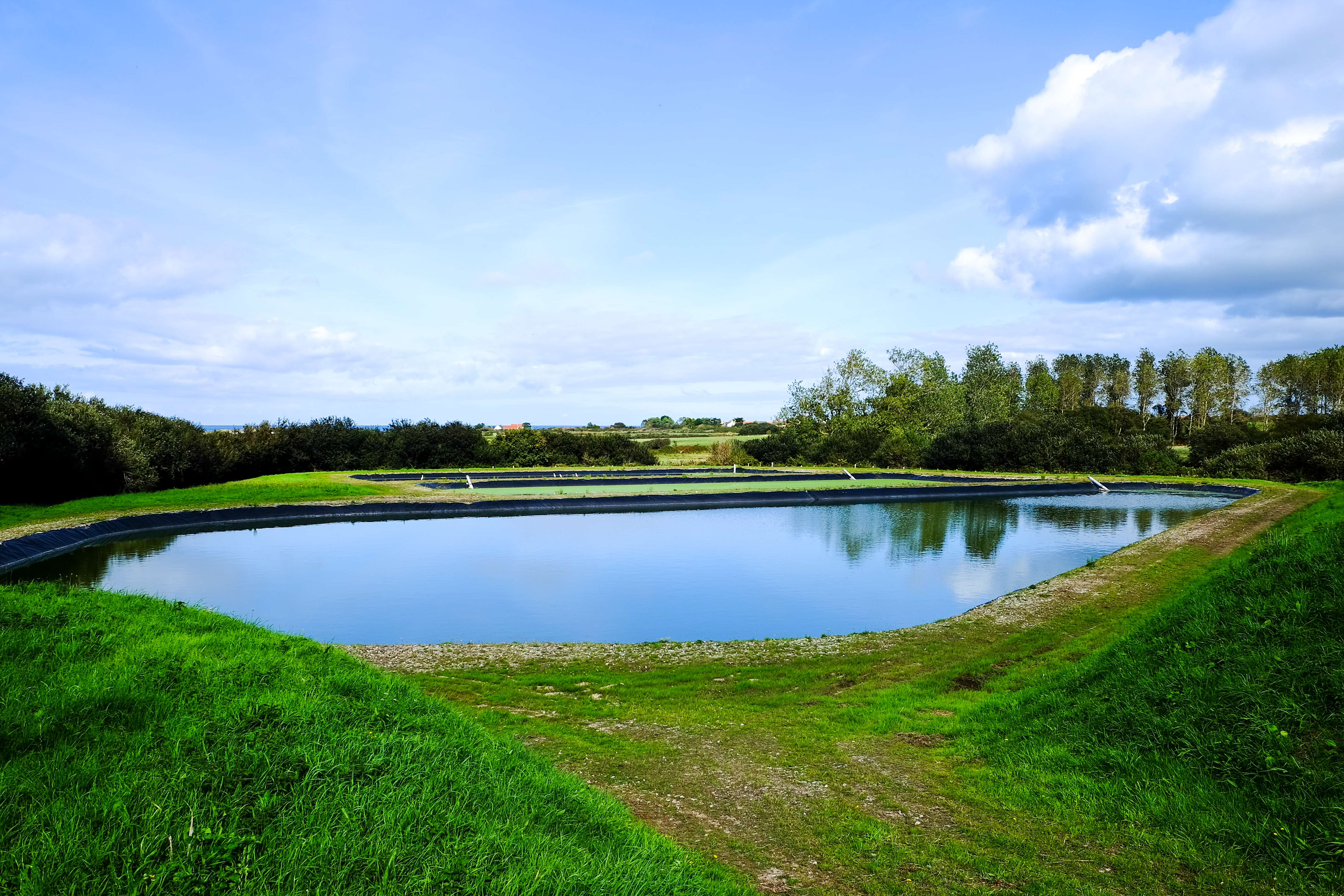
La station d'épuration en lagunage des Casernes.

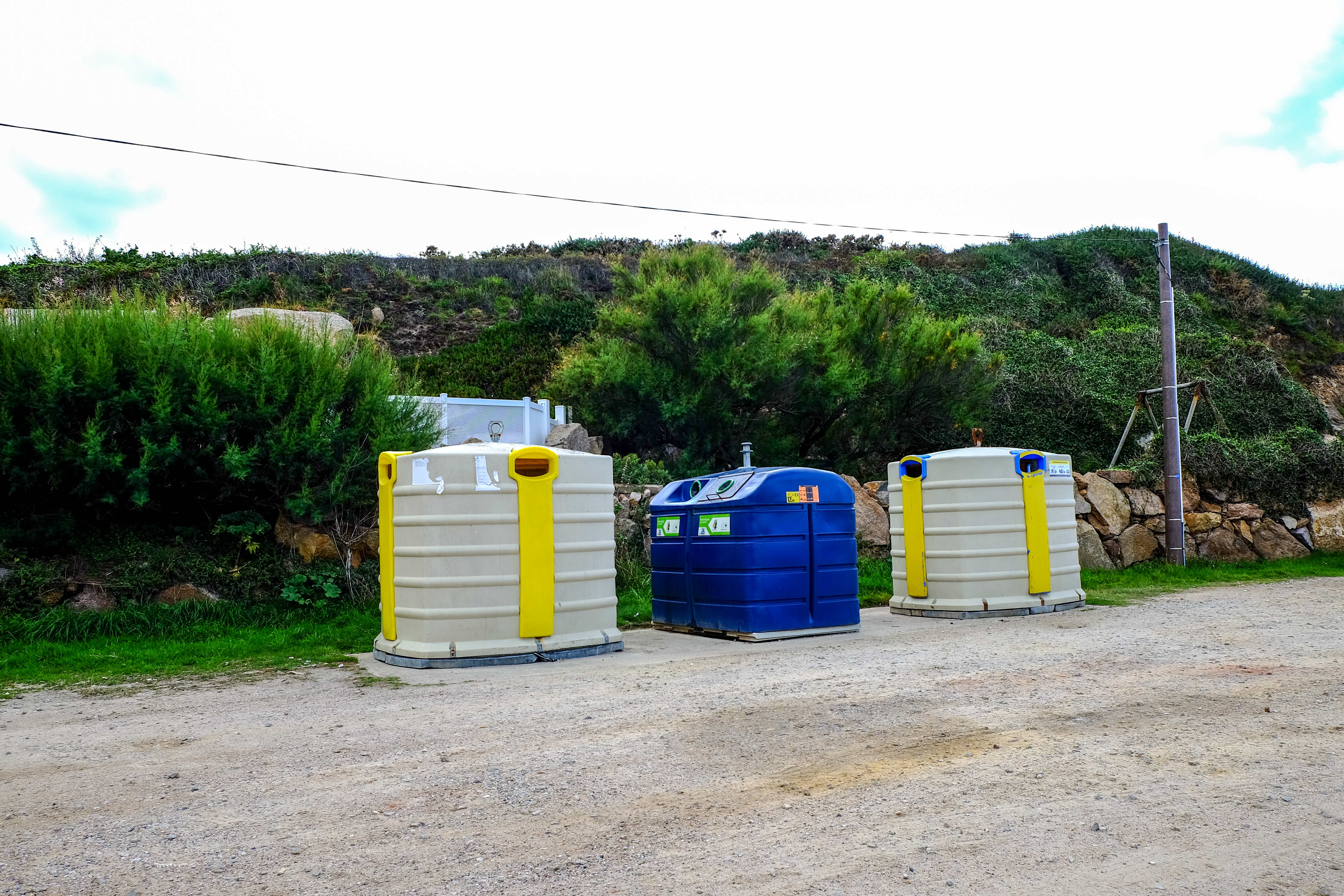
Le point d'apport volontaire du port Pignot.

L'approvisionnement en eau potable, l'assainissement des eaux usées et la collecte des déchets est assurée par la Communauté d'agglomération du Cotentin.
Fermanville est approvisionnée en eau potable par deux stations de pompage situées à Clitourps et au Theil, gérées en délégation de service public pour le compte de la CAC. En 2018, la qualité microbiologique de l'eau au robinet et la qualité physico-chimique de l’eau au robinet sont de 100 %, et l'indice d'avancement de la protection de la ressource en eau est de 80 %.
Une station d'épuration en lagunage existe à Fermanville depuis 1998, en bordure de la RD 116 à la frontière avec Cosqueville. D'une capacité de 400 équivalent-habitants, elle traite les eaux usées des hameaux de La Heugue, Inthéville, Fréval et le Tot-de-Bas. Le PLU adopté en 2014 prévoyait la construction d'une seconde station de lagunage en contrebas des hameaux du Perrey et du Val Bourgin pour traiter les effluents des hameaux anciens du centre du village : le Tot-de-Haut, le Montéreire, le Planitre, la Judée, Inglemare. Toutefois, cette station est située en amont du port du cap Lévi et de la zone Natura 2000 « Récifs et marais arrière-littoraux du cap Lévi à la pointe de Saire » ; une évaluation des incidences devait donc avoir été conduite, ce qui n'a pas été le cas. Cela a conduit une association de Fermanvillais à contester le PLU devant le tribunal administratif. En 2020, la procédure est toujours en cours. Le secteur de l'anse du Brick est, pour sa part, raccordé au système d'assainissement de Cherbourg-en-Cotentin. Les autres secteurs sont en assainissement autonome.
Le ramassage des ordures ménagères est assuré chaque semaine à deux reprises par la Communauté d'agglomération du Cotentin. Six points d'apport volontaires sont répartis sur la commune pour assurer la collecte des emballages plastiques, métalliques et cartons recyclables : au Tot-de-Haut, à Fréval, aux Aubiers, place Marie-Ravenel, au port Pignot et sur la route départementale 116 entre Fréval et Les Casernes. La déchèterie intercommunale de Varouville permet de collecter les déchets encombrants et autres déchets spécifiques. En 2018, les 15 déchèteries du territoire du Cotentin ont recueilli 384 kg de déchets par an et par habitant, contre 198 kg au niveau national.

### Enseignement

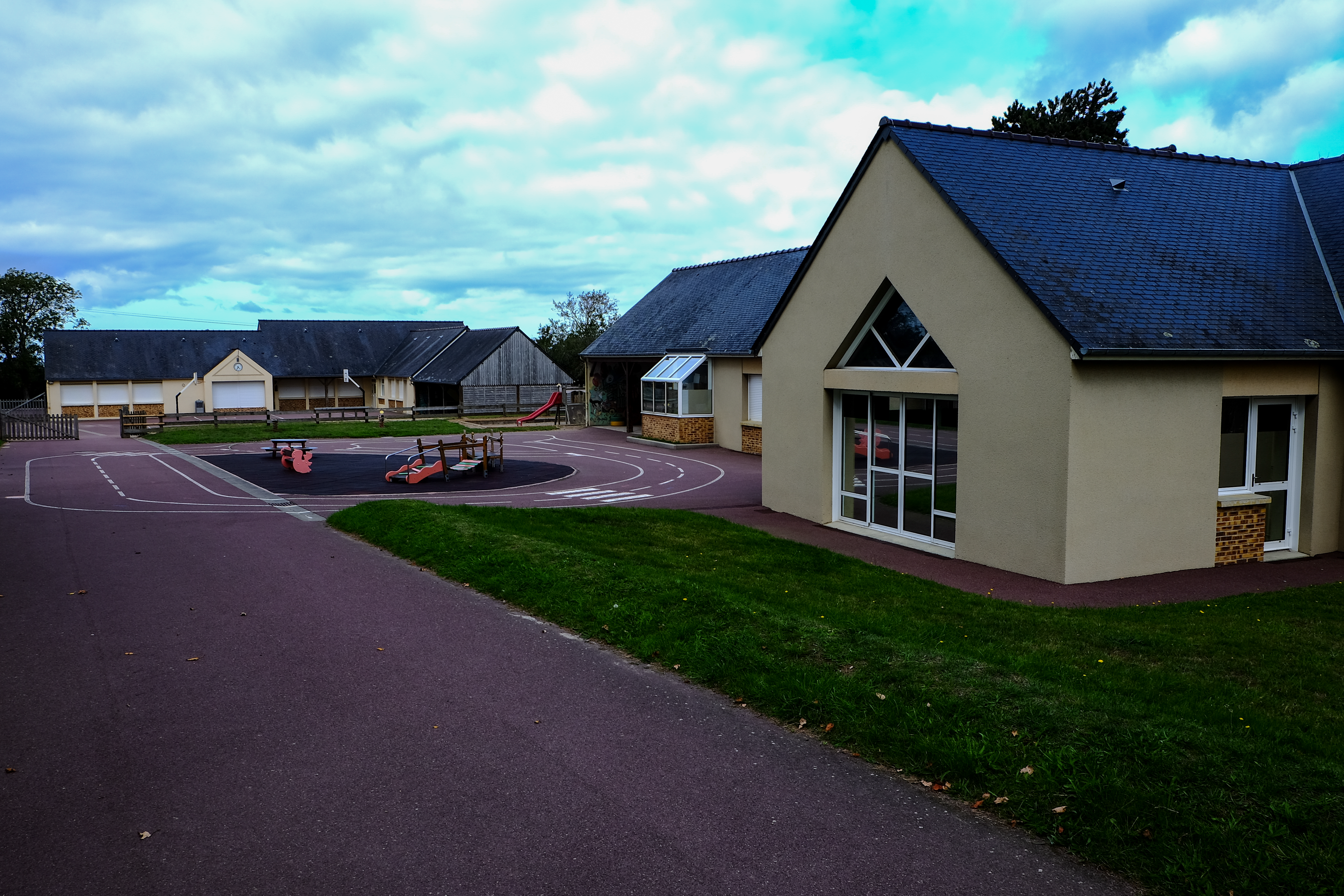
L'école Eugène-Mahaut.

Fermanville est rattachée à l'académie de Caen, devenue l'académie de Normandie en 2020. La seule école de la commune, l'école Eugène-Mahaut, est un établissement scolaire public maternel et primaire. Elle accueille chaque année une centaine d'élèves de Fermanville et des communes voisines. Elle remplace en 1990 l'ancienne mairie-école située au Mont-Varin.
Les deux collèges les plus proches se trouvent à Saint-Pierre-Église : le collège public Gilles-de-Gouberville (collège de secteur) et le collège privé Notre-Dame.
Les lycées les plus proches sont à Cherbourg : les lycées généraux et technologiques Alexis-de-Tocqueville, Jean-François-Millet et Victor-Grignard dans le public, ainsi que le lycée général et technologique Thomas-Hélye dans le privé. L'enseignement professionnel est assuré par trois établissements publics (Edmond-Doucet, Sauxmarais et le lycée professionnel maritime et aquacole Daniel-Rigolet) et deux établissements privés (Ingénieur-Cachin et La Bucaille).
Le service de transport scolaire est assuré par la Communauté d'agglomération du Cotentin.

### Postes et télécommunications

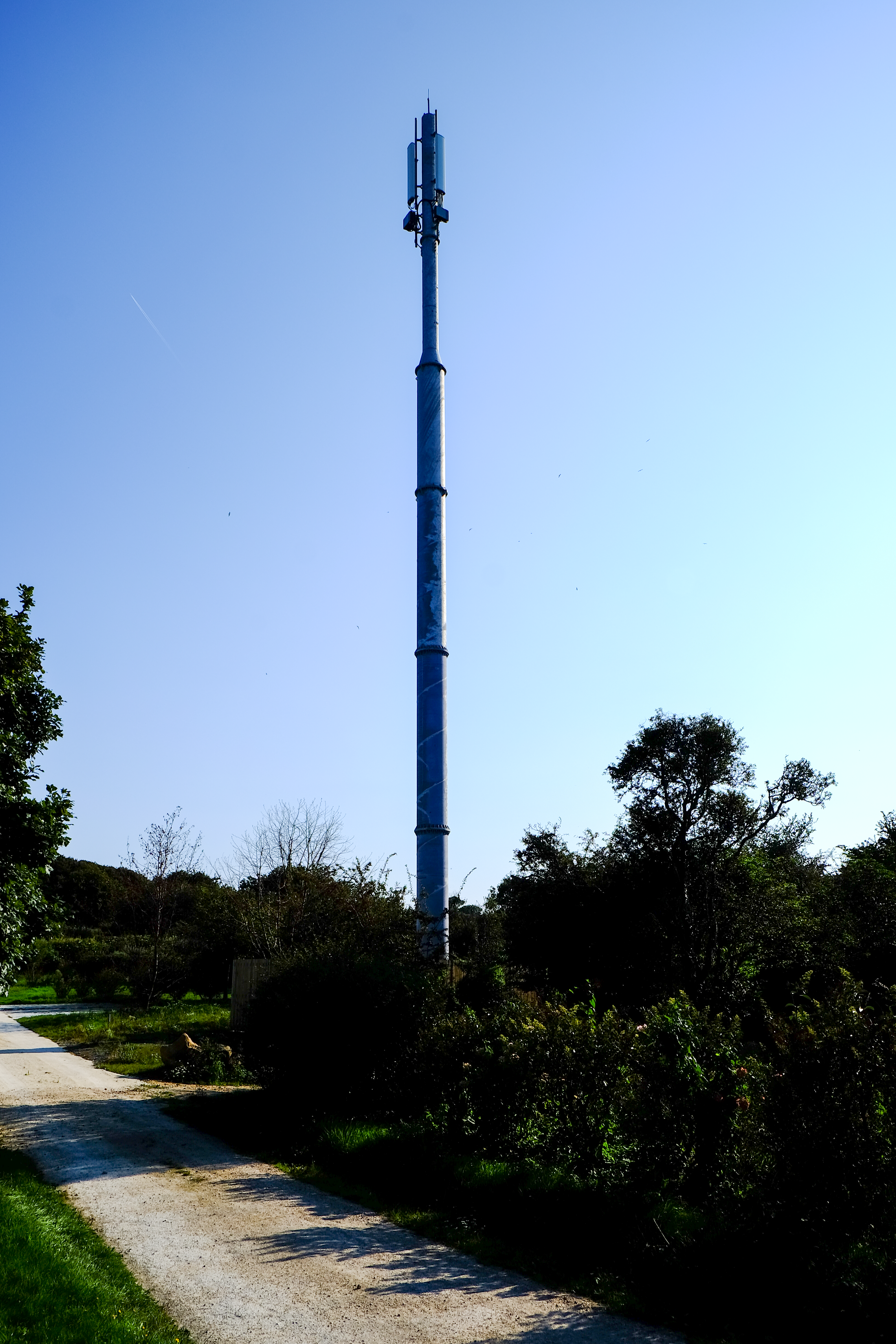
Le pylône de télécommunication des Aubiers.

Le bureau de poste du Tot-de-Haut ferme dans les années 1990 et une agence postale communale est alors créée à la mairie.
Depuis le 31 juillet 2020, la zone comprise entre Pied Sablon et la vallée des Moulins — à l'exception de quelques habitations — est éligible à la fibre optique. L'anse du Brick devrait être raccordée en 2023, selon Manche numérique, le syndicat mixte chargé de l'aménagement numérique du département de la Manche. En revanche, les études n'ont pas encore été effectuée pour l'est du village.
La mauvaise couverture de téléphonie mobile entraîne l'installation, en septembre 2019, d'un pylone de 37 m de hauteur au hameau des Aubiers.

### Santé

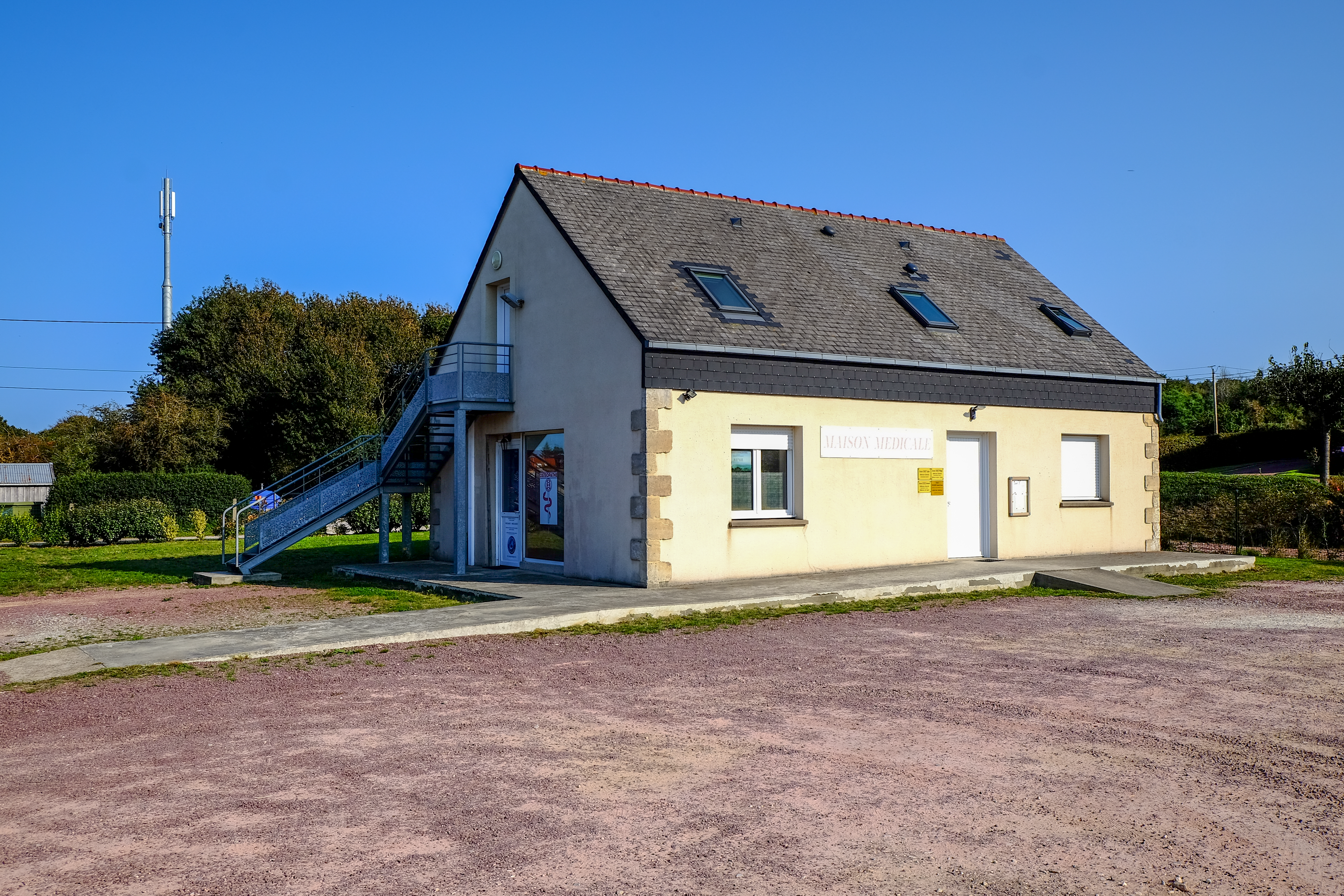
La maison médicale de Fermanville.

Fermanville compte une maison médicale accueillant quatre médecins généralistes.
Les pharmacies les plus proches se trouvent à Saint-Pierre-Église. Les services hospitaliers de Cherbourg — le site Louis Pasteur du centre hospitalier public du Cotentin compte 711 lits et la polyclinique du Cotentin 125 — assurent l'essentiel des soins hospitaliers du Nord-Cotentin,, tandis que les cas les plus graves peuvent être transférés au CHU de Caen, distant de 125 km de Fermanville.

### Justice et sécurité
Du ressort de la cour d'appel de Caen, Fermanville relève de Cherbourg-en-Cotentin pour toutes les juridictions de l'ordre judiciaire, de Caen pour le tribunal administratif et de Nantes pour la cour administrative d'appel.
Saint-Pierre-Église abrite une brigade de gendarmerie ainsi qu'un centre d'intervention et de secours (CIS) non professionnalisé regroupant 32 sapeurs-pompiers volontaires, rattaché à la compagnie de Cherbourg.
Les nombreux naufrages ou échouements survenus dans les parages justifièrent l'implantation en 1870 d'un poste de secours. Une station de sauvetage en mer de la SCSN est établie au port du cap Lévi en 1887, avec le canot de sauvetage l'Élise et Sophie. Elle cesse ses activités en 1956. La SNSM arme un canot pneumatique de 7,5 m à la Mondrée en 1995, transféré ensuite au port Pignot. Depuis 2014, la station SNSM de Fermanville est équipée d'une vedette légère de 9 m propulsée par un moteur de 130 ch.

## Population et société

### Démographie

#### Évolution démographique
L'évolution du nombre d'habitants est connue à travers les recensements de la population effectués dans la commune depuis 1793. Pour les communes de moins de 10 000 habitants, une enquête de recensement portant sur toute la population est réalisée tous les cinq ans, les populations de référence des années intermédiaires étant quant à elles estimées par interpolation ou extrapolation. Pour la commune, le premier recensement exhaustif entrant dans le cadre du nouveau dispositif a été réalisé en 2006.
En 2022, la commune comptait 1 291 habitants, en évolution de +0,39 % par rapport à 2016 (Manche : −0,31 %, France hors Mayotte : +2,11 %).
| 1793  | 1800  | 1806  | 1821  | 1831  | 1836  | 1841  | 1846  | 1851  |
| ----- | ----- | ----- | ----- | ----- | ----- | ----- | ----- | ----- |
| 1 493 | 1 527 | 1 782 | 2 017 | 1 967 | 2 062 | 2 009 | 2 125 | 2 206 |

| 1856  | 1861  | 1866  | 1872  | 1876  | 1881  | 1886  | 1891  | 1896  |
| ----- | ----- | ----- | ----- | ----- | ----- | ----- | ----- | ----- |
| 2 029 | 2 046 | 1 950 | 1 780 | 1 722 | 1 508 | 1 347 | 1 334 | 1 278 |

| 1901  | 1906  | 1911  | 1921  | 1926 | 1931 | 1936 | 1946 | 1954 |
| ----- | ----- | ----- | ----- | ---- | ---- | ---- | ---- | ---- |
| 1 150 | 1 108 | 1 155 | 1 081 | 980  | 944  | 871  | 834  | 831  |

| 1962 | 1968 | 1975 | 1982 | 1990  | 1999  | 2006  | 2011  | 2016  |
| ---- | ---- | ---- | ---- | ----- | ----- | ----- | ----- | ----- |
| 810  | 724  | 708  | 992  | 1 271 | 1 408 | 1 420 | 1 391 | 1 286 |

| 2021  | 2022  | - | - | - | - | - | - | - |
| ----- | ----- | - | - | - | - | - | - | - |
| 1 282 | 1 291 | - | - | - | - | - | - | - |

La hausse de la démographie de Fermanville à partir des années 1780 et au cours du XIXe siècle correspond à un certain afflux de population en relation avec la construction des digues de la rade de Cherbourg. Totalement artificielle, cette rade nécessitait l'apport de blocs de granites extraits de carrières de part et d'autre du cap Lévi. La commune connaît ensuite un long exode rural d'une centaine d'années, enrayé par un phénomène de périurbanisation à partir des années 1970 grâce à la proximité de Cherbourg. Ainsi, entre 1975 et 1999, la population a doublé.
|                                           | 1968 - 1975 | 1975 - 1982 | 1982 - 1990 | 1990 - 1999 | 1999 - 2007 | 2007 - 2012 | 2012 - 2017 |
| Taux de variation annuel de la population | + 0,3       | + 4,9       | + 3,1       | + 1,1       | + 0,1       | - 0,4       | - 1,6       |
| Solde naturel                             | - 0,8       | - 0,1       | + 0,4       | + 0,5       | + 0,1       | + 0,3       | - 0,2       |
| Solde migratoire                          | + 0,4       | + 5,0       | + 2,8       | + 0,7       | + 0,0       | - 0,7       | - 1,4       |

#### Pyramide des âges
La population de la commune est relativement âgée.
En 2018, le taux de personnes d'un âge inférieur à 30 ans s'élève à 24,4 %, soit en dessous de la moyenne départementale (31,2 %). À l'inverse, le taux de personnes d'âge supérieur à 60 ans est de 38,4 % la même année, alors qu'il est de 31,6 % au niveau départemental.
En 2018, la commune comptait 611 hommes pour 663 femmes, soit un taux de 52,04 % de femmes, légèrement supérieur au taux départemental (51,21 %).
Les pyramides des âges de la commune et du département s'établissent comme suit.
| Hommes | Classe d’âge | Femmes |
| ------ | ------------ | ------ |
| 0,7    | 90 ou +      | 2,3    |
| 9,0    | 75-89 ans    | 10,8   |
| 26,9   | 60-74 ans    | 26,9   |
| 25,5   | 45-59 ans    | 22,9   |
| 12,1   | 30-44 ans    | 13,8   |
| 10,7   | 15-29 ans    | 9,9    |
| 15,0   | 0-14 ans     | 13,3   |

| Hommes | Classe d’âge | Femmes |
| ------ | ------------ | ------ |
| 1      | 90 ou +      | 2,6    |
| 8,8    | 75-89 ans    | 12,1   |
| 20,3   | 60-74 ans    | 20,8   |
| 20,7   | 45-59 ans    | 19,8   |
| 17     | 30-44 ans    | 15,9   |
| 15,5   | 15-29 ans    | 13,4   |
| 16,7   | 0-14 ans     | 15,4   |

### Manifestations culturelles et festivités
Le troisième dimanche de juin est organisé chaque année Campagn'Art, manifestation d'art dans les trois hameaux de la Judée, du Hameau Carré et du Haut de Fermanville. Les habitants de ces hameaux ouvrent leur jardins à une centaine d'artistes, qui exposent gratuitement leurs œuvres. Campagn'Art attire en moyenne chaque année 5 000 visiteurs.
Le marché du terroir qui se tenait tous les vendredis soir en période estivale sur la place Marie-Ravenel est remplacé en mai 2020, en raison de la pandémie de Covid-19, en un marché dominical de producteurs locaux réparti entre les hameaux du Tot-de-Haut, du Val Bourgin et du Montéreire. De la restauration, des animations musicales et culturelles ont lieu chaque dimanche.
L'association Les Patoisants du Val de Saire se réunit toutes les deux semaines à Fermanville pour faire vivre la langue normande et donne régulièrement des concerts en costumes traditionnels dans les communes du Val de Saire.

### Sports et loisirs

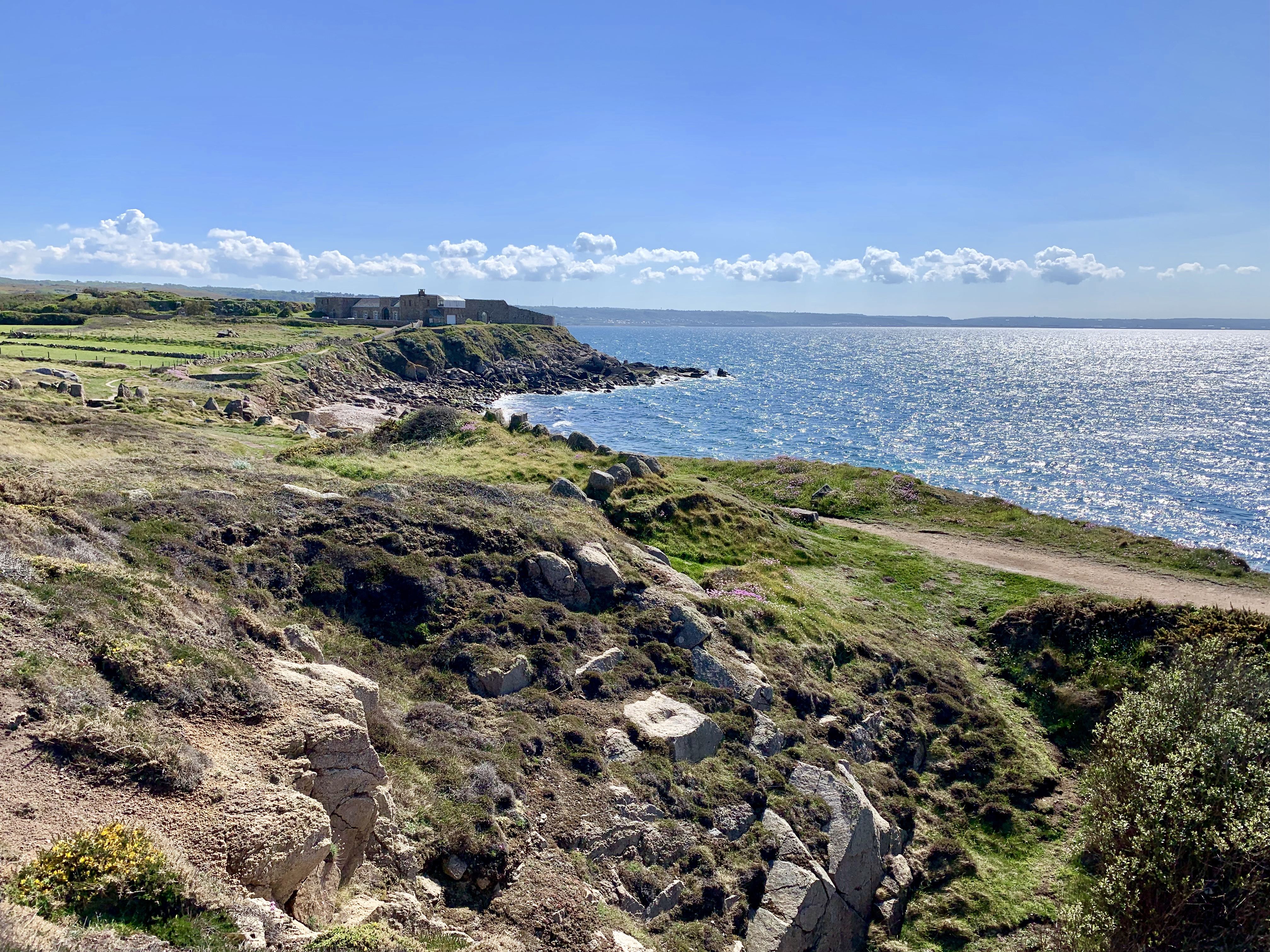
Le GR 223 à l'approche du fort du cap Lévi.

À la suite de l'installation de la mairie dans le château Houyvet bâti au XIXe siècle, le parc du château a été transformé en plateau sportif, accueillant un skate park, un terrain de football et de basketball et un terrain de pétanque.
Une partie du site de la batterie Osteck, dans les landes du Bruley, a été aménagée en terrain de moto-cross, géré depuis 1981 par l'association Les Condors de Fermanville.
Trois sentiers de randonnée traversent la commune. Le GR 223 — communément appelé le « Sentier des douaniers » — longe la côte normande depuis Honfleur jusqu'au Mont Saint-Michel ; le fort du cap Lévi est l'une des vingt-trois étapes du sentier dans le département de la Manche et la section du sentier autour du cap Lévi est une des plus prisée de la région. Le GRP « Tour du Val de Saire » relie Fermanville à Barfleur depuis la plage de la Mondrée, en passant par la vallée des Moulins et l'intérieur des terres. Le PR 48 permet de faire le tour de Fermanville, au départ de la place Marie-Ravenel via la vallée des Moulins, Inthéville, la Mondrée, le cap Lévi et le Tot-de-Haut. Chaque mois, des randonnées de groupes sont organisées.
Le trail « L'Odyssée du Tue-Vaques » est organisé tous les troisièmes samedis de septembre depuis 2003 sur les sentiers de randonnées de Fermanville et des communes voisines. Au départ de la place Marie-Ravenel, au débouché de la vallée des Moulins, il offre trois parcours de huit, quinze et trente kilomètres. En 2019, le trail du Tue-Vaques a enregistré sept-cents coureurs.
Le centre équestre « Pony Express du Cotentin » est installé depuis 2001 sur un terrain jouxtant la RD 116.

### Vie associative
Fermanville compte vingt associations portant sur les secteurs culturels, sportifs, plaisanciers et autres.
Les associations des usagers des ports Lévi, Pignot et des mouillages de la Saline et de Tocquebœuf organisent la gestion des ports en lien avec le conseil départemental, ainsi que l'entretien des installations et l'attribution des mouillages pour les pêcheurs et les plaisanciers.
L'association Les Ateliers du Val de Saire propose des cours d'anglais et de tricot à Fermanville, en plus des cours de théâtre et de danses organisés à Saint-Pierre-Église.

### Cultes

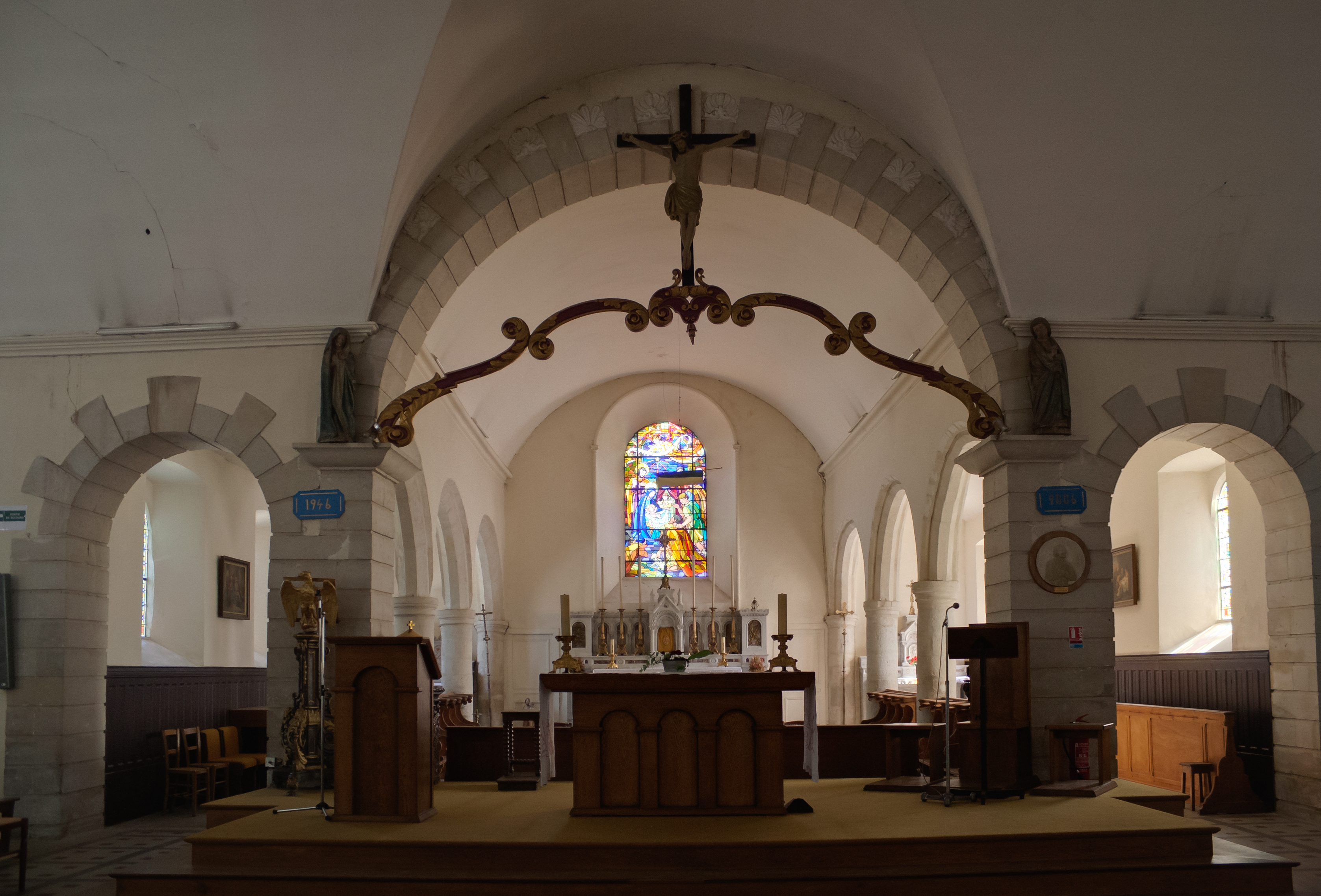
L'autel et le chœur de l'église Saint-Martin de Fermanville.

La paroisse catholique de Fermanville fusionne en juin 1998 avec ses voisines pour former la paroisse Notre-Dame du Val-de-Saire, en raison de la baisse du nombre de prêtres. Cette nouvelle paroisse est rattachée au doyenné du Valognais, qui dépend du diocèse de Coutances et Avranches.
Il n'existe pas de lieu de culte d'autres religions à Fermanville. Les cultes protestants et musulmans se pratiquent à Cherbourg et la synagogue la plus proche se trouve à Caen.

### Médias
Ouest-France (édition de Cherbourg) et La Presse de la Manche sont les deux quotidiens régionaux diffusés à Fermanville, auxquels s'ajoute l'édition cherbourgeoise de l'hebdomadaire La Manche libre, publiée le samedi.

## Économie

### Revenus de la population et fiscalité
En 2018 (données Insee publiées en janvier 2021), la commune comptait 606 ménages fiscaux, 1 287 personnes dans les ménages fiscaux, et un revenu fiscal médian déclaré par unité de consommation de 23 960 €, ce qui plaçait Fermanville au 5 961e rang parmi les 31 330 communes de plus de 49 ménages en métropole.

### Emploi
En 2017, la population âgée de 15 à 64 ans s'élève à 734 personnes, parmi lesquelles on compte 63,5 % d'actifs ayant un emploi et 7,7 % de chômeurs, soit un taux d'activité de 71,2 %, le taux de chômage étant de 10,8 % de la population active.
On compte alors 110 emplois dans la zone d'emploi, contre 138 en 2007. Le nombre d'actifs ayant un emploi résidant dans la zone d'emploi étant de 476, l'indicateur de concentration d'emploi est de 23,1 %, ce qui signifie que la zone d'emploi offre environ un peu moins d'un emploi pour quatre habitants actifs. La grande majorité des actifs fermanvillais travaille dans l'agglomération cherbourgeoise, ainsi que dans le secteur de Beaumont-Hague (activités liées au nucléaire notamment), Saint-Pierre-Église, voire Valognes.

### Entreprises et commerces
Au 31 décembre 2015, Fermanville compte 68 établissements : dix dans l’agriculture-sylviculture-pêche, cinq dans l'industrie, sept dans la construction, trente-six dans le commerce-transports-services divers et dix sont relatifs au secteur administratif.
|                                                              | Total | % com (% dep) | 0 salarié | 1 à 9 salarié(s) | 10 à 19 salariés | 20 à 49 salariés | 50 salariés ou plus |
| ------------------------------------------------------------ | ----- | ------------- | --------- | ---------------- | ---------------- | ---------------- | ------------------- |
| Ensemble                                                     | 68    | 100,0 (100)   | 59        | 6                | 2                | 1                | 0                   |
| Agriculture, sylviculture et pêche                           | 10    | 14,7 (15,8)   | 8         | 1                | 0                | 1                | 0                   |
| Industrie                                                    | 5     | 7,4 (5,7)     | 5         | 0                | 0                | 0                | 0                   |
| Construction                                                 | 7     | 10,3 (8,6)    | 6         | 1                | 0                | 0                | 0                   |
| Commerce, transports, services divers                        | 36    | 52,9 (55,7)   | 33        | 3                | 0                | 0                | 0                   |
| dont commerce et réparation automobile                       | 4     | 5,9 (16,7)    | 4         | 0                | 0                | 0                | 0                   |
| Administration publique, enseignement, santé, action sociale | 10    | 14,7 (14,1)   | 7         | 1                | 2                | 0                | 0                   |

En 2019, quatre entreprises sont créées à Fermanville, dont trois dans le commerce de gros et de détail, transports, hébergement et restauration.

#### Secteur primaire
Fermanville fait partie de la petite région agricole du Val de Saire. Le secteur primaire représente 14,7 % des établissements de la commune, légèrement inférieur à la moyenne départementale (15,8%).
La surface agricole utilisée en 2010 est de 159 ha, soit 13,7 % du territoire communal. Ce chiffre est en forte baisse depuis les années 1980, la SAU en 1988 étant de 471 ha. Dans le même intervalle, le nombre d'exploitations est passé de trente à huit. L'essentiel de ces terres est consacré à l'élevage bovin et ovin,.
La commune est située dans les aires de production de trois produits bénéficiant d'une appellation d'origine protégée et appellation d'origine contrôlée et trois produits bénéficiant d'une indication géographique protégée : le « camembert de Normandie » (AOP-AOC), le « cidre du Cotentin » (AOP-AOC), le « cidre de Normandie » (IGP), le « porc de Normandie » (IGP), les « prés salés du Mont-Saint-Michel » (AOP-AOC) et les « volailles de Normandie » (IGP).
Deux marins pêcheurs exercent depuis le port du cap Lévi. Une ostréicultrice exploite de 2002 à 2018 un gisement de pleine mer dans l'anse de la Mondrée, distribuant ses huîtres dans les restaurants de la région et de Paris,.

#### Secteur touristique

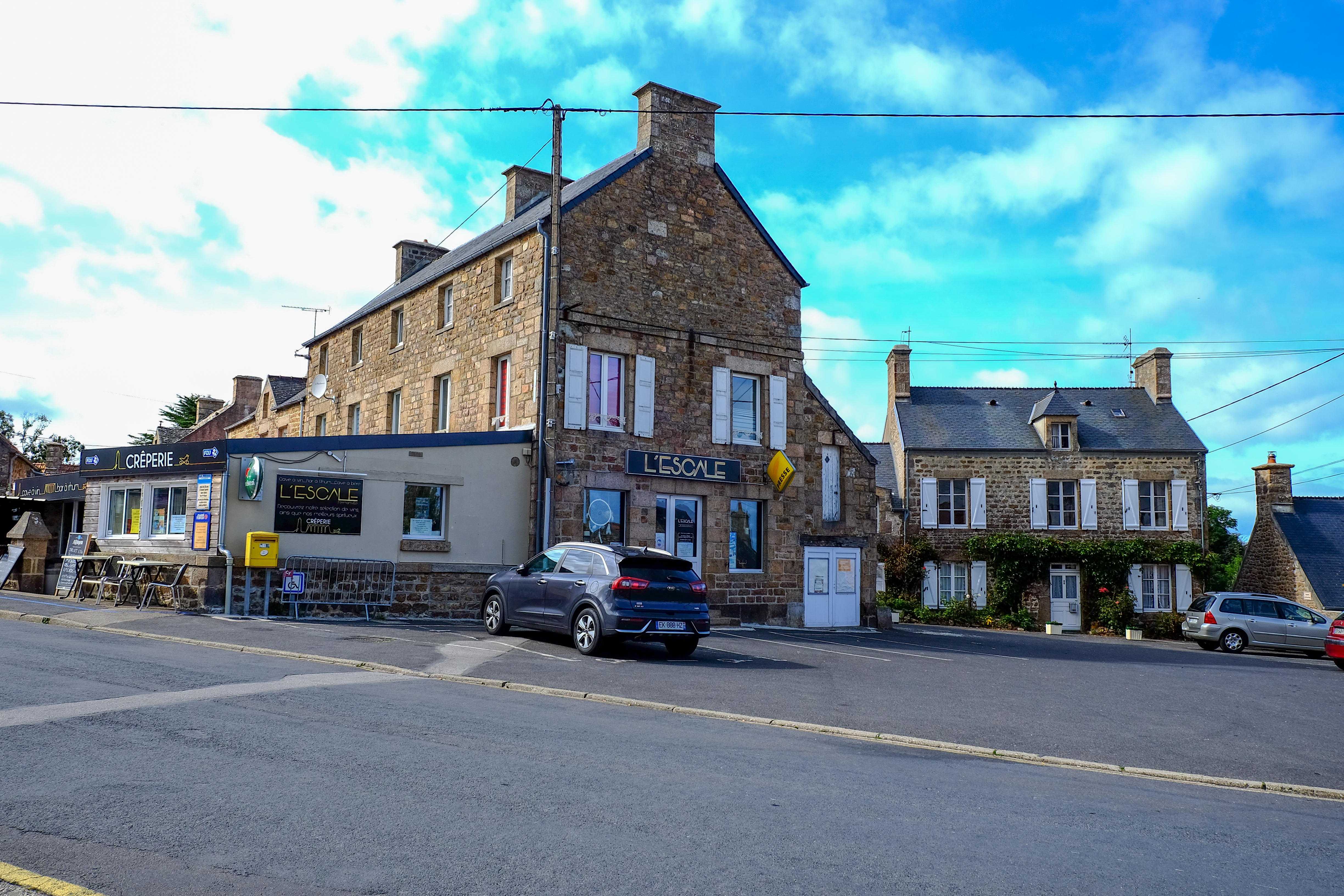
La place du Tot-de-Haut, avec son bar-restaurant.

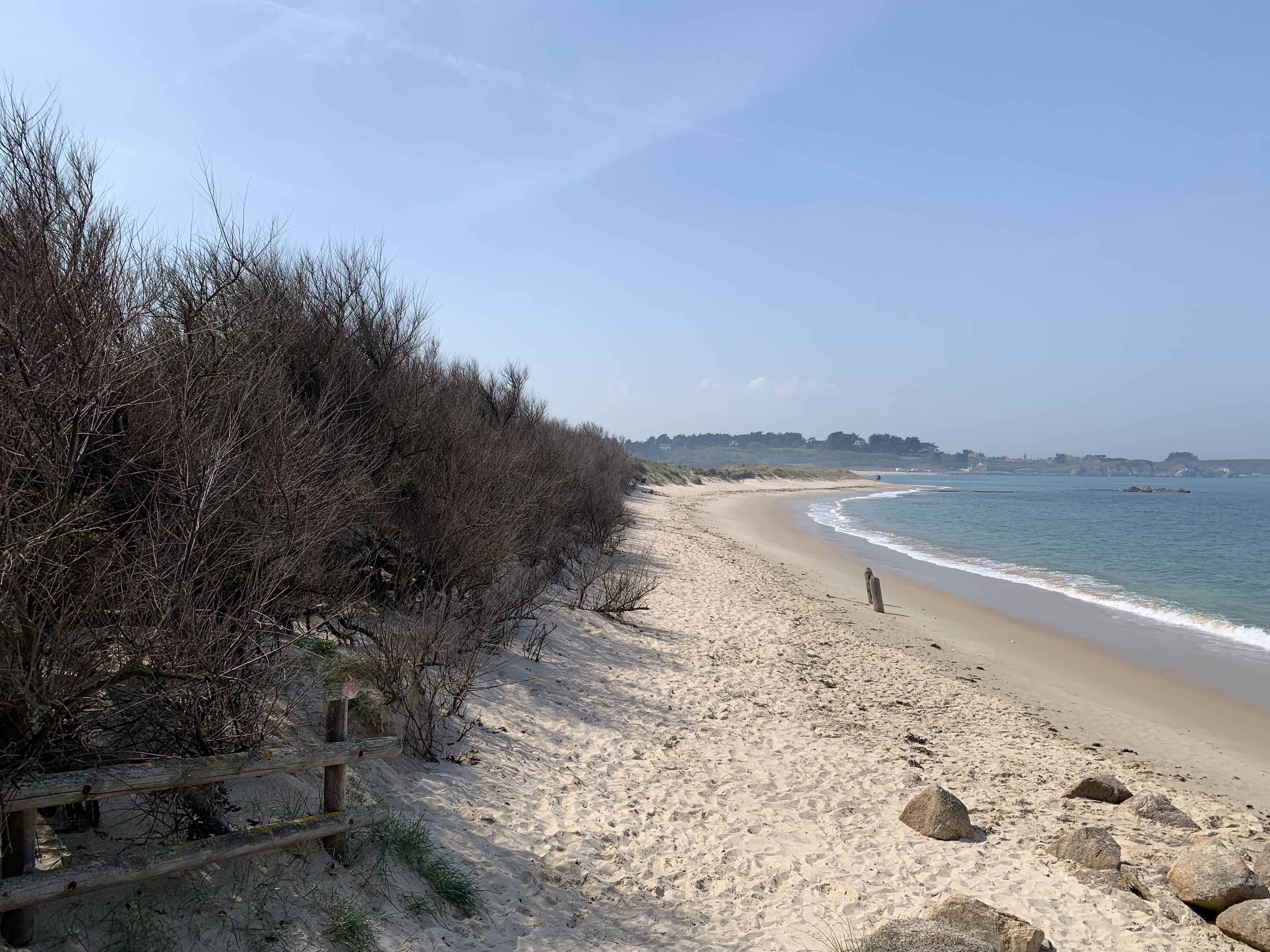
L'anse de la Visière et la plage de Fréval.

Fermanville est l'une des principales destinations touristiques du Cotentin, en raison de sa façade maritime, de ses paysages bocagers et forestiers et de ses monuments,. En période estivale, la population de la commune fait plus que doubler grâce à un nombre important de résidences secondaires, ainsi qu'à ses capacités d'hébergements : un camping, plusieurs aires de stationnement de camping-cars, vingt-deux gîtes et deux chambres d'hôtes. Parmi les gîtes figurent notamment deux sites appartenant au Conservatoire du littoral : le fort du cap Lévi, aménagé en gîte en 1998 et géré par le Conseil départemental de la Manche, ainsi que le moulin Cardin, réhabilité en gîte communal en 2016.
La commune compte plusieurs établissements de restauration : un bar-restaurant-crêperie est situé au Tot-de-Haut et un restaurant de cuisine traditionnelle se trouve au Montéreire. Un troisième restaurant est placé en liquidation judiciaire en 2019 après près de 85 années d'activités.
Les anses découpées dans le granite abritent plusieurs plages, dont trois sont particulièrement prisées des baigneurs, et font l'objet d'un suivi de qualité : l'anse du Brick, la Mondrée et Fréval. L'anse du Brick est le principal « spot » de surf de la côte nord du Cotentin,.

## Culture locale et patrimoine

### Lieux et monuments

#### Monuments historiques
La commune compte trois monuments historiques : le manoir d'Inthéville, la stèle en mémoire de Marie Ravenel et le phare du cap Lévi.
Le manoir d'Inthéville, également appelé la Cour d'Inthéville, reconstruit de la fin du XVe au XVIe siècle, et une ancienne demeure fortifiée du XIIIe siècle, représentative des grandes exploitations agricoles seigneuriales du Nord-Cotentin, dont les parties les plus anciennes remontent à la Renaissance. Elle est partiellement inscrite au titre des monuments historiques par arrêté du 31 octobre 2002. Sont inscrits : les façades et les toitures du logis et de l'ensemble des communs, y compris la charretterie et la tour de défense nord-est ainsi que la chapelle en totalité.
La stèle de Marie Ravenel rend hommage à la poétesse fermanvillaise Marie Ravenel (1811-1893) qui fut inhumée dans le petit cimetière de Fermanville. Le médaillon de bronze, qui reproduit le visage de la poétesse à l'âge de 40 ans, en coiffe du pays, œuvre de la sculptrice Élisa Bloch, est fixé sur une stèle de granit en forme de mégalithe dû à l'architecte Mesnage, érigée en 1905 au débouché de la vallée des Moulins, sur le chemin des Argillères, où elle vécut après son mariage, en bordure de la RD 116. Le monument est inscrit au titre des monuments historiques depuis le 18 août 2006.
Le phare du cap Lévi balise la route maritime vers le port de Cherbourg en signalant les récifs de Biéroc et le raz du cap Lévi. Il est achevé en 1948, en remplacement du précédent phare détruit par l'armée allemande en juin 1944. Ce phare, quadrangulaire aux faces incurvées, est l'œuvre des architectes René Levavasseur et Jacques Chauliat.
Outre les monuments, quatre statues et objets sont classés à l'inventaire des monuments historiques depuis le 21 janvier 1981, tous issus du patrimoine religieux de l'église Saint-Martin,,,.

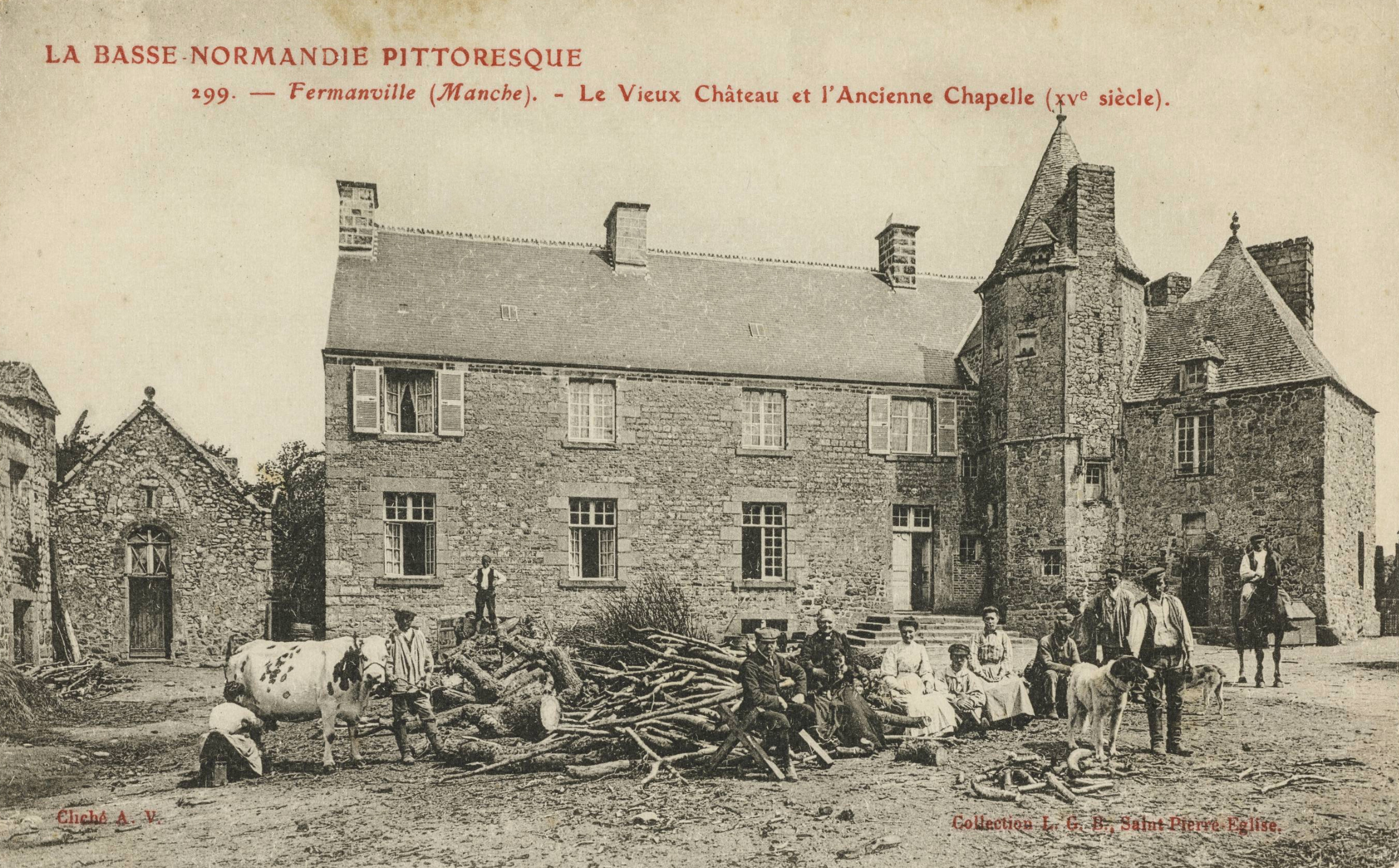
Manoir d'Inthéville, demeure fortifiée du XIIIe siècle.
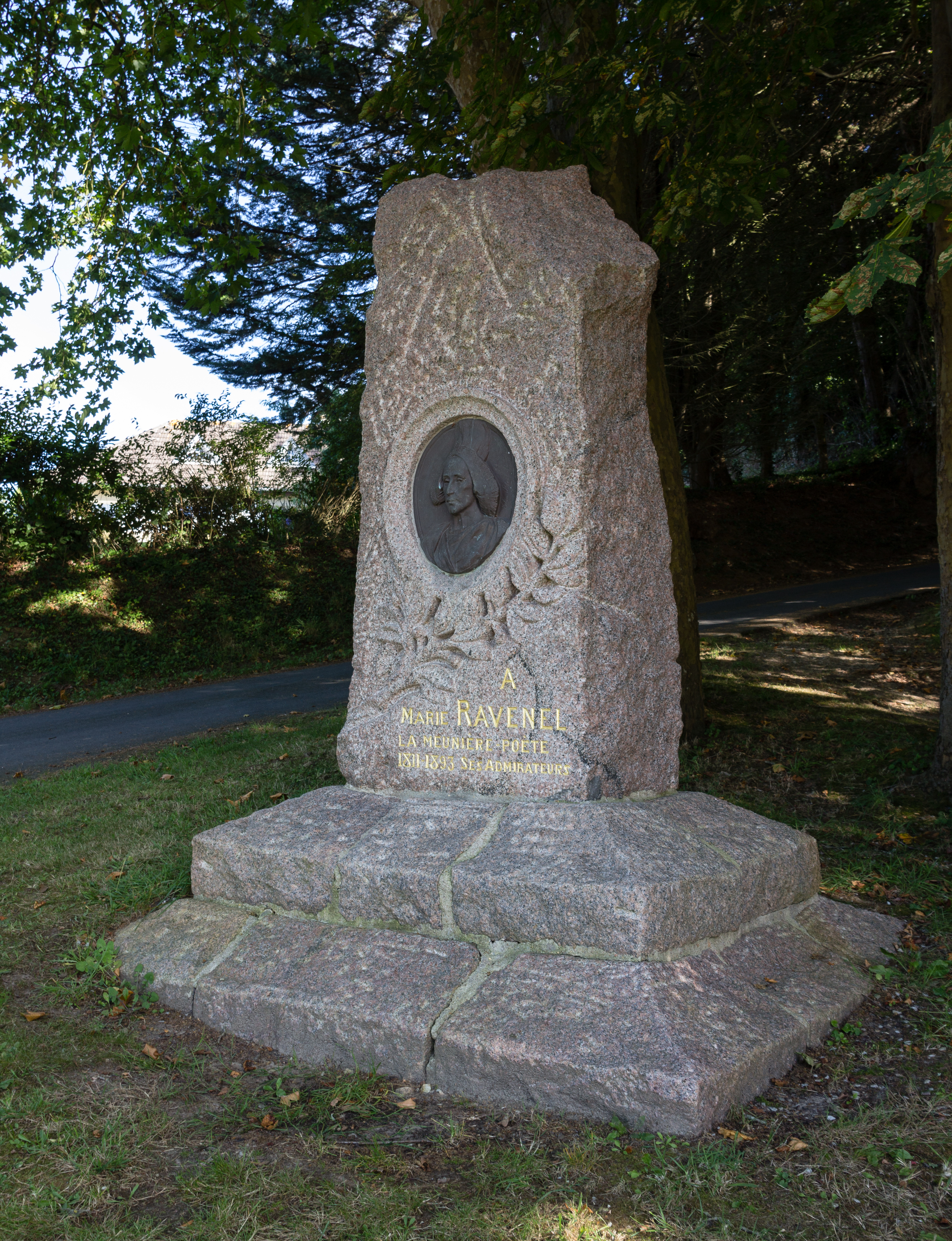
Stèle en mémoire de Marie Ravenel.
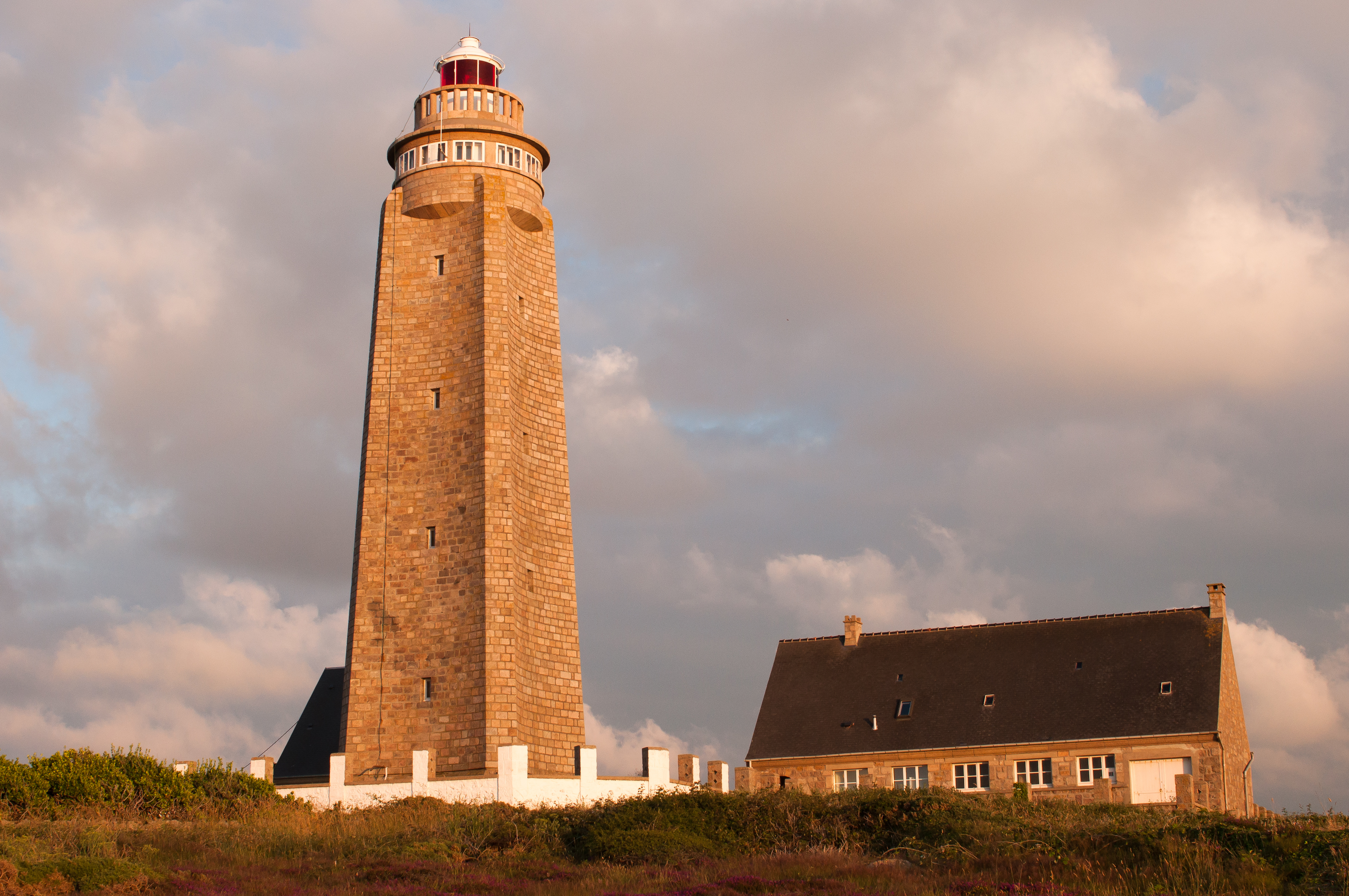
Phare du cap Lévi.
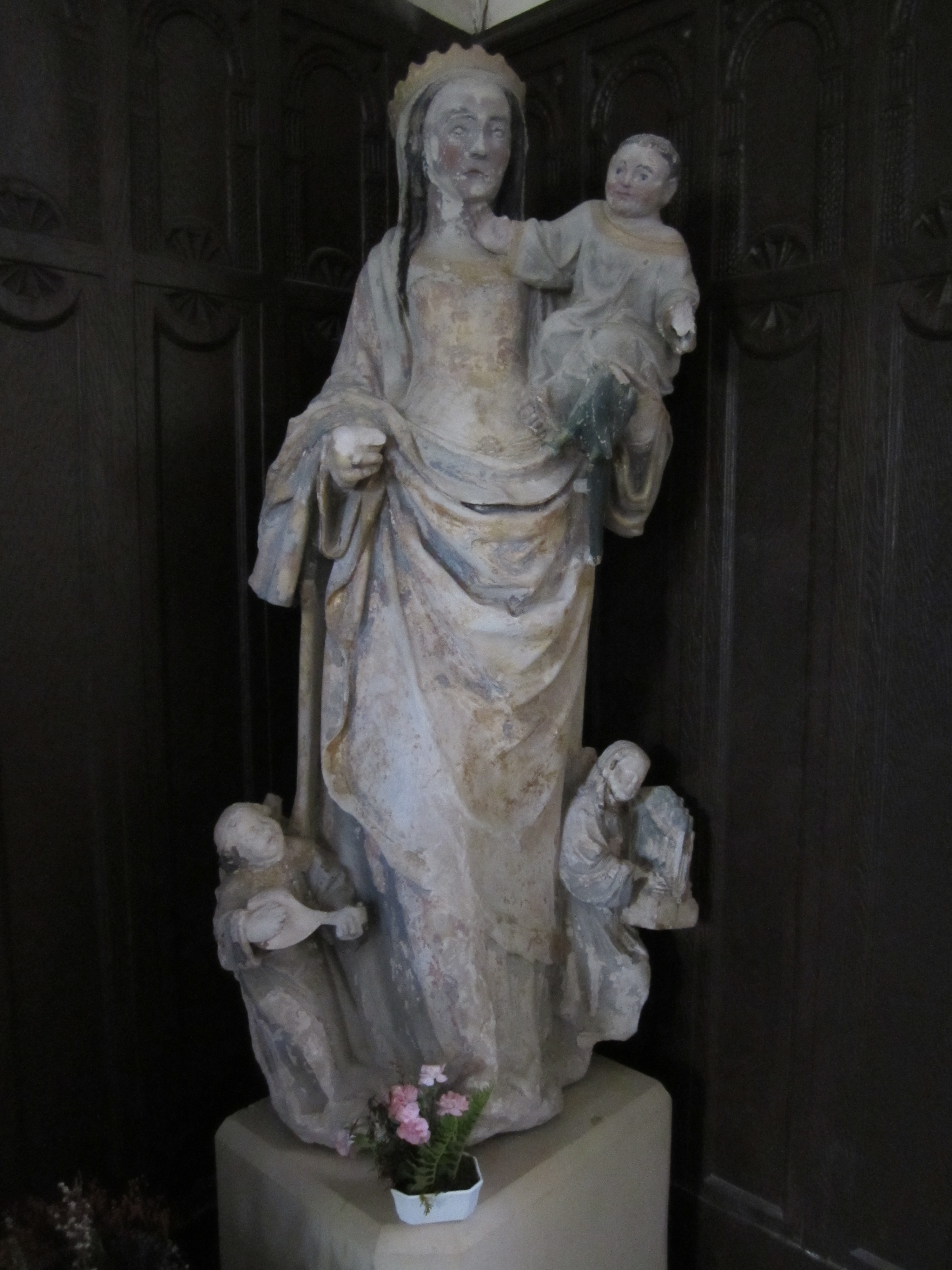
Statue de la Vierge à l'enfant, XVe siècle.
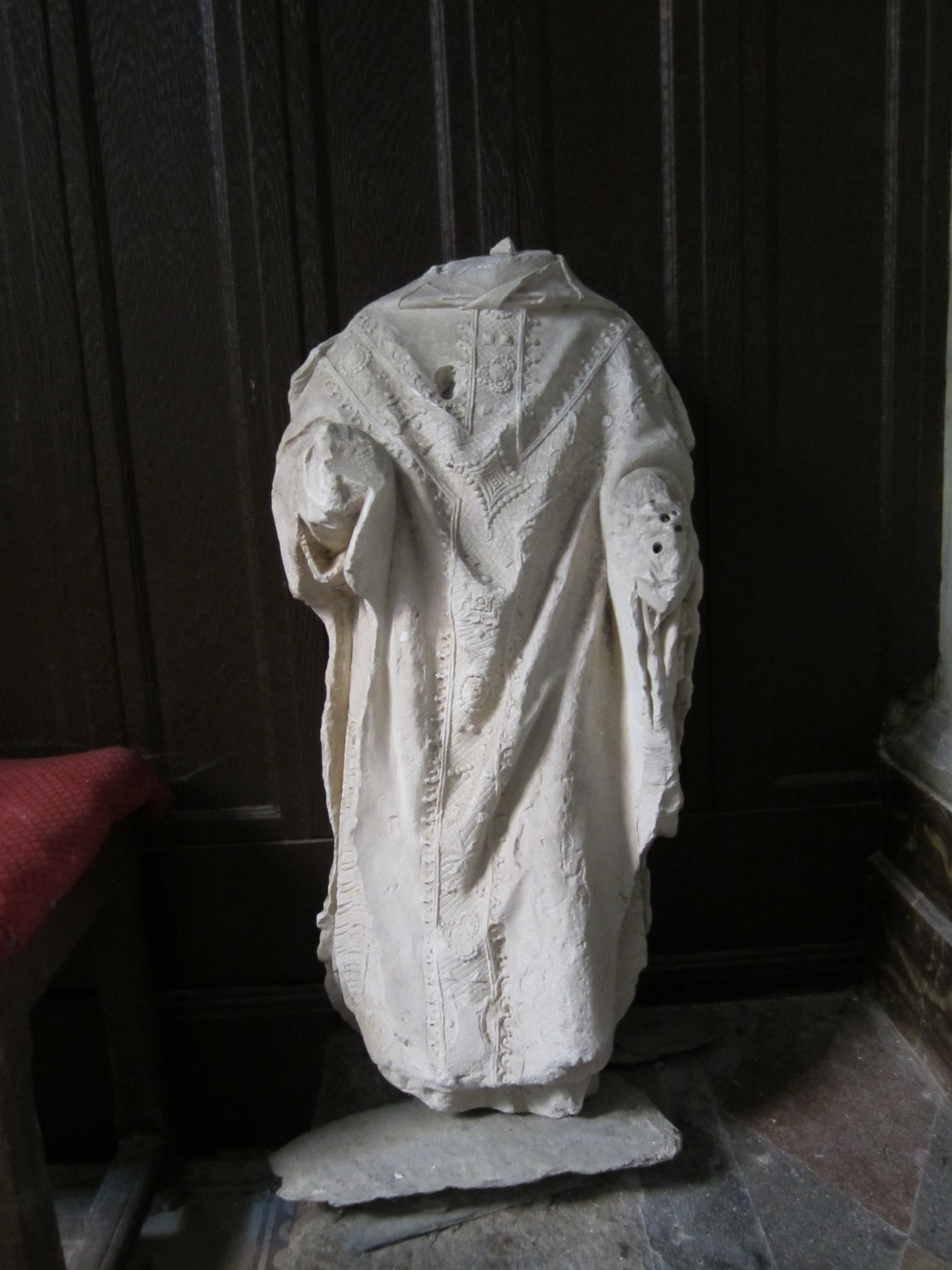
Statue de saint Martin en tenue d'évêque, XVe siècle.

#### Patrimoine religieux

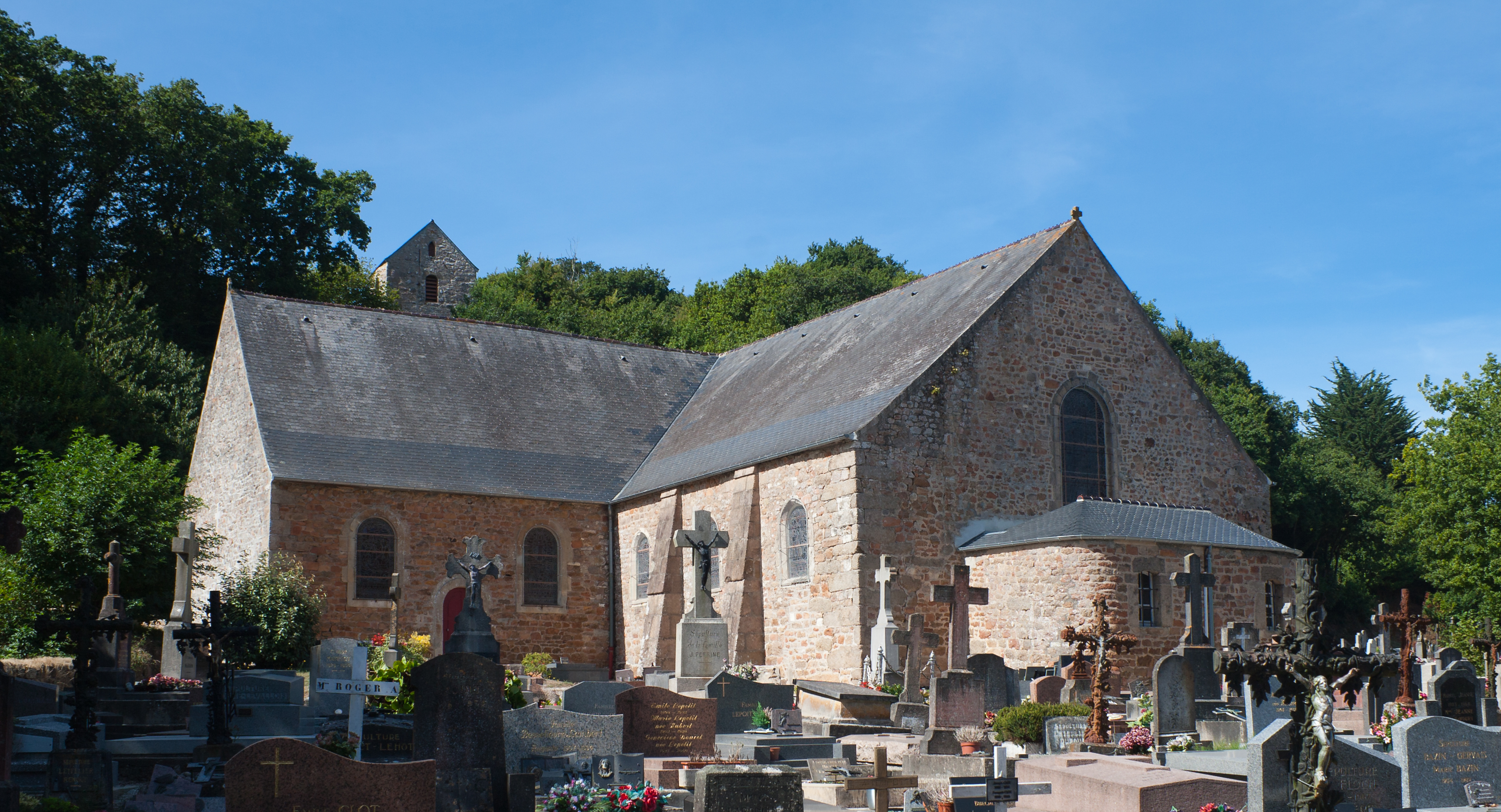
L'église Saint-Martin de Fermanville, avec son clocher construit à flanc de colline pour que les cloches soient entendues de part et d'autre du mont Varin.

La première église paroissiale date du XIIIe siècle, voire possiblement du XIe ou XIIe siècle. Elle a été profondément remaniée en 1658 puis en 1829 pour tenir compte de l'augmentation de la population de Fermanville. Cette église, sous le vocable de saint Martin, est particulière en raison de son plan en croix grecque (avec des bras de longueur égale) et de l'absence de clocher. Un campanile séparé a été bâti lors des travaux de 1658 sur la colline derrière l'église qu'il surplombe plutôt que d'être rajouté à l'église même, ce pour des raisons de coût. La chapelle du transept nord est dédiée à saint Martin, celle du transept sud à Notre-Dame de Lourdes. Elle abrite une statue de saint Martin du XVe, d'une sainte femme portant un livre ouvert du XVe, une Vierge à l'Enfant entre deux anges du XVe, un calice et sa patène du XVIIe classé au titre objet aux monuments historiques. La plupart des vitraux datent du début du XXe siècle. Huit vitraux ont été posés après la Seconde Guerre mondiale.
La chapelle Notre-Dame-de-Lorette a été édifiée en 1925, à proximité d'une villa du hameau de la Bordette, achetée par la paroisse Notre-Dame-de-Lorette pour accueillir sa colonie de vacances. Depuis 1999, elle abrite une boutique de produits d'artisanat marocain.
La chapelle Notre-Dame-des-Champs, dans la vallée des Moulins, a été construite en 1858 au 153-155 rue de Rennes à Paris, église provisoire de la paroisse Notre-Dame-des-Champs jusqu'à l'inauguration de l'actuelle église en 1876. En 1931, cette chapelle en bois de sapin est transportée dans la vallée des Moulins de Fermanville, devant le moulin accueillant la colonie de vacances de la paroisse depuis 1929.
La chapelle Sainte-Madeleine, datée du XIIe siècle et percée d'une belle fenêtre ogivale, se dresse quant à elle à proximité du manoir d'Inthéville. Il existait une autre chapelle, la chapelle Saint-Cyr, au Hamel du Tot.

#### Patrimoine civil
Le viaduc ferroviaire de la vallée des Moulins, dit viaduc de Fermanville ou de Fatosme, est l'un des emblèmes du Cotentin. À ses pieds se dresse l'ancien moulin à eau Fatosme, qui était à la fin du XIXe siècle, la possession de la famille Fatosme. Le viaduc, tout en granit, enjambe la vallée avec ses 20 arches totalisant 242 mètres de long pour 32 mètres de haut. Il est construit entre 1907 et 1911 pour le passage du train allant de Cherbourg à Barfleur, familièrement appelé « Tue-Vaques », afin de permettre aux pêcheurs, éleveurs et cultivateurs de vendre leurs productions sur le marché de Cherbourg, et aux Cherbourgeois de passer quelque moment de villégiature sur la côte. Il est partiellement détruit par l'armée allemande et par les tirs de la marine alliée en juin 1944. Restauré en 1947, il reste en usage jusqu'à la fermeture de la ligne de train le 30 septembre 1950.
Les deux ports de Fermanville, le port du cap Lévi, construit en 1786, l'année de la visite de Louis XVI à Cherbourg, et détruit en 1806 à la suite d'une violente tempête et dont les deux jetées actuelles datent de 1861 à 1875, et le port Pignot construit en 1889, ont été aménagés pour permettre l'exploitation des carrières de granite rose du cap Lévi. Le port Pignot, avec sa digue et son quai de pierres sèches, est construit sur la côte est du cap Lévi, dans l'anse de la Mondrée, en 1889 par le carrier lillois Charles Pignot, exploitant carrier à Fermanville, pour l'acheminement du granite extrait de la carrière attenante du mont des Chèvres, à destination du chantier de construction de la grande rade. Outre les maisons traditionnelles locales, le granite rose de Fermanville a servi notamment à la construction de la cale de la Compagnie générale transatlantique au Havre, du phare de Gatteville, du frontispice des magasins Printemps à Paris, de l'obélisque d'Utah Beach, et à la fabrication des pavés de plusieurs secteurs du Paris-Roubaix. Aujourd'hui, le port Pignot, d'une capacité de 18 mouillages (embarcations de plaisanciers), est l'un des plus petits ports de France, avec Port Racine à Saint-Germain-des-Vaux.

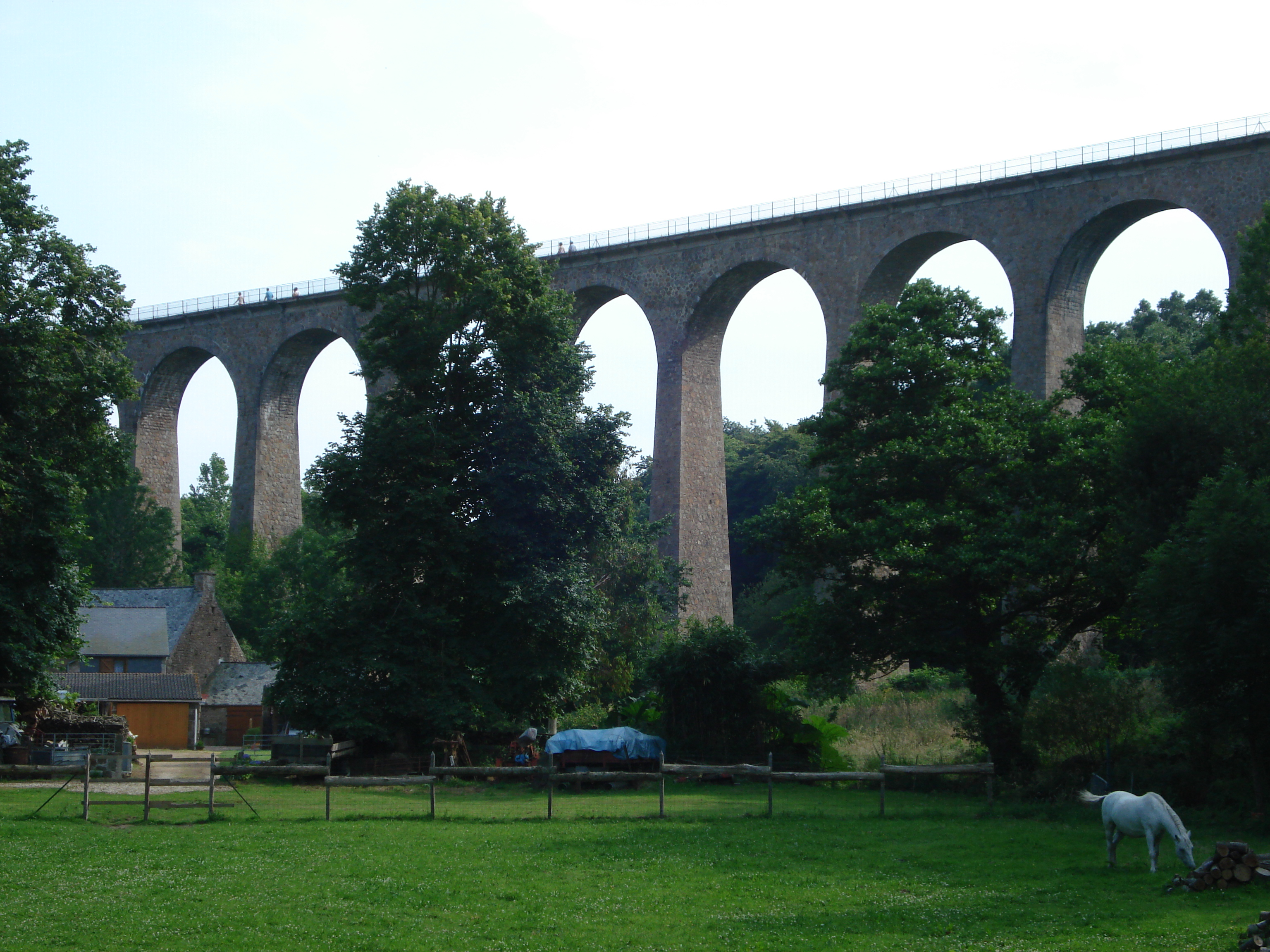
Le viaduc de Fermanville.
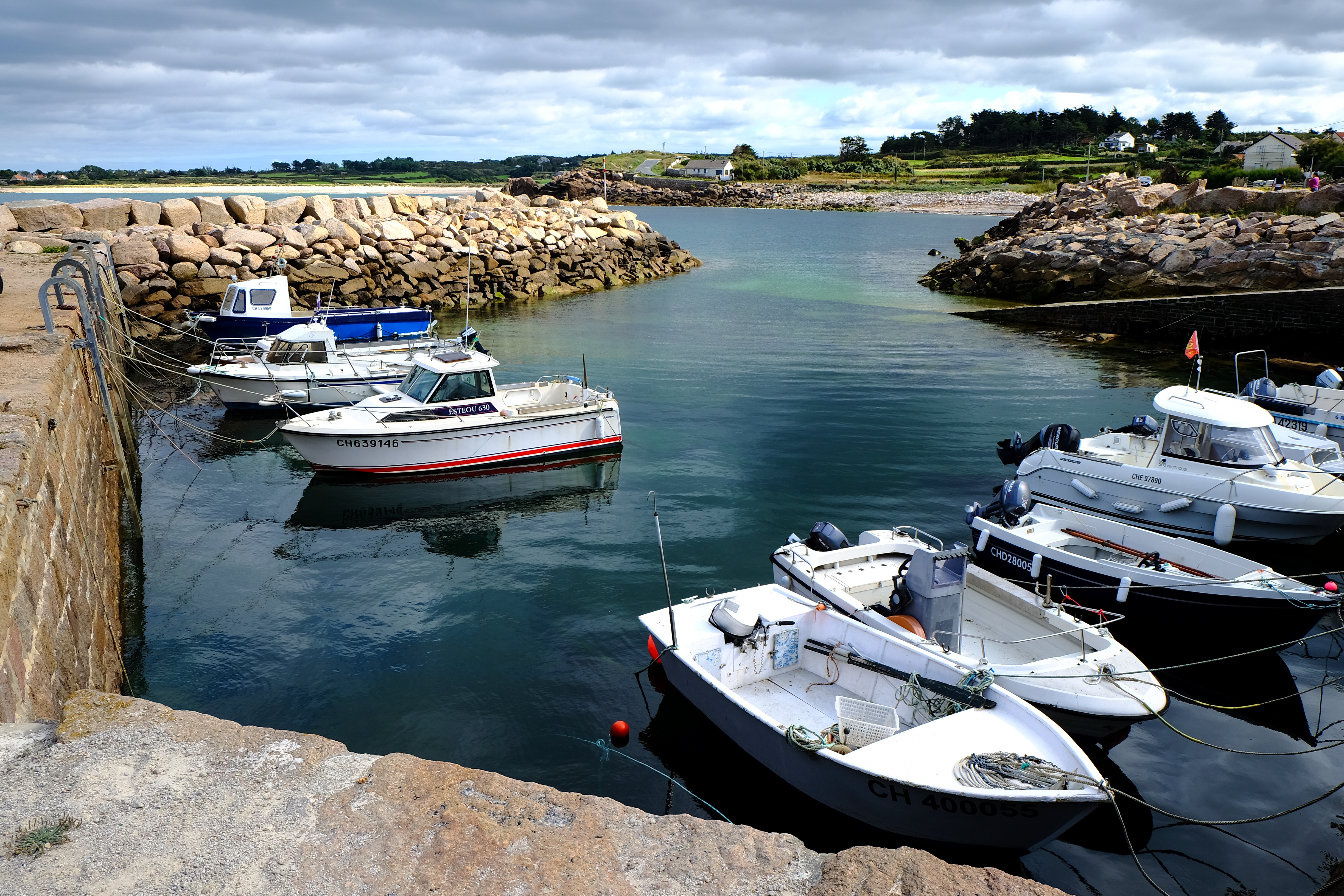
Le port Pignot.
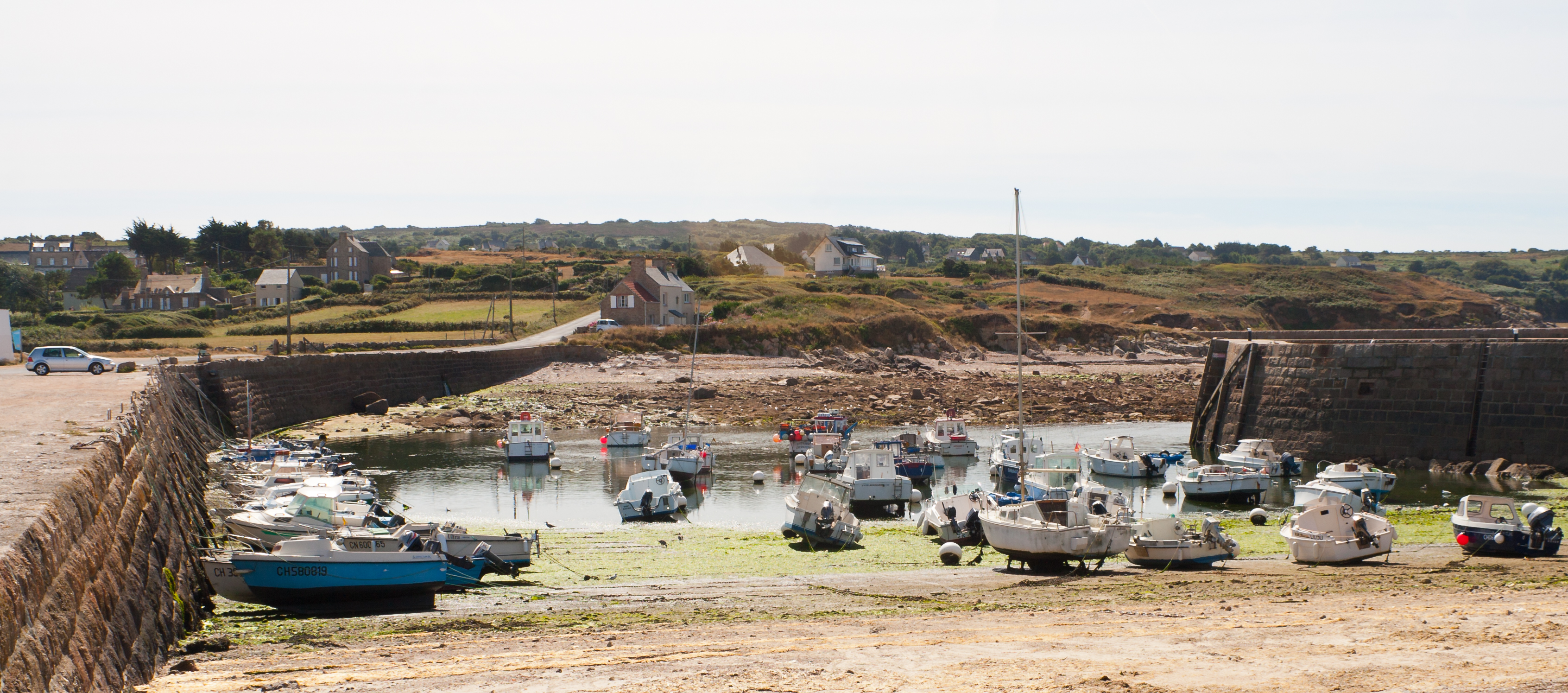
Le port du cap Lévi.

#### Patrimoine militaire
De nombreux vestiges militaires, témoins de l'importance stratégique de Fermanville dans la défense de Cherbourg, parsèment le territoire de la commune. Les plus remarquables sont le fort du cap Lévi, construit au début du XIXe siècle, et la batterie du Bruley, construite en 1936.
Le fort du cap Lévi est construit sur le promontoire du mont de Rouen sous le Consulat pour protéger le cabotage et l'acheminement des matériaux nécessaires à la construction de la rade de Cherbourg. Il est constitué d'une batterie quadrangulaire d'environ 50 × 30 m. À l'origine semi-circulaire, la banquette est redessinée en 1861 pour s'adapter à l'évolution de l'artillerie.
Le fort est déclassé en 1875 et devient au début du XXe siècle une résidence secondaire. Endommagé pendant les combats de 1944, il est racheté en 1953 et transformé par l'industriel français Félix Amiot en résidence de prestige. Propriété du Conservatoire du littoral depuis 1990, il devient un gîte en 1998.
La batterie du Bruley, inutilisée depuis 1945, est déclassée en 1990 et vendue au Conservatoire du Littoral, qui crée à cette occasion le site « Pointe du Brick » pour protéger les landes. Devenu un lieu de promenade, la batterie et l'observatoire en particulier sont régulièrement peintes et repeintes par des graffeurs. Les graffeurs cherbourgeois Blesea et Baby-K y réalisent notamment deux œuvres monumentales : en 2017, ils rendent hommage aux héros du débarquement de Normandie en maquillant l'observatoire en clocher de Sainte-Mère-Église, et en 2020 en réalisant un trompe-l'œil inspiré d'un véhicule de l'univers de Star Wars, le TB-TT.

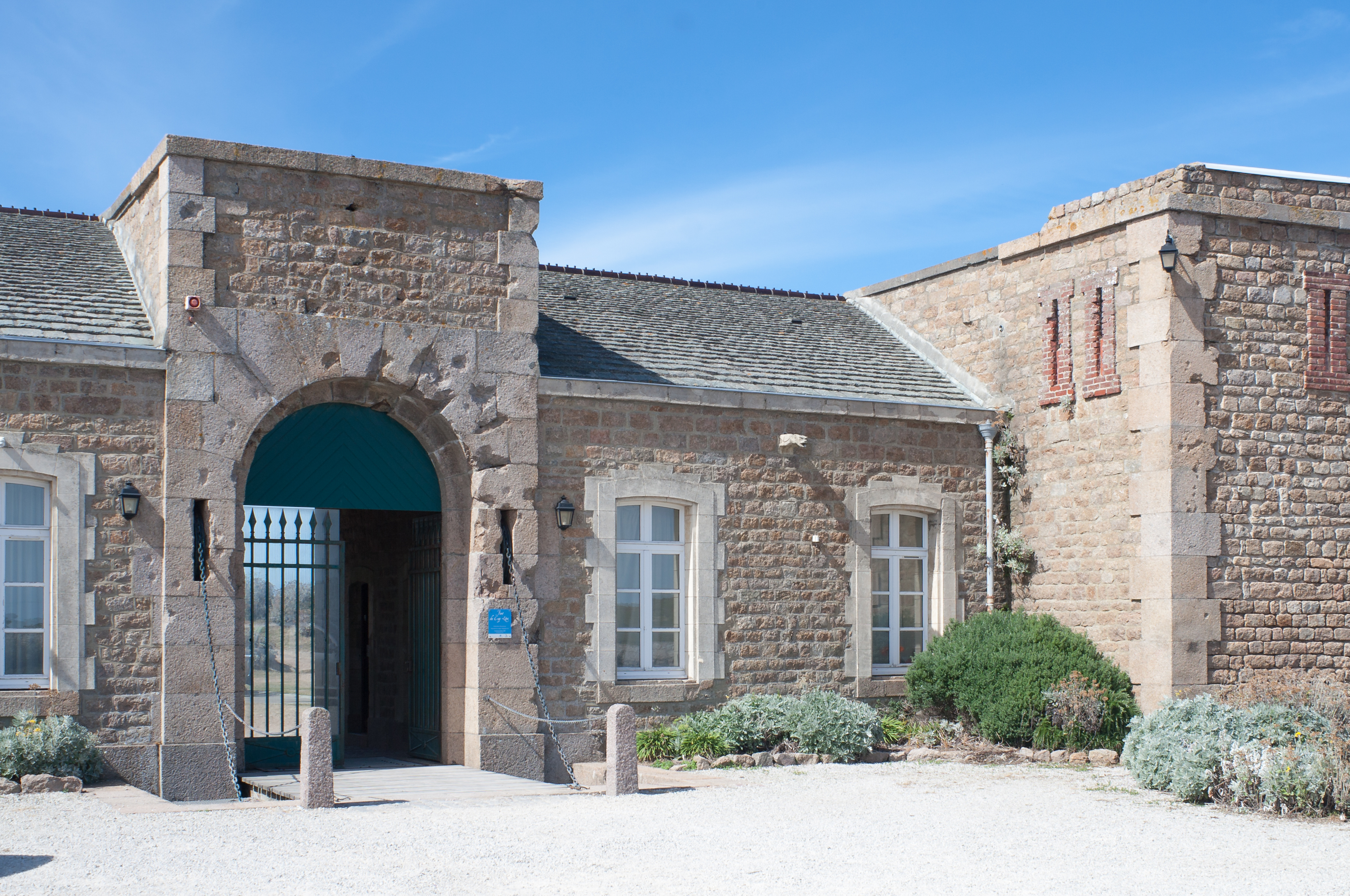
Entrée du fort du cap Lévi.
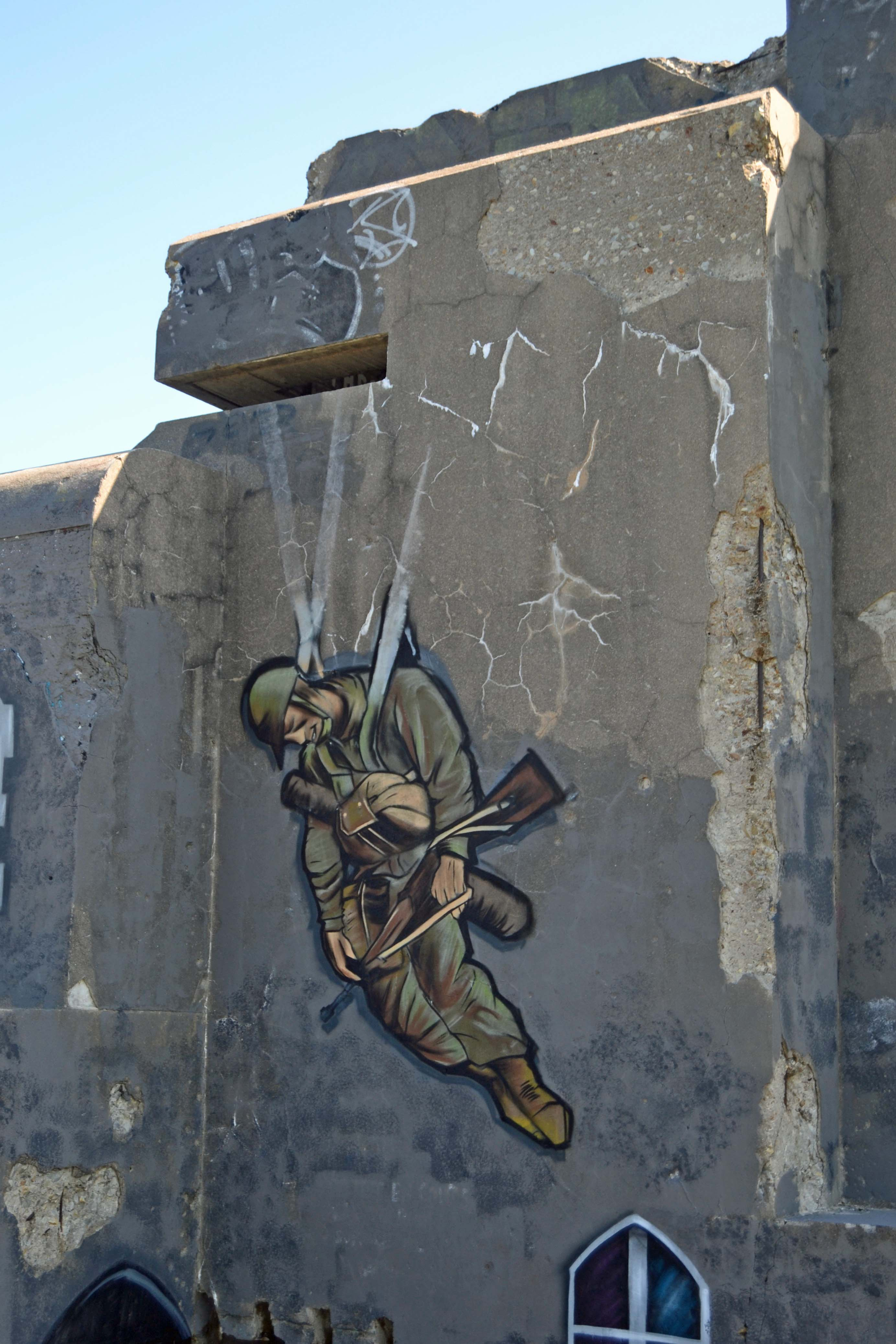
Détail de la fresque réalisée en 2017 sur l'observatoire du Bruley.

#### Monuments commémoratifs
Deux monuments commémorent des naufrages ayant eu lieu au large des côtes fermanvillaises.
La croix du Prométhée est érigée en 1933 sur la pointe de Fréval en souvenir des 62 disparus dans le naufrage de ce sous-marin survenu le 7 juillet 1932. La stèle de La Fidèle salue la mémoire des cinq victimes de l'explosion de la gabare chargée du pétardage d'explosifs dans la fosse Lévi le 30 avril 1997.
Une stèle est érigée dans les années 1990 au Montéreire, devant l'ancienne gare, en mémoire des victimes du nazisme à Fermanville, notamment les prisonniers chargés de construire les batteries côtières.
Le monument aux morts en granite de Fermanville est inauguré le 28 juillet 1921 dans le cimetière, et porte les noms de 28 Fermanvillais morts pendant la Première Guerre mondiale (dont 26 morts pour la France), 8 Fermanvillais morts pour la France pendant la Seconde Guerre mondiale et un Fermanvillais mort pour la France pendant la guerre d'Algérie. Les morts de la Première Guerre mondiale sont également commémorés sur un vitrail de l'église. Le cimetière abrite également la tombe collective de l'équipage d'un bombardier Blenheim de la Royal Air Force abattu par la flak allemande le 13 août 1940,.

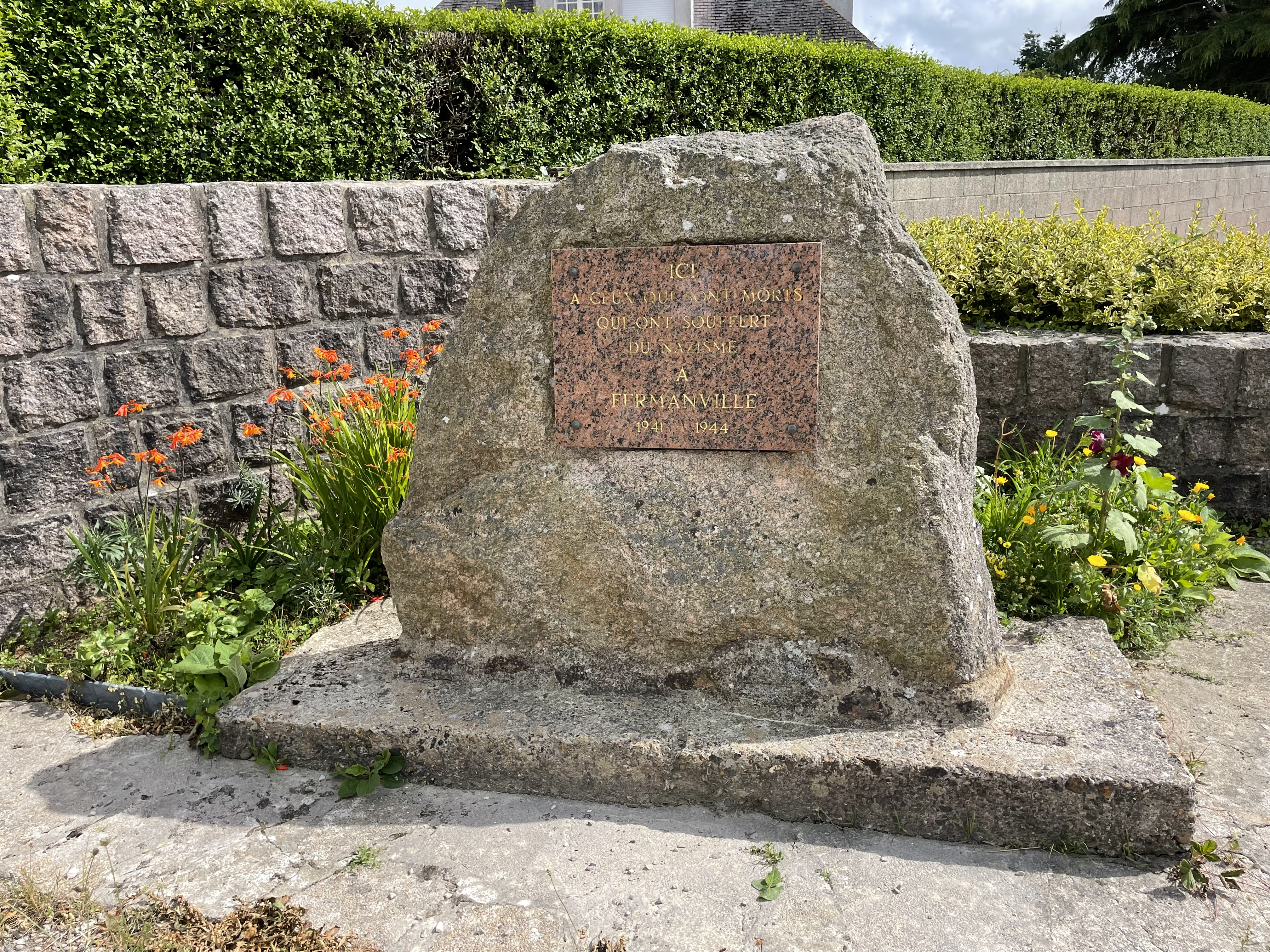
Stèle en mémoire des victimes du nazisme à Fermanville.
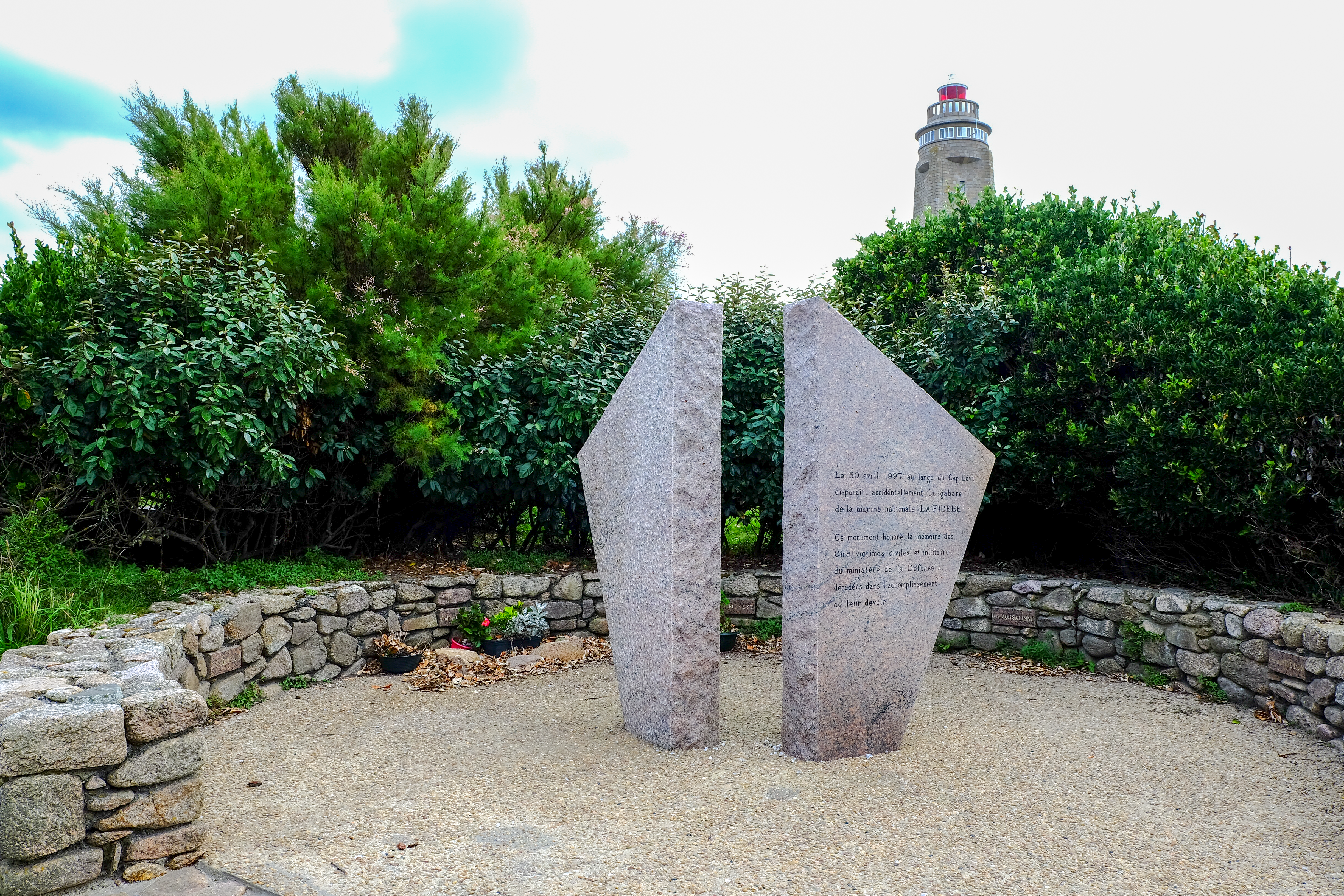
Stèle en mémoire des disparus de La Fidèle.
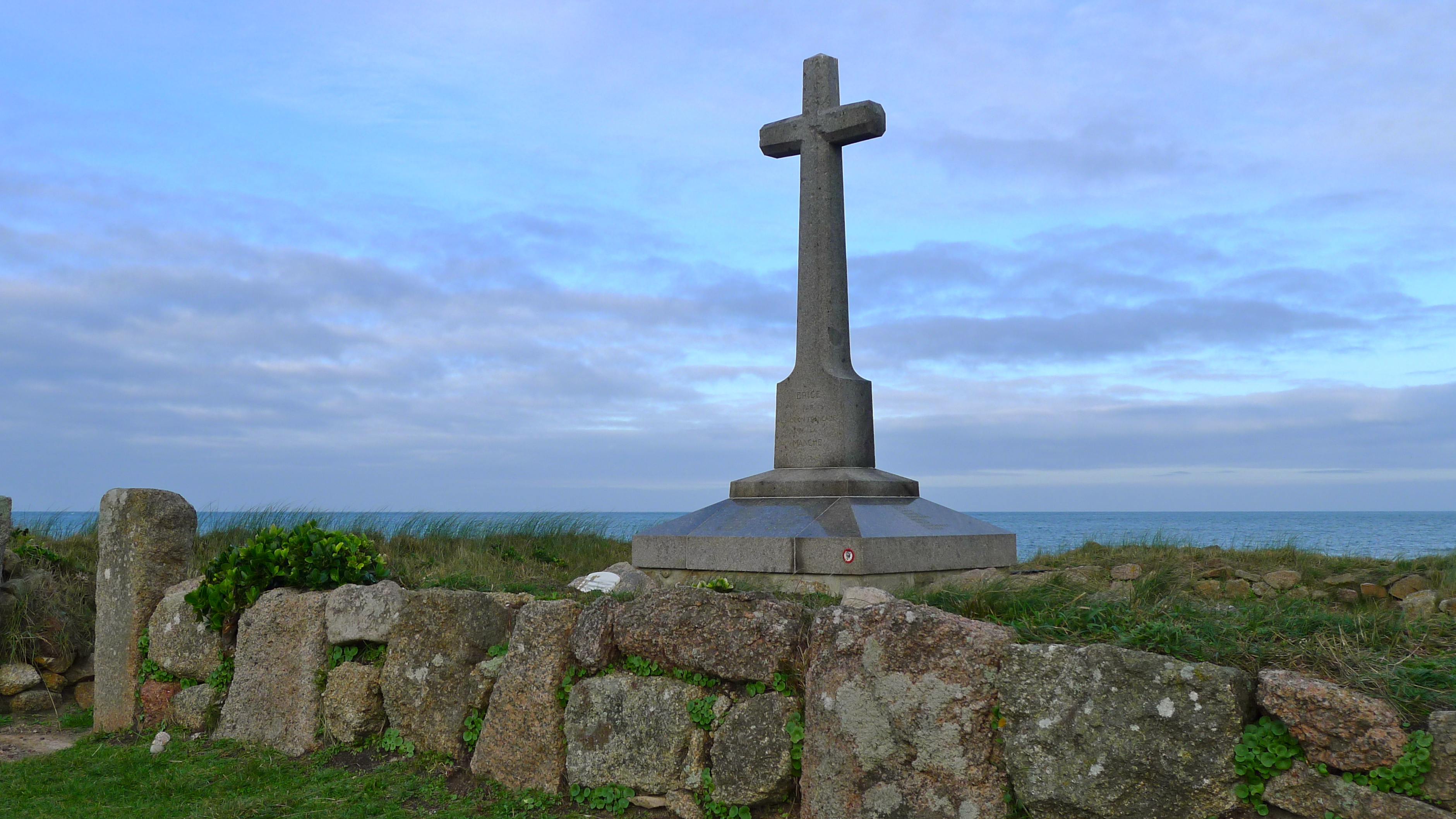
Croix du Prométhée.

### Fermanville dans les arts et la culture
Fermanville sert de décors aux poèmes de Marie Ravenel ainsi qu'à plusieurs films, téléfilms et séries télévisées.
En avril 1999, le réalisateur Jean-Pierre Mocky tourne La Candide Madame Duff à l'anse du Brick et au fort du cap Lévi. En 2005, Richard Berry tourne plusieurs scènes de La Boîte noire au phare du cap Lévi et sur la pointe du Bruley. En 2009, le fort du cap Lévi est utilisé comme domicile des personnages principaux de la mini-série Les Corbeaux, réalisée par Régis Musset. En 2017, le premier plan du film Milla de Valérie Massadian est tourné à Fermanville. En 2018, le téléfilm Meurtres en Cotentin est tourné en partie à Fermanville.

### Personnalités liées à la commune
- Marie Ravenel (Réthoville, 1811 - Fermanville, 1893), poétesse et meunière française. La place de l'église, à l'entrée de la vallée des Moulins, est baptisée « place Marie-Ravenel » en son honneur.
- Rachel Hautot (1882-1935), sculptrice née dans la commune. Son nom est donné à une place du Hameau Carré.
- Félix Amiot (1894-1974), industriel français, propriétaire du fort du cap Lévi.
- Jacques Rouxel (1931-2004), créateur des Shadoks, résidant à Fermanville de 1973 à sa mort. Une ruelle à proximité de sa maison a été baptisée impasse des Shadoks.

### Logotype

Logo de la commune de Fermanville.

La commune ne possède pas de blason. Le logo de Fermanville s'apparente à un blason, en reprenant la forme d'un écu français du XVIIe siècle, à bande de gueules. Les charges représentent deux monuments caractéristiques de Fermanville : le viaduc et le phare.

## Pour approfondir